# Rivoluzione francese
La Rivoluzione francese fu un periodo di sconvolgimento sociale, politico e culturale estremo, prevalentemente violento, avvenuto in Francia tra il 1789 e il 1799, poi allargatosi in Europa con le guerre rivoluzionarie francesi e le guerre napoleoniche. In storiografia è lo spartiacque tra età moderna ed età contemporanea. È detta anche Prima rivoluzione francese o Grande rivoluzione francese, per distinguerla dalla Rivoluzione di luglio del 1830 (Seconda rivoluzione francese), dai moti rivoluzionari del 1848 (Terza rivoluzione francese), che furono l'episodio locale del periodo di rivolte europee conosciuto come la Primavera dei popoli, e dalla Comune di Parigi del 1871.
Fu un evento assai complesso e articolato in varie fasi. Le sue principali conseguenze immediate furono: l'abolizione della monarchia assoluta capetingia e la rapida proclamazione della repubblica; l'eliminazione delle basi economiche e sociali dell'Ancien Régime, il sistema politico e sociale precedente, ritenuto colpevole della disuguaglianza e povertà dei suoi sudditi; la stesura della Dichiarazione dei diritti dell'uomo e del cittadino, futuro fondamento delle costituzioni moderne.
La Rivoluzione francese finì con il periodo imperiale-napoleonico e poi la Restaurazione da parte dell'aristocrazia europea. Tuttavia, insieme a quella americana, segnò il declino dell'assolutismo e ispirò le successive rivoluzioni borghesi liberali e democratiche del XIX secolo (i cosiddetti moti rivoluzionari), aprendo la strada a un nuovo sistema politico basato sul concetto di Stato di diritto o Stato liberale, in cui la borghesia diviene la classe dominante. Questo fu a sua volta la premessa per la nascita dei moderni Stati democratici.

## Contesto socio-economico e politico

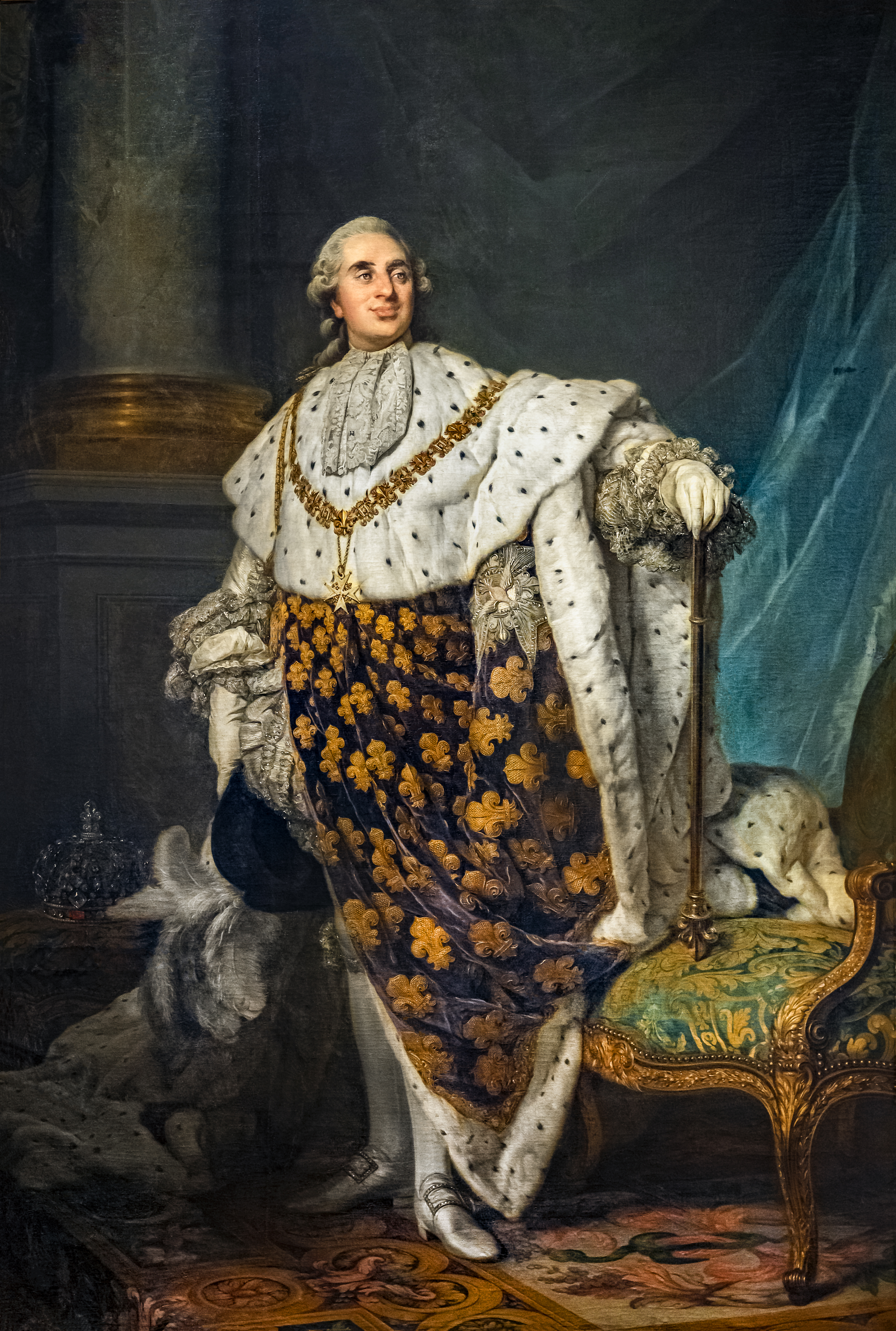
Luigi XVI (opera di Joseph Duplessis, 1777)

Nella Francia del XVIII secolo, in base al diritto divino dei re, il potere politico risiedeva nella monarchia assoluta, rappresentata da Luigi XVI. Salvo alcune eccezioni, tutto il sistema istituzionale francese si compendiava nella figura del Re, che, nelle parole di Jean Bodin, era l'immagine di Dio in terra.
Il Re aveva il comando supremo dell'esercito e, ogni cosa decidessero i tribunali, poteva usare il suo potere di justice retenue per prevenire o annullare ogni sentenza e richiamare ogni causa dalle corti ordinarie al Consiglio con una lettre de cachet.
L'autorità del sovrano non era quella di un capo titolare di un regime amministrativo ma l'esercizio personale del proprio bon plaisir: governando come individuo, il re investiva ogni funzionario, secondo l'ordine e grado, di una frazione della propria autorità chiamandolo ad agire in base al potere e alle istruzioni discrezionali ricevute. Aveva il solo limite di non poter licenziare i funzionari, dato che molti di questi accedevano alla carica pagando una somma corrispondente al valore di mercato.
In dettaglio, il potere esecutivo impersonato dal Re era esercitato attraverso numerosi consigli: il Conseil d'en haut o Conseil secret era presieduto dal Re e sovrintendeva alle principali questioni di governo ed alla politica estera, il Conseil de Dépeches presiedeva all'amministrazione interna e ai ricorsi giudiziari, il Conseil de Finances ed il Conseil de Commerce erano specializzati nelle materie economiche, il Conseil de Conscience era competente nella materia dei benefici ecclesiastici, infine il Conseil de Partis esercitava la giurisdizione privata del sovrano e dirimeva i conflitti di competenza giurisdizionali.
Durante il regno di Luigi XIV, tuttavia, i consigli persero buona parte della propria importanza e prestigio in favore dei quattro ministri di stato, ovvero Affari esteri, Guerra, Marina, Maison du Roi (preposto alla sicurezza della Corte e della Capitale) e del Controllore generale delle finanze. Questi, nominati e consultati direttamente dal sovrano, a loro volta avevano a disposizione uffici e personale autonomo. Infine, non c'era un Primo Ministro: i sovrani, da Luigi XIV in poi, erano soliti trattare gli affari di stato con i singoli ministri. Il coordinamento dell'intero governo dipendeva dalle capacità del sovrano.
La società era suddivisa in tre classi: la nobiltà, il clero e il terzo stato. Quest'ultimo, che rappresentava il 98% circa della popolazione, racchiudeva un assortimento eterogeneo di ceti sociali, dagli strati più abbienti della borghesia fino a quelli più poveri e disagiati del sottoproletariato, tutti accomunati però da una posizione subalterna alle precedenti classi, in quanto isolati dalla sfera del potere e sottoposti a un regime fiscale più esoso e iniquo in confronto ai privilegi di aristocratici ed ecclesiastici.
Una serie di problemi economici provocarono malcontento e disordini nella popolazione: ci fu dapprima il crollo dei prezzi agricoli della viticoltura dal 1778, nel 1785 la siccità provocò una enorme moria del bestiame e dal 1786 la produzione industriale entrò in crisi. Nel 1788, infine, un pessimo raccolto causò una grande crisi che fece aumentare il prezzo del pane fino a quattro soldi per libbra nella sola Parigi e a otto in svariate province del Regno; i lavoratori salariati vennero quindi ridotti alla fame. Su 24 milioni di abitanti che contava la Francia, intorno ai 20 milioni erano contadini, primaria quindi la questione delle campagne per quanto riguardava l'economia nazionale. 
In quel 1788, in una situazione di arretratezza nello sfruttamento della terra, campi troppo poco estesi, troppo frazionati, troppo mal coltivati, anche considerando il semplice sostentamento del coltivatore, la cui sopravvivenza finanziaria persisteva grazie all'industria contadina della filatura e della tessitura della lana, disastroso fu il clima. «(...) la raccolta era stata falcidiata da una grandinata in una parte della Francia, un inverno rigido gelò i fiumi, e i mulini smisero di girare» Alcuni studiosi hanno citato anche gli effetti della disastrosa eruzione del Laki (1783), vulcano dell'Islanda, come concausa della grave crisi agricola.
La situazione economica fu esacerbata dalla gravissima crisi finanziaria iniziata sotto il regno di Luigi XV (e prima ancora sotto il regno di Luigi XIV per le numerose guerre combattute contro gli altri paesi europei che prosciugarono le casse dello Stato) e progressivamente aggravatasi a seguito delle enormi spese sostenute per la guerra anglo-francese, combattuta tra il 1778 e il 1783, e che non avevano reso alcun vantaggio al paese, tranne che per la restituzione da parte del Regno Unito delle colonie del Senegal e di Tobago.
La necessità di risolvere pertanto la gravissima crisi in cui la Francia era precipitata non trovò soluzione nell'operato dei successori di Luigi XIV. Egual fallimento ebbero poi i tentativi di riforma al sistema giudiziario e fiscale. Perno del sistema fiscale era la taille, il cui gettito globale veniva fissato anno per anno dal Consiglio delle Finanze e poi ripartito fra le varie généralités su basi profondamente inique: città come Parigi, Orléans, Rouen e Lione godevano piena esenzione; altri centri urbani come Bordeaux e Grenoble versavano una somma forfettaria o un'addizionale agli octroi (le accise sui beni commestibili introdotti nei centri urbani).
Laddove il tributo era calcolato su base personale, nobili, clero e numerosi titolari di uffici pubblici avevano ottenuto una piena esenzione mentre negli altri casi era pressoché impossibile accertare la corretta base imponibile, data la mancanza di registri catastali aggiornati. A causa di ciò, l'onere della taille gravava principalmente sulla popolazione delle campagne ed i tentativi della corte di introdurre correttivi quali la capitazione (1695) o la dixième, un'imposta pari al 10% di tutti i redditi (1710), senza eccezione alcuna, avevano avuto vita breve, data la forte opposizione di nobiltà e clero.
L'iniquità del sistema era aggravata da un vasto e complicato sistema di imposte indirette: l'imposta sul sale, la gabelle (gettito passato da 23 a 50 milioni di livre tra il 1715 ed il 1789) era riscossa con un trattamento così discriminatorio tra le varie regioni del paese (ben cinque regimi differenti) che il prezzo finale del sale poteva variare da mezzo soldo fino a dodici o tredici soldi la libbra, creando così un forte e regolare contrabbando di sale; le traites e le aides, rispettivamente i dazi riscossi alla frontiera o alle barriere interne e le accise sui beni di consumo (quali bevande, tabacco, ferro e cuoio) erano profondamente regressivi ed aumentavano il prezzo delle merci all'interno del paese fino al punto da renderle proibitive per i più poveri.
Quanto al resto, il tesoro integrava le entrate attraverso i diritti di bollo, la lotteria, la vendita di uffici pubblici ed il don gratuit (un donativo di 2 -3 milioni versato dal clero, che, però godeva di circa 120 milioni annui di livre di entrate). Nel 1749 fu introdotta, su impulso del controllore generale Machault d'Arnouville, la vingtiéme, un'imposta universale pari al 5% di tutti i redditi, ma l'efficacia della nuova imposta fu notevolmente compromessa allorché il Parlamento di Parigi rifiutò l'estensione alle proprietà e ai redditi fondiari del clero.
In conclusione, il complicato ed iniquo sistema fiscale non era in grado di garantire né un'efficace mobilitazione di risorse economiche in caso di guerra né di contrastare il deficit del Paese e la continua crescita del debito pubblico per tutto il XVIII secolo.
L'assetto istituzionale dello stato era, inoltre, minato dalla presenza dei parlamenti che assolvevano a funzioni giudiziarie (religione, commercio, industria, morale censura) e avevano avuto un ruolo estremamente importante nell'estensione dell'autorità del sovrano: i membri dei parlamenti, oltre 2 000, in origine venivano reclutati tra gli avvocati ed i letterati ma in seguito la carica divenne ereditaria oppure acquisita tramite acquisto, fatto che rendeva i parlamentari assai vicini agli interessi dei ceti privilegiati.
Tra queste corti sovrane spiccava il Parlamento di Parigi, che aveva giurisdizione su oltre un terzo del Paese e aveva mantenuto il diritto di pronunziare rimostranze nei confronti del Sovrano e la prerogativa di rifiutare la registrazione dei decreti regi; il sovrano aveva pur sempre la facoltà di imporre la registrazione mediante la procedura formale del lit de justice, così come di esiliare magistrati o perfino un'intera corte, ma i Parlamenti potevano replicare sospendendo i procedimenti giudiziari o sobillando l'opinione pubblica attraverso la pubblicazione delle rimostranze.
Durante il lungo regno personale di Luigi XIV i parlamenti avevano perso buona parte del loro prestigio, ma con i regni di Luigi XV e Luigi XVI divennero il centro dell'opposizione alle riforme finanziarie e all'opera di unificazione amministrativa e legislativa, aggravando l'instabilità della monarchia.
L'avversione dei sudditi francesi nei confronti della monarchia aumentò grazie anche alla presenza impopolare di Maria Antonietta - moglie di Luigi XVI - che, legatissima alla sua patria austriaca e perciò integratasi scarsamente nella società francese, veniva chiamata con disprezzo dal popolo francese l'Autrichienne (letteralmente "l'Austriaca" ma con le sillabe finali pronunciate marcatamente, in maniera tale da presentare un'omofonia con la parola chienne, che in francese significa "cagna").

Maria Antonietta (opera di Élisabeth Vigée Le Brun, 1787)

Al contempo s'era andata affermando da svariati anni ormai, soprattutto in Francia, una nuova e vivace cultura filosofico-politica, l'Illuminismo, alla cui base v'erano tre principi fondamentali: razionalismo, egualitarismo e contrattualismo (quest'ultimo era una corrente di pensiero nata dal rifiuto della monarchia assoluta, basata sull'idea della politica intesa come espressione d'un contratto stipulato liberamente tra popolo e governanti).
La filosofia degli illuministi si diffuse fino ai ceti più alti della società (borghesia e nobiltà liberale), spingendoli così a farsi fautori d'un modello politico del tutto alternativo a quello assolutistico francese, che si rifacesse cioè a un modello di monarchia parlamentare sulla falsariga di quello britannico, e con un'attenzione rivolta alla centralità del cittadino quale detentore naturale di tutta una serie di diritti e doveri; i filosofi illuministi difesero infatti l'idea che il potere sovrano supremo risiedesse nella nazione intesa come somma della sua popolazione tutta, non in una dinastia di monarchi separata dal resto dei comuni mortali. Oltre a ciò, la buona riuscita della Rivoluzione americana, avvenuta poco prima di quella francese, non fece che alimentare ulteriormente la forte propensione alla ribellione dei sudditi francesi.

## Fine dell'assolutismo monarchico

### Convocazione degli Stati generali

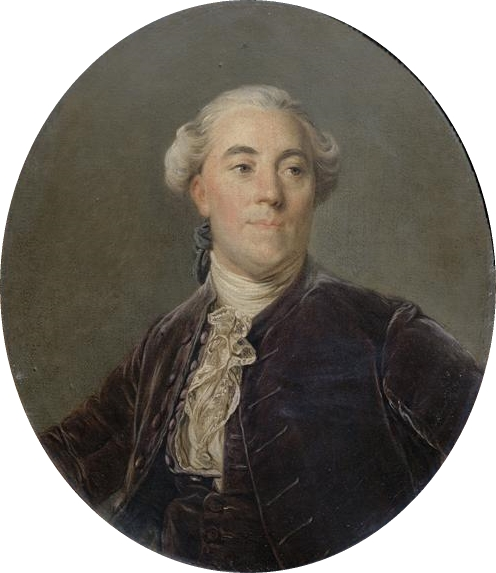
Jacques Necker (opera di Joseph Duplessis, 1781)

Durante i regni di Luigi XV e di Luigi XVI, René Nicolas de Maupeou, Joseph Marie Terray e Anne Robert Jacques Turgot cercarono di risanare la situazione economica attraverso una capillare riforma della pubblica amministrazione e del sistema fiscale.
Nonostante alcuni successi iniziali, questi tentativi incontrarono la granitica resistenza della nobiltà e del clero finché, nel 1780, Luigi XVI decise di affidarsi al banchiere ginevrino Jacques Necker, il quale cercò di coprire le spese chiedendo 530 milioni di livre in prestito e comunicando al sovrano la necessità di ridurre i poteri dei parlamenti e di abolire le esenzioni fiscali.
La situazione finanziaria era, infatti, assolutamente negativa a seguito dell'intervento francese nella guerra d'indipendenza americana: il costo degli interessi sul debito pubblico era salito da 93 milioni nel 1774 ad oltre 300 milioni annui.
Il 19 febbraio 1781 Necker decise di rendere pubblico il Compte rendu al re sullo stato delle finanze. Il rendiconto e l'attivo di bilancio in esso descritto era in realtà un'opera propagandistica dello stesso ministro che aveva fortemente sottostimato le uscite: tuttavia, nonostante i numerosi dati arbitrari, la spesa per interessi superiore a 318 milioni di livre e soprattutto la spesa di 38 milioni di livre a beneficio della corte di Versailles scandalizzò l'opinione pubblica, provata dal deterioramento della situazione economica e dallo stato di guerra con il Regno Unito.
Luigi XVI, contrariato per la pubblicazione del bilancio e per la richiesta di Necker di sottoporre le spese degli altri ministeri sotto il suo diretto controllo, congedò il ministro. L'operato di Necker fu negativo: in meno di cinque anni aveva gravato le finanze di un nuovo onere di debiti a tassi di interesse compresi tra l'8 ed il 10%; inoltre, la pubblicazione del rendiconto minò alla base l'operato di tutti i suoi successori, poiché mostrava che non occorrevano né maggiori economie né nuove tasse per raggiungere il pareggio di bilancio.
Dopo un breve intermezzo, il 3 novembre 1783 Charles Alexandre de Calonne divenne il nuovo controllore generale delle finanze: allo scopo di restaurare la fiducia nella stabilità delle finanze reali, Calonne riconobbe la spesa per interessi, ricompensò i suoi sostenitori con doni e pensioni tratte dai fondi della tesoreria e inaugurò un vasto programma di lavori pubblici (tra i quali il porto di Cherbourg che sarebbe stato ultimato solo a metà del XIX secolo) allo scopo di rilanciare, nel lungo periodo, la crescita economica.
Nel 1786, tuttavia, Calonne non trovò più prestiti per sostenere l'aumento della spesa pubblica e pertanto presentò a Luigi XVI un piano finanziario contenente un'imposta universale sul valore dei terreni, senza eccezioni, e la creazione di assemblee provinciali allo scopo di curare la riscossione della stessa.
Non potendo ottenere il sostegno dei parlamenti, Calonne optò per la convocazione dell'Assemblée des notables: il 22 febbraio 1787 espose la necessità di attuare le riforme proposte ma si trovò bersagliato dalle critiche dei sostenitori di Necker e del ministro Breteuil, rivale di Calonne stesso; pur avendo ottenuto l'importante sostegno del fratello del re, il conte d'Artois, l'assemblea respinse tutte le proposte del ministro. Le finanze francesi erano ormai prossime alla bancarotta: il debito pubblico ammontava a 1 646 milioni di livre, con un deficit annuale di 46 milioni.
Il 1º maggio 1787, su suggerimento della regina, Luigi XVI nominò l'arcivescovo di Tolosa Étienne-Charles de Loménie de Brienne Principal Ministre e Presidente del Consiglio delle Finanze: il nuovo primo ministro si era distinto come ispiratore del movimento di riforma degli ordini regolari, per il generoso sostegno fornito agli studi con l'istituzione di una biblioteca pubblica e di scuole gratuite per le levatrici e godeva dell'appoggio degli illuministi.
Sebbene Brienne si fosse schierato risolutamente tra gli oppositori di Calonne, una volta ottenuto il potere non ebbe altra scelta se non riprendere in blocco le proposte del predecessore e presentò gli editti al Parlamento di Parigi, affinché fossero registrati. Il Parlamento di Parigi, tuttavia, rifiutò le proposte e Luigi XVI fece ricorso alla procedura del lit de justice: nonostante ciò, il Parlamento di Parigi approvò una mozione che dichiarava come nulla e non avvenuta la registrazione e richiese la convocazione degli Stati Generali.
Nell'agosto 1787 Brienne decise di esiliare il parlamento a Troyes e cercò di negoziare un compromesso in modo da poter richiedere nuovi prestiti ma le trattative furono presto rotte e nacque una vera e propria crisi istituzionale: il Parlamento di Parigi, richiamato in città, bersagliò il governo in carica di rimostranze mentre i parlamenti provinciali non furono da meno e l'intera amministrazione locale fu paralizzata. Il 18 dicembre 1787 Luigi XVI promise di convocare gli Stati Generali entro cinque anni, segnando lo stato di profonda crisi in cui si trovava la monarchia.
Il 6 maggio 1788, un ufficiale reale, il marchese d'Agoult, fu incaricato dal re su richiesta di Brienne di arrestare i consiglieri Duval d'Eprémesnil e Goislard de Montsabert. Due giorni dopo, a seguito di numerosi dibattiti tra il Re ed i ministri, prevalse l'opinione del guardasigilli Lamoignon de Bassville: l'attività di tutti i Parlamenti fu sospesa, furono istituiti quarantasette nuovi tribunali e una corte plenaria incaricata della registrazione dei decreti regi, nonché nuove assemblee provinciali deputate alla cura dell'amministrazione locale e alla riscossione dei tributi.

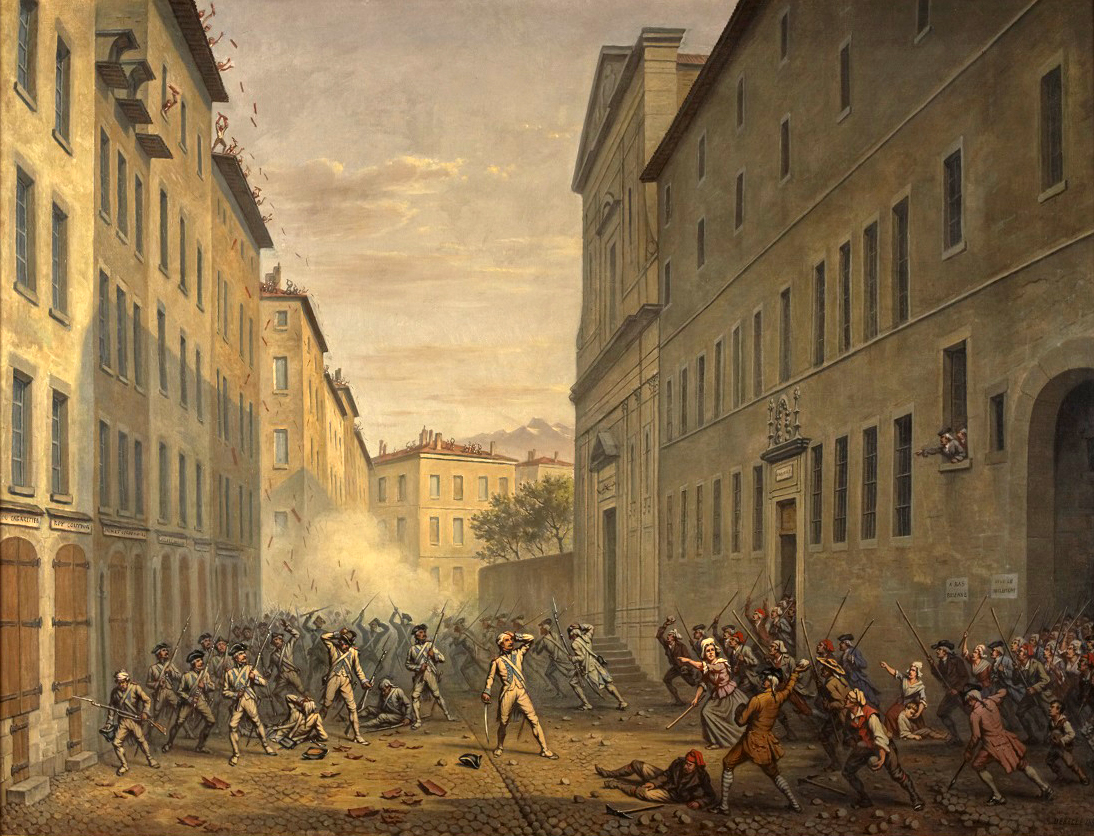
Giornata delle tegole a Grenoble, (Museo della Rivoluzione francese)

Il provvedimento, tuttavia, non ebbe alcun effetto, data la saldatura di interessi tra la nobiltà, l'alto clero e la magistratura dei parlamenti e presto scoppiarono tumulti in numerosi capoluoghi di provincia come Bordeaux, Digione, Pau e Tolosa. Nel maggio del 1788 a Grenoble le proteste a seguito della crisi economica aumentarono notevolmente: il 7 giugno l'esercito fu obbligato a intervenire ma fu accolto da tegole lanciate dai cittadini saliti sui tetti ed il 21 luglio un'assemblea formata da nobiltà, clero e terzo Stato, si riunì al Castello di Vizille vicino a Grenoble, dove decise di mettere in atto lo sciopero delle imposte.
Incapace di ristabilire l'ordine, Luigi XVI cedette e l'8 agosto annunciò la convocazione degli Stati Generali per il 5 maggio 1789. Il 25 agosto Brienne si dimise e, al suo posto, venne richiamato Necker: furono restaurati i vecchi parlamenti e riunita una seconda Assemblée des notables per deliberare sulle modalità di convocazione degli Stati Generali. Il 23 settembre 1788 il Parlamento di Parigi tornò a riunirsi ufficialmente in seduta fra gli applausi della folla e le salve dei cannoni e due giorni dopo registrò l'ordine di convocazione degli Stati Generali, con la clausola che fossero composti esattamente come al tempo dell'ultima convocazione e che si votasse per stato.
Con la dichiarazione il Parlamento di Parigi si tolse definitivamente la maschera di garante della "nazione" contro il dispotismo regio per assumere il suo vero volto di organo deputato alla difesa degli interessi della nobiltà e del clero: il terzo stato, che fino a quel momento aveva fedelmente appoggiato le rivendicazioni del Parlamento, ne fu oltraggiato e numerosi suoi esponenti iniziarono un'aspra e serrata campagna propagandistica allo scopo di rivendicare il raddoppio dei rappresentanti del terzo stato e la votazione pro capite, anziché per ordine.

### Elezione degli Stati generali

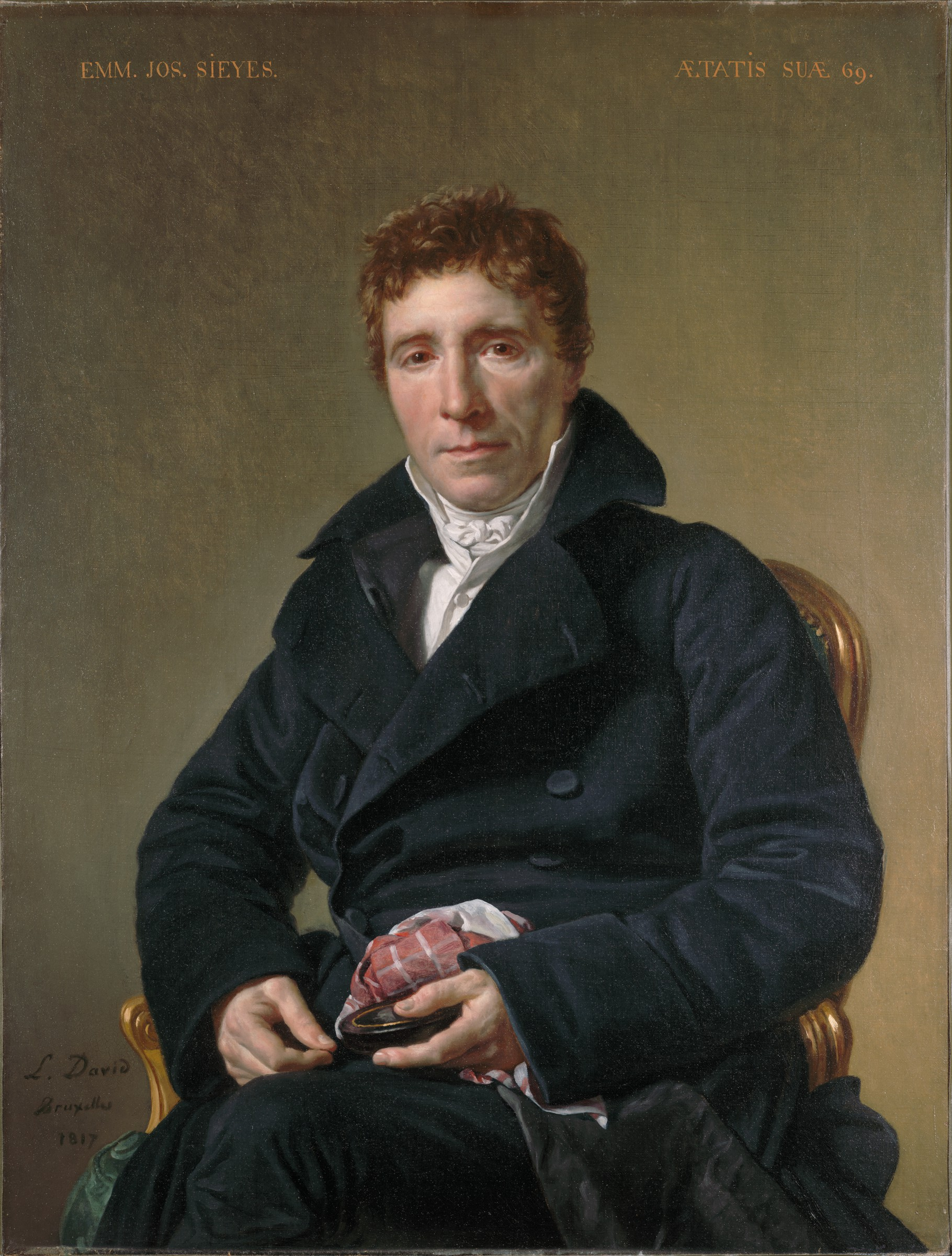
Emmanuel Joseph Sieyès
(opera di Jacques-Louis David, 1817)

La società francese era, infatti, molto cambiata dall'ultima convocazione degli Stati generali nel 1614: all'epoca ognuno dei tre ordini aveva circa lo stesso numero di rappresentanti ed era previsto che si riunissero in camere separate per discutere ed emettere un voto per camera. Dato che il voto della nobiltà e del clero veniva spesso a coincidere, il terzo Stato veniva messo facilmente in minoranza, ma in ogni caso quest'ultimo vide comunque la convocazione degli Stati Generali come una possibilità per migliorare la propria posizione sociale: i contadini, sostenuti dal basso clero sensibile alle loro difficoltà, speravano nell'abbandono dei diritti feudali mentre la borghesia, ispirata dalle idee illuministe condivise con alcuni membri della nobiltà, credeva nell'instaurazione dell'uguaglianza dei diritti e di una monarchia parlamentare ispirata al modello inglese.
Tutto ciò animò il dibattito politico durante l'elezione dei deputati. Nel corso della campagna elettorale, nei cahiers de doléances, letteralmente "quaderni di lamentele", (registri nei quali le assemblee incaricate di eleggere i deputati annotavano critiche e lamentele della popolazione) venne stilato un elenco dei soprusi a cui era sottoposto il terzo Stato. I quaderni registrarono una diffusa avversione al sistema finanziario, alla decima ecclesiastica e al sistema dei privilegi feudali, a questo si aggiunse le rivendicazioni delle libertà individuali, di culto e di parola. Il dibattito riguardò anche l'organizzazione interna degli Stati Generali, infatti il terzo Stato chiese il raddoppio del numero dei loro deputati (richiesta già esaudita nelle assemblee provinciali) affinché la loro rappresentanza politica corrispondesse maggiormente alla situazione reale della società francese.
Questo divenne uno degli argomenti principali trattati dagli opuscolisti, fra i quali l'abate Emmanuel Joseph Sieyès che pubblicò l'opuscolo Qu'est-ce que le tiers état? (Cos'è il terzo stato?); va ricordato, tuttavia, che l'animo dei membri del terzo stato non era affatto fautore di un cambiamento radicale in quanto la maggioranza dei membri restava favorevole alla monarchia e molti erano convinti che occorresse, semplicemente, riformare il sistema fiscale.
Necker, sperando di evitare ulteriori contrasti all'interno della società, riunì l'Assemblea dei Notabili il 6 novembre 1788 per discutere le richieste del terzo Stato, ma questi rifiutarono ogni istanza: su suggerimento di Necker, Luigi XVI, con un decreto reale del 27 novembre 1788, annunciò che agli imminenti Stati Generali avrebbero partecipato almeno un migliaio di deputati, garantendo la rappresentanza doppia per il terzo Stato.
Le elezioni vi furono nella primavera del 1789 e vi poterono votare tutti i cittadini maggiori di 25 anni che pagassero una quota prefissata di imposte, e portarono alla selezione di 1201 delegati: 303 per il clero, 291 nobili e 610 per il terzo stato. I 303 delegati del clero, tra i quali si contavano 51 vescovi, rappresentavano appena 100 000 chierici i quali, tuttavia, detenevano il controllo del 10% delle terre e in più avevano il diritto di imporre contributi alla popolazione; i 291 nobili, tra i quali almeno un terzo detenevano titoli minori, rappresentavano circa 400 000 persone titolari di circa il 25 % dei possedimenti terrieri dai quali potevano trarre rendite e su cui potevano imporre diritti feudali; i 610 membri del terzo stato rappresentavano il restante 95-98 % della popolazione ed erano tutti avvocati o pubblici ufficiali e almeno un terzo di loro erano impegnati nel commercio o in attività industriali e, infine, 51 di loro possedevano vaste tenute agricole.
Un'ulteriore richiesta del terzo Stato fu l'applicazione del voto per testa, con il quale l'assemblea sarebbe stata convocata in un'unica camera e ogni deputato avrebbe disposto di un voto. Luigi XVI, che aveva acconsentito al raddoppio dei deputati del terzo Stato, non si pronunciò sulla questione e diede la responsabilità di decidere agli Stati Generali stessi. Se si fosse continuato a votare per ordine, come in passato, il fatto che il numero dei rappresentanti del terzo Stato fosse stato raddoppiato non avrebbe cambiato le cose.

### Dagli Stati generali all'Assemblea nazionale
La seduta inaugurale degli Stati Generali ebbe luogo il 5 maggio 1789 a Versailles. Molti esponenti del terzo Stato videro l'ottenimento della rappresentanza doppia come una rivoluzione già pacificamente conseguita ma, con l'utilizzo di un protocollo procedurale sostanzialmente stilato in un'era precedente, fu immediatamente evidente che in realtà era stato ottenuto molto meno.
Con i discorsi iniziali di Luigi XVI, del guardasigilli Charles Louis François de Paule de Barentin e di Necker, i deputati del terzo Stato non sentirono affatto parlare delle riforme politiche tanto attese, in quanto vennero affrontati unicamente problemi prettamente finanziari.
La questione del passaggio dal voto per ordine al voto per testa non venne menzionata e il terzo Stato capì che la rappresentanza doppia sarebbe servita a ben poco, avendo unicamente un significato simbolico: la votazione si sarebbe svolta per ordine come in passato e quindi, dopo aver deliberato, il loro voto collettivo avrebbe pesato esattamente come quello di uno degli altri due stati; infatti, nobiltà e clero, pur non essendo totalmente favorevoli alla presenza dell'assolutismo reale, erano consapevoli che con l'utilizzo del voto per testa avrebbero perso più potere nei confronti del terzo Stato rispetto a quello che avrebbero guadagnato dalla corte.
Cercando di evitare la questione della rappresentanza politica e focalizzandosi unicamente sui problemi finanziari, il re e i suoi ministri sottovalutarono la situazione; quando Luigi XVI cedette finalmente alle insistenti richieste del terzo Stato di discutere sul sistema di votazione, parve a tutti una concessione estorta alla monarchia piuttosto che un dono magnanimo che avrebbe convinto la popolazione della buona volontà del sovrano.
Il 9 maggio, invece di affrontare la questione finanziaria come richiesto da Luigi XVI, i tre stati cominciarono a discutere sull'organizzazione della legislatura. I deputati del terzo Stato furono unanimi nella scelta del voto per testa e si rifiutarono di fare qualsiasi cosa fino al momento in cui le loro richieste non fossero accolte. Gli altri due ordini, profondamente divisi al loro interno, non furono in grado di reagire.
Dopo uno stallo di un mese, il 10 giugno i deputati dei Comuni invitarono i delegati degli altri due ordini a procedere a una verifica dei poteri in un'assemblea comune.
L'invito, respinto dalla nobiltà, fu raccolto nei giorni successivi da un numero crescente di deputati del basso clero, finché il 15 giugno, su iniziativa dell'abate Sieyès (membro del clero, eletto per rappresentare il terzo Stato), i deputati dei Comuni decisero di dare inizio ai lavori. Il 17 giugno 1789 l'ex terzo Stato completò il processo di verifica, diventando l'unico ordine i cui poteri fossero stati legalizzati, autodefinendosi Assemblea nazionale con l'intento di identificare un'assemblea non più degli stati ma del popolo. L'astronomo Jean Sylvain Bailly, primo deputato di Parigi e già decano del Terzo Stato, fu proclamato presidente dell'Assemblea. Il 19 giugno il clero, che aveva tra le sue file dei parroci sensibili ai problemi dei contadini, votò a favore dell'unione all'Assemblea nazionale.

### Assemblea nazionale costituente
La nobiltà, notando l'avvicinamento del clero ai Comuni, indirizzò al re una protesta con la quale ricordava che la soppressione degli ordini avrebbe non soltanto messo in discussione i diritti e il destino della nobiltà ma anche quelli della stessa monarchia. I nobili, che furono i primi a volere la convocazione degli Stati Generali sperando con essi di eliminare l'assolutismo monarchico, ritornavano così a sottomettersi all'iniziativa reale, quale unica garante della loro stessa sopravvivenza come classe privilegiata. Luigi XVI, influenzato dunque dai suoi consiglieri, accolse l'invito della nobiltà e decise di annullare i decreti fin qui attuati dall'Assemblea, cercando di reintrodurre la separazione degli ordini e imporre che le riforme fossero emanate solamente dagli Stati Generali restaurati.

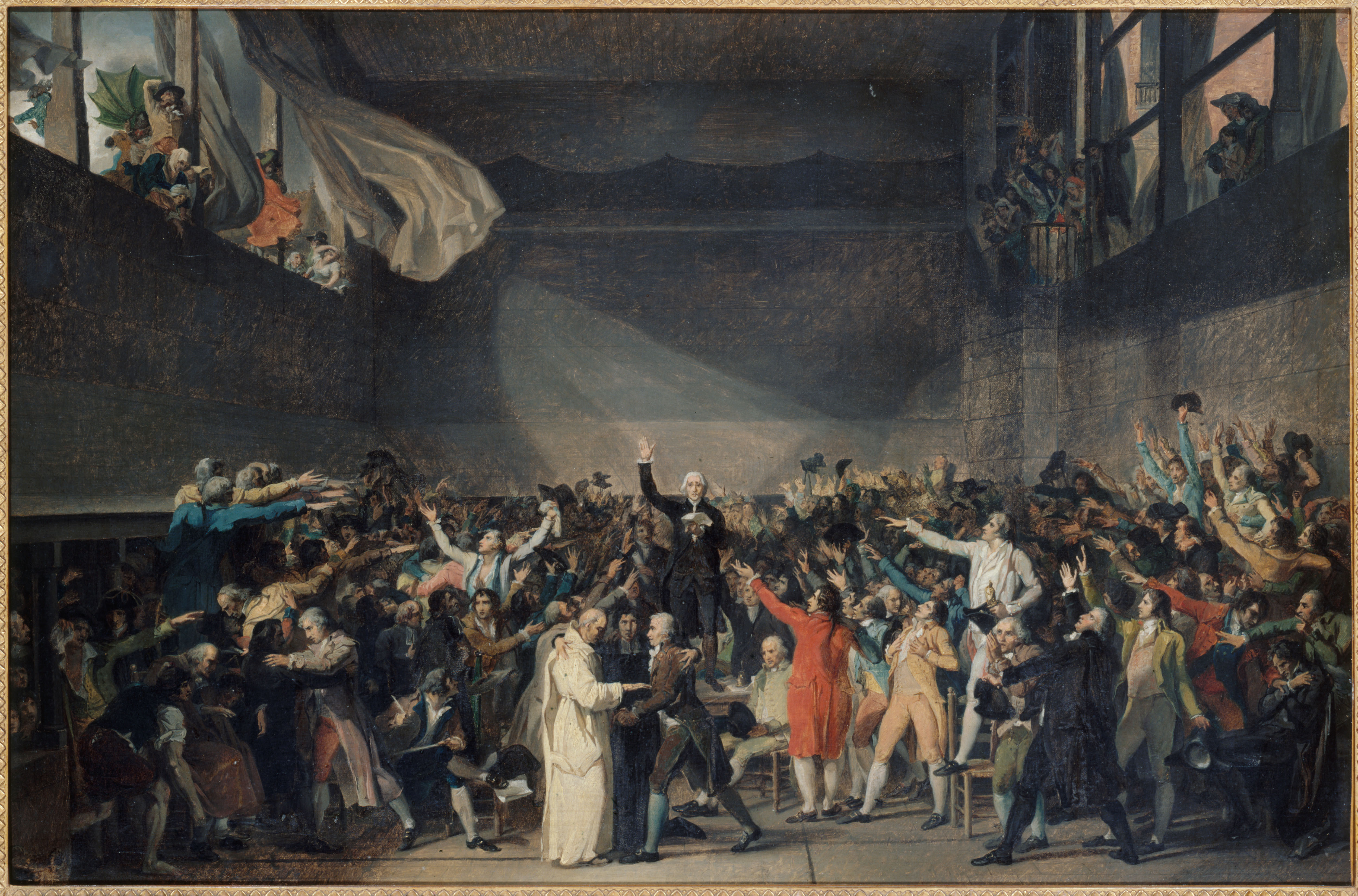
Giuramento della Pallacorda
(Jacques-Louis David, 1791)

Il 20 giugno 1789 il salone destinato alle riunioni del Terzo Stato fu chiuso per i lavori necessari in vista della seduta congiunta alla presenza di Luigi XVI fissata per il 23 giugno. A seguito di un malinteso (o un deliberato calcolo di Luigi XVI e dei suoi consiglieri), i membri del Terzo Stato non furono informati dei lavori e, quando si riunirono, trovarono l'edificio presidiato da un drappello di soldati e credettero che la loro assemblea fosse stata sciolta con la forza.
Raccolti in folla davanti alle porte chiuse, i membri del Terzo Stato seguirono il loro presidente Bailly in una sala vicina adibita al gioco della pallacorda: qui i deputati, con un solo voto contrario, giurarono di non separarsi mai in nessun caso e di riunirsi ovunque le circostanze lo avrebbero richiesto finché non fossero state ottenute e consolidate la costituzione del regno e la redenzione del popolo.
Il 22 giugno l'Assemblea si riunì nella chiesa di Saint-Paul-Saint-Louis, dove venne raggiunta da 149 rappresentanti del clero. Il giorno seguente Necker, dopo aspre polemiche in seno al consiglio della corona, presentò un progetto di riforma complessivo, mentre il parlamento di Parigi, timoroso di perdere i propri privilegi, inviò alcuni membri presso la corte, riunita a Marly, allo scopo di perorare la dispersione, anche tramite la forza, del Terzo Stato.
Il 23 giugno il re, rivolgendosi ai rappresentanti dei tre stati (nuovamente nella sala dell'Hôtel des Menus-Plaisirs), lesse una dichiarazione d'intenti contenente la conversione della Francia in una monarchia costituzionale e la sanzione regia per l'abolizione di tutti i privilegi fiscali ma soltanto se nobiltà e clero si fossero dichiarati d'accordo; di rimando gli ordini privilegiati accettarono esprimendo, quale condicio sine qua non, il mantenimento della distinzione in ordini e l'annullamento della costituzione del Terzo Stato in Assemblea Nazionale.
Dopo aver ascoltato, il Re ordinò all'assemblea di sciogliersi e di riprendere le sedute l'indomani nelle rispettive sedi separate. L'ordine fu eseguito solo da nobili e clero e, quando il Gran Cerimoniere del re Henri-Évrard de Dreux-Brézé ribadì l'ordine, il presidente Bailly, in aperto dissenso, si alzò dal suo seggio e gli rispose: «Non posso sciogliere l'Assemblea finché essa non ha deliberato». Nella stessa occasione Mirabeau disse: «Una forza militare circonda l'Assemblea! Dove sono i nemici della nazione? C'è Catilina alle nostre porte? Io richiedo, investite voi stessi con la vostra dignità, con il vostro potere legislativo, accludete a voi la religione del vostro giuramento. Questo non vi permette di sciogliervi finché non avrete formato una costituzione». Il conte Gabriel-Michel de Vassan, ufficiale luogotenente delle guardie francesi della casa del re, fu a capo delle guardie che intimarono ai deputati del Terzo Stato di sgomberare la sala, invano.
Nei tre giorni successivi l'Assemblea vide aumentare i propri ranghi in quanto il 25 giugno si unirono anche 47 nobili, tra i quali il Duca d'Orléans: a questo punto ormai sedevano separatamente 130 rappresentanti del clero e 241 nobili, mentre altri 170 membri del clero e 50 nobili si erano associati al Terzo Stato.

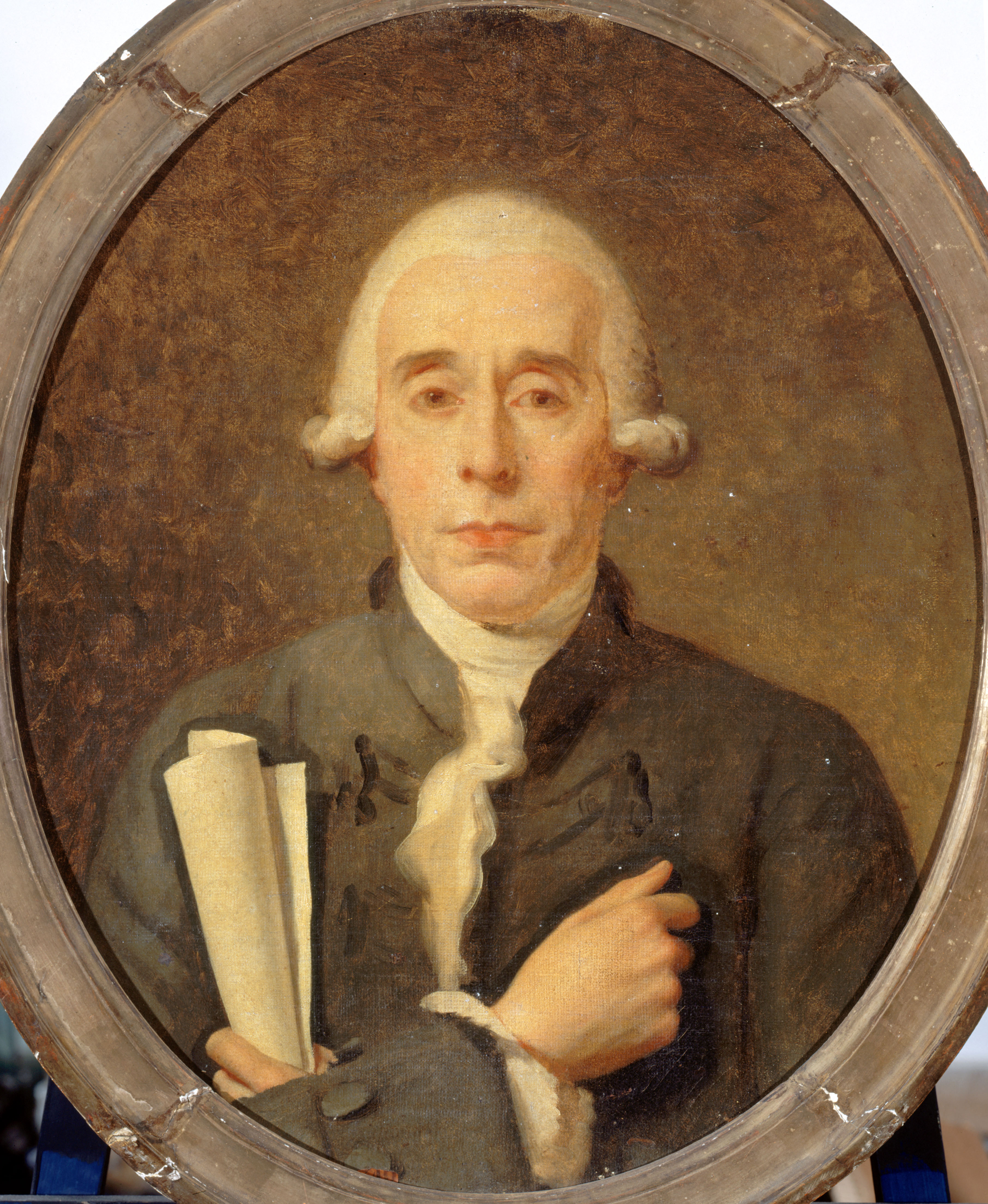
Jean Sylvain Bailly, primo presidente dell'Assemblea nazionale. Jacques-Louis David (1784-1794)

Il 27 giugno, probabilmente a seguito di notizie di gravi tumulti e raduni di rivoltosi, Luigi XVI fece diramare ordini segreti allo scopo di concentrare 20 000 soldati nei pressi della capitale ed invitò ufficialmente nobiltà e clero a unirsi all'Assemblea nazionale, cosa che avrebbero fatto il 30 giugno.
Il 7 luglio fu eletto un comitato per l'elaborazione della Costituzione e due giorni dopo l'Assemblea si proclamò Assemblea nazionale costituente.

### Presa della Bastiglia
Rivolgendosi al re in termini educati ma fermi e supportata da Parigi e da molte altre città della Francia, l'Assemblea richiese la rimozione delle truppe (che includevano reggimenti stranieri, più obbedienti al re rispetto alle truppe francesi), ma Luigi XVI rispose che lui solo poteva prendere decisioni sui soldati e rassicurò che la loro presenza era una misura strettamente precauzionale. Il re propose inoltre di spostare l'Assemblea a Noyon o a Soissons, con l'intento di porla in mezzo a due eserciti e privarla del supporto dei cittadini parigini. L'Assemblea, rifiutando la proposta del re, dichiarò che essa aveva ricevuto il suo mandato non dai singoli elettori ma dall'intera nazione, mettendo così in pratica il principio della sovranità nazionale difeso da Diderot. La stampa pubblicò i dibattiti dell'Assemblea, estendendo così la discussione politica alle piazze e ai salotti della capitale ed i giardini del Palays Royal divennero luogo d'incontro di agitatori democratici.

Presa della Bastiglia
(Jean-Pierre Houël, 1789)

Mentre le truppe affluivano nei dintorni di Parigi e Versailles agli ordini del maresciallo de Broglie, l'11 luglio Luigi XVI destituì Necker e nominò un nuovo governo con a capo il barone di Breteuil, noto realista, nel tentativo di porre fine una volta per tutte all'Assemblea.
Il 12 luglio la popolazione di Parigi, venuta a conoscenza dell'accaduto, organizzò una grande manifestazione di protesta, durante la quale vennero portate delle statue raffiguranti i busti di Necker e del duca d'Orleans. Alcuni soldati tedeschi del reggimento "Royal-Allemand Cavalerie", comandati dal principe di Lambesc, un lontano cugino della regina Maria Antonietta, ricevettero l'ordine di caricare la folla, provocando diversi feriti e distruggendo le statue. Il dissenso dei cittadini aumentò a dismisura e l'Assemblea avvertì il re del pericolo che avrebbe corso la Francia se le truppe non fossero state allontanate, ma Luigi XVI rispose che non avrebbe cambiato le sue disposizioni.
La mattina del 13 luglio la popolazione in rivolta diede alle fiamme i caselli daziari alle porte di Parigi: i reggimenti della Guardia francese formarono un presidio permanente attorno alla capitale; i cittadini cominciarono a protestare violentemente contro il governo affinché riducesse il prezzo del pane e dei cereali e saccheggiarono molti luoghi sospettati di essere magazzini per provviste di cibo, tra i quali il convento di Saint-Lazare (che fungeva da ospedale, scuola, magazzino e prigione), dal quale vennero prelevati 52 carri di grano.
In seguito a questi disordini e saccheggi, che continuavano ad aumentare, gli elettori della capitale (gli stessi che votarono durante le elezioni degli Stati Generali) si riunirono al Municipio di Parigi e decisero di organizzare una milizia cittadina composta da borghesi, che garantisse il mantenimento dell'ordine e la difesa dei diritti costituzionali: ogni uomo inquadrato in questo gruppo avrebbe portato, come segno distintivo, una coccarda con i colori della città di Parigi (blu e rosso). Per armare la milizia si cominciò a saccheggiare i luoghi dove si riteneva fossero custodite le armi.
La mattina del 14 luglio gli insorti attaccarono l'hôtel des Invalides e si impossessarono così di circa ventottomila fucili e di cinque cannoni ma senza polvere da sparo.
Per impadronirsi della polvere la folla decise di assalire la prigione-fortezza della Bastiglia (vista dal popolo come un simbolo del potere monarchico), nella quale erano tenuti in custodia appena sette detenuti. Ormai prossima al disarmo a seguito di decreto del 1784, il governatore marchese de Launay disponeva di una guarnigione della fortezza composta da 82 invalidi (soldati veterani non più idonei a servire in combattimento) e da 32 guardie svizzere di rinforzo, comandate dal luogotenente Ludwig von Flüe.

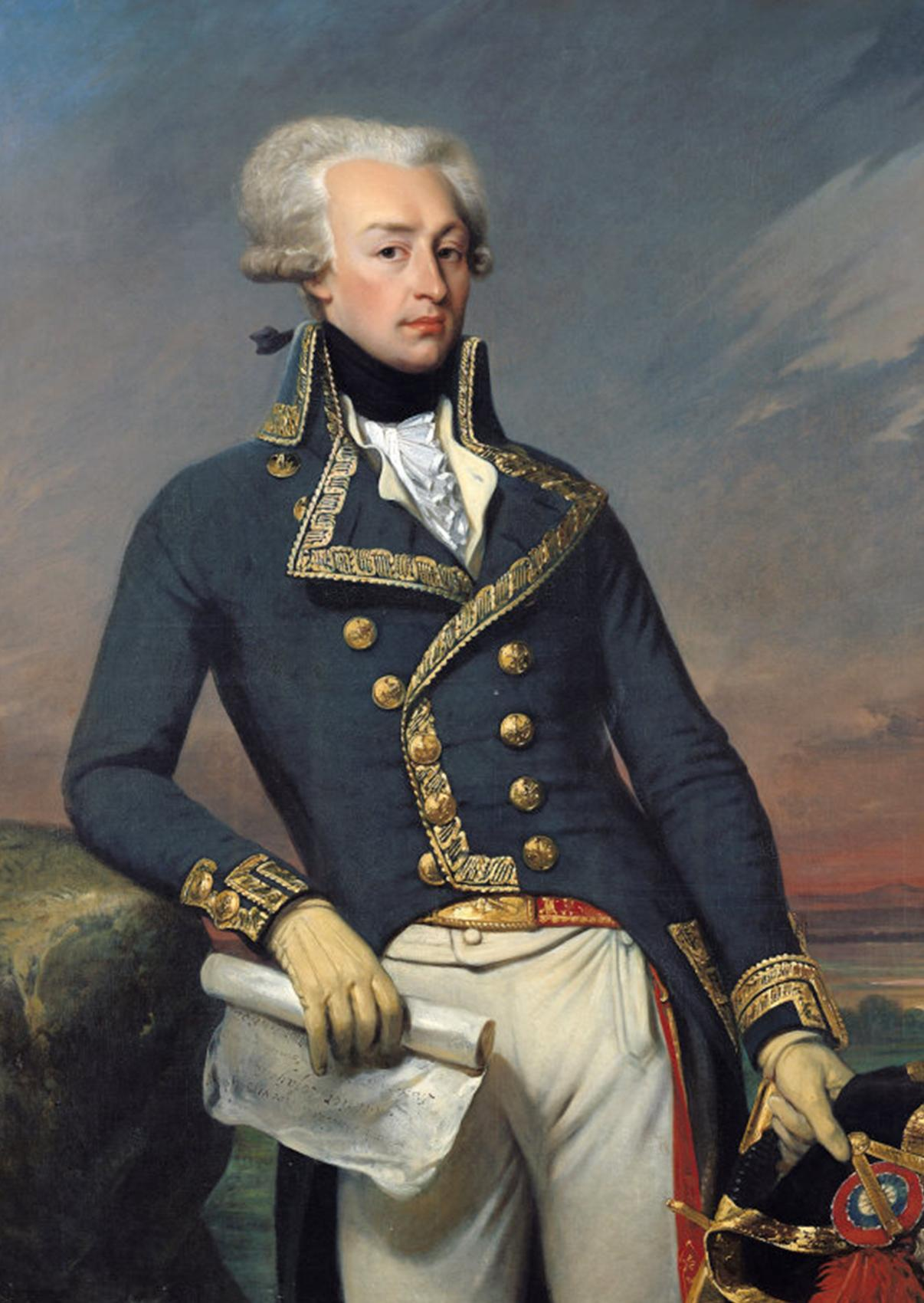
Gilbert du Motier de La Fayette
(Joseph-Désiré Court, 1791)

Pierre-Augustin Hulin prese la guida degli insorti e una folla sempre più numerosa raggiunse la fortezza chiedendo la consegna della prigione. Launay, trovandosi circondato, pur avendo la forza per respingere l'attacco, cercò di trovare una soluzione pacifica ricevendo alcuni rappresentanti degli insorti. La trattativa si protrasse per lungo tempo mentre all'esterno la folla continuava ad aumentare fino a quando, verso le 13:30, le catene del ponte levatoio vennero spezzate e gli insorti riuscirono a penetrare nel cortile interno, scontrandosi con la guardia svizzera: ci fu un violento combattimento che causò diversi morti (gli uomini del regio esercito, accampati nel vicino Campo di Marte, non intervennero).
Piuttosto che arrendersi, De Launay decise di far saltare in aria la fortezza, ma gli invalidi della guarnigione non glielo permisero e aprirono da soli le porte alla folla inferocita. Il comandante fu trucidato e la sua testa, tagliata con un coltello, fu infilzata su una picca e portata in trionfo per le vie di Parigi, sancendo il fatto che il Re aveva perso il controllo di Parigi. Ritornando al Municipio la folla accusò di tradimento e giustiziò anche il prévôt des marchands (carica simile a quella di sindaco) Jacques de Flesselles.
Inizialmente Luigi XVI diede poca importanza all'accaduto, ma successivamente riconobbe la gravità della situazione: timoroso della lealtà delle truppe (ben rappresentata dall'ammutinamento di un distaccamento delle Gardes e dai rapporti del maresciallo de Broglie), respinse i suggerimenti dei fratelli e di Breteuil di ritirarsi a Compiègne e di ristabilire l'ordine con la forza.
Il Re decise allora di congedare Breteuil e di richiamare Necker; il 15 luglio 1789 si recò all'Assemblea nazionale dove dichiarò che da quel momento avrebbe lavorato con la Nazione e ordinato alle truppe di allontanarsi da Versailles e da Parigi.

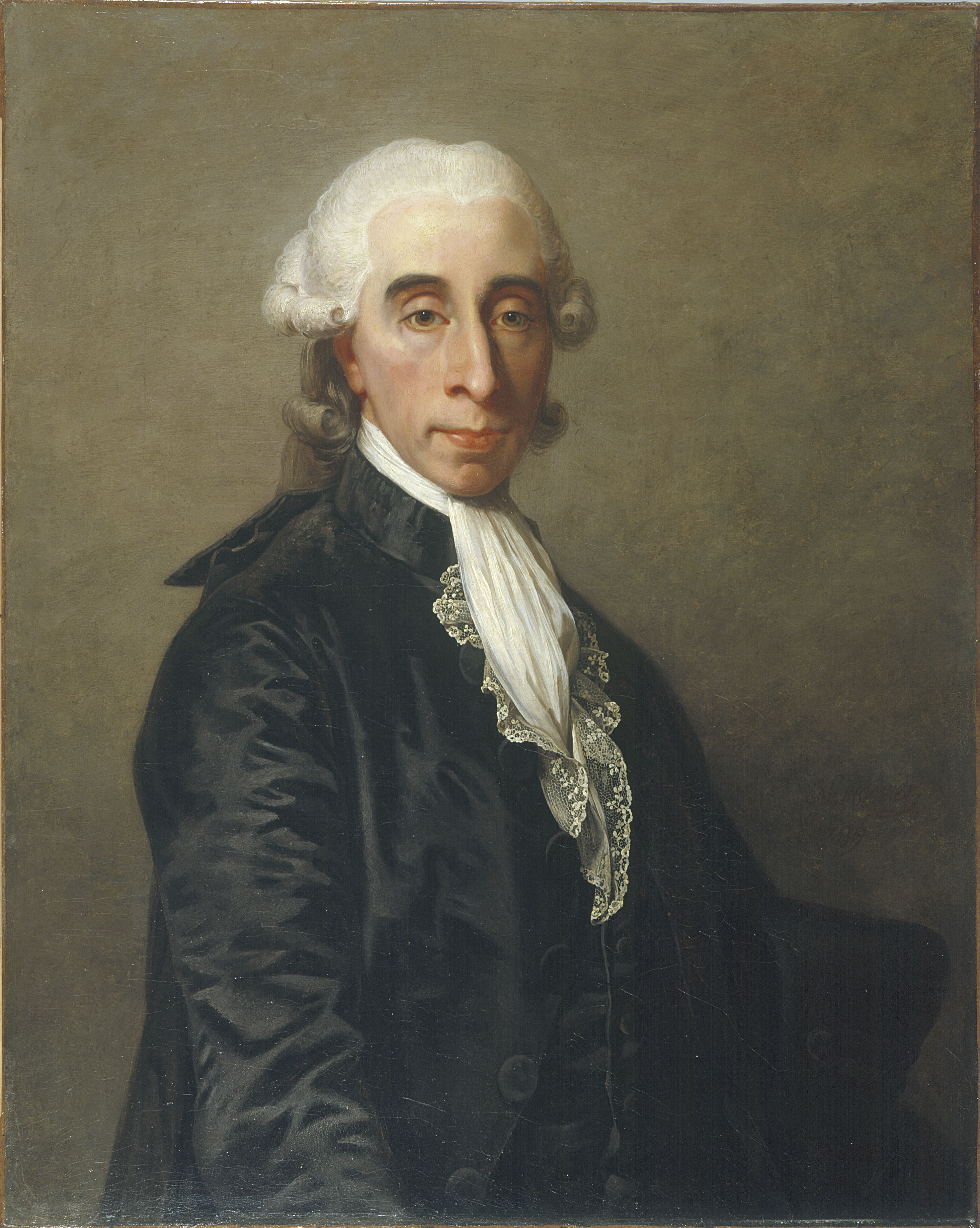
Jean Sylvain Bailly, primo sindaco di Parigi. (Jean-Laurent Mosnier, 1789)

Allo scopo di reagire di fronte all'aggravamento dell'ordine pubblico e alle frequenti sollevazioni popolari e in caso di complotti aristocratici, fu ufficialmente istituito il corpo militare della Guardia nazionale e La Fayette ne venne nominato comandante a Parigi. Inoltre, a seguito della fuga dei membri della precedente amministrazione, l'ex-presidente dell'Assemblea, Jean Sylvain Bailly, fu eletto per acclamazione sindaco di Parigi. Presto numerose altre città seguirono l'esempio della capitale, creando nuove municipalità borghesi al posto dei rappresentanti del vecchio regime.
Il 17 luglio Luigi XVI si recò a Parigi e ricevette dal nuovo sindaco Bailly e da La Fayette una coccarda blu e rossa (colori della città di Parigi) che fissò sul suo cappello, associando anche il colore bianco della monarchia (questo gesto voleva simboleggiare una riconciliazione). Nacque così la coccarda francese tricolore.
Negli stessi giorni, i fratelli del sovrano e numerosi cortigiani, tra cui lo stesso Breteuil, e numerosi aderenti e sostenitori fuggirono oltre i confini: in meno di due mesi furono rilasciati oltre 20 000 passaporti.
La notizia della Presa della Bastiglia si diffuse in tutta la Francia, aumentando la consapevolezza che la forza della popolazione era in grado di supportare le idee dei riformatori. Per sfruttare questo momento a discapito della monarchia, alla Bastiglia venne dato un significato simbolico: rappresentò il potere arbitrario ma vulnerabile del re.

### Abolizione del feudalesimo
Dal 20 luglio al 6 agosto 1789, nelle campagne francesi, si manifestò una situazione di panico generalizzato (periodo della Grande paura) suscitato dalla falsa notizia dell'invasione di briganti venuti a distruggere i raccolti e a trucidare i contadini, per vendicare la nobiltà colpita dalle rivolte agrarie scaturite dai recenti sviluppi politico-sociali. Questa ondata di panico spinse i contadini ad armarsi di forche, falci e altri utensili; in cerca di maggiore protezione, si recarono in massa al castello del signore locale per ottenere fucili e polvere da sparo, ma qui finirono per sfogare la propria rabbia verso i poteri dominanti, esigendo i titoli signorili (documenti che stabilivano la dominazione economica e sociale dei loro proprietari) per poterli bruciare; in alcuni casi il signore o i suoi uomini si difesero con la forza, in altri vennero assassinati e alcuni castelli furono saccheggiati o bruciati. A testimonianza del difficile momento che il feudalesimo stava attraversando, Jules Michelet scrisse che tutti i castelli di campagna diventarono delle bastiglie da conquistare.
Di fronte a queste violenze, nella notte del 4 agosto, l'Assemblea decise di abolire i diritti feudali, la venalità delle cariche, le disuguaglianze fiscali e tutti i privilegi in generale; fu la fine dell'Ancien Régime. Durante la redazione dei decreti dal 5 all'11 agosto, i deputati, quasi tutti proprietari fondiari nobili e borghesi, cambiarono in parte idea in merito alle proposte originarie: i servigi o prestazioni d'opera gratuita che il titolare di un feudo imponeva ai suoi soggetti vennero aboliti, mentre i diritti basati sulla rendita della terra continuavano a essere riscattati (agevolando in questo modo solamente i contadini più ricchi), permettendo così ai proprietari terrieri di ricevere un'indennità che in parte avrebbe salvaguardato i loro interessi economici e in parte sarebbe stata investita nell'acquisto di beni nazionali con l'intento di mettere fine alle rivolte; in ogni caso, la maggior parte dei contadini comunque, ritenendosi completamente svincolata dal vecchio regime feudale, non pagò nessun indennizzo ai proprietari terrieri (che, peraltro, furono condonati nel 1793). In sintesi, i decreti dell'agosto del 1789 divennero uno dei fondamenti della Francia moderna: distrussero integralmente la società feudale basata su "stati" e privilegi e a essa sostituirono una società moderna, autonoma, individuale, libera di compiere tutto ciò che non fosse proibito dalla legge. Infine, a novembre del medesimo anno, furono sospesi i tredici parlamenti regionali in attesa della loro definitiva abolizione (sarebbe avvenuta a settembre 1790); fatto che portò alla distruzione del sistema giuridico e istituzionale dell''Ancien Régime.

### Dichiarazione dei diritti dell'uomo e del cittadino
Dal 20 al 26 agosto l'Assemblea nazionale costituente discusse il progetto della Dichiarazione dei diritti dell'uomo e del cittadino, un documento giuridico contenente i diritti fondamentali dell'individuo e del cittadino, ispirato ai principi illuministi e basato su un testo proposto da La Fayette. Approvata il 26 agosto, rappresentava una condanna senza appello della monarchia assoluta e della società degli ordini, che rispecchiava le aspirazioni della borghesia dell'epoca (ovvero garanzia delle libertà individuali, sacralità della proprietà, spartizione del potere con il re, creazione di impieghi pubblici).

### Marcia su Versailles

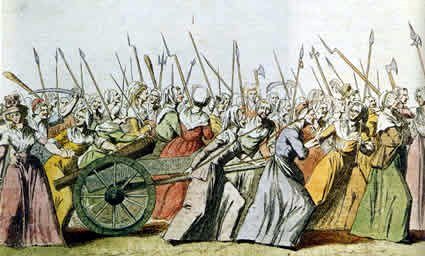
La marcia delle donne su Versailles
(anonimo, 1789)

Le difficoltà di approvvigionamento del pane e il rifiuto di Luigi XVI di promulgare la Dichiarazione e i decreti del 4 e del 26 agosto, causarono il malcontento del popolo di Parigi durante i giorni del 5 e del 6 ottobre e ben presto il tumulto degenerò e una marcia di donne si diresse a Versailles, entrò nella reggia e invase gli appartamenti della regina, che fu insultata; la famiglia reale fu dunque costretta a tornare a Parigi e a lasciare Versailles, simbolo dell'assolutismo; Luigi XVI fu costretto a firmare i decreti di agosto riguardo l'abolizione dei diritti feudali e la Dichiarazione dei Diritti dell'Uomo e del Cittadino: da quel momento il re e la sua famiglia risiedettero nel vecchio Palazzo delle Tuileries, sorvegliati dalla popolazione e minacciati dalla sommossa.
Il potere reale ne uscì estremamente indebolito: la Francia restò una monarchia ma il potere legislativo passò nelle mani dell'Assemblea nazionale costituente, anch'essa trasferita a Parigi, la quale incaricò delle speciali commissioni di provvedere a una nuova organizzazione amministrativa del Paese (i ministri divennero degli esecutori tecnici sorvegliati dall'Assemblea). Tuttavia il re conservò il potere esecutivo (i decreti promulgati dall'Assemblea non avrebbero avuto validità senza l'approvazione del re) e i vecchi funzionari dell'amministrazione dell'Ancien Régime restarono al loro posto (fino all'estate del 1790 gli intendenti che non si dimisero continuarono le loro vecchie funzioni, sebbene esse fossero state considerevolmente ridotte).

## Rinnovamento delle istituzioni francesi
L'Assemblea Costituente, in maggioranza formata da borghesi e nobili, intraprese una vasta opera di riforme, applicando le idee dei filosofi e degli economisti del XVIII secolo.

### Riforma amministrativa
I primi lavori dell'Assemblea furono dedicati alla riforma amministrativa, in quanto le vecchie procedure dell'Ancien Régime erano troppo complesse. I deputati si concentrarono innanzitutto sulla riforma municipale, resa urgente dai disordini suscitati nei corpi municipali dagli scompigli dell'estate. Con la legge del 22 dicembre 1789 l'Assemblea creò 83 dipartimenti (circoscrizioni amministrative, giudiziarie, fiscali e religiose), ai quali vennero dati dei nomi legati alla loro geografia fisica (corsi d'acqua, montagne, mari, ecc.) e furono suddivisi in distretti, cantoni e comuni (in primavera una commissione venne incaricata di provvedere alla suddivisione della Francia e di placare le liti tra le città candidate a divenire capoluoghi). A partire dal gennaio del 1790 ogni amministratore di questi nuovi enti venne eletto dai propri cittadini, inaugurando le prime elezioni della Rivoluzione; le nuove amministrazioni, elette democraticamente, furono messe in funzione a partire dall'estate del 1790.

### Riforma elettorale
Le posizioni all'interno dell'Assemblea furono discordanti in merito alla riforma del sistema elettorale. Alcuni deputati ritennero che il diritto di voto avrebbe dovuto estendersi a tutti i cittadini maschi, altri sostennero che solo a una parte della popolazione doveva essere riconosciuto tale diritto. La maggioranza dei deputati decise, su proposta dell'abate Sieyès, di dividere i cittadini in passivi e attivi: ai primi sarebbero stati riconosciuti i diritti civili, ai secondi sarebbero stati concessi sia i diritti civili sia quelli politici; ogni cittadino attivo doveva essere un contribuente maschio al di sopra dei venticinque anni. Venne così approvato un sistema elettorale basato sul censo, cioè in base al reddito e alla ricchezza: soltanto chi pagava un'imposta annua pari a tre giornate di lavoro era considerato cittadino attivo ed elettore. Ma non tutti i cittadini elettori erano anche eleggibili: infatti solo chi possedeva una proprietà terriera e pagava un marco d'argento di tasse (cioè circa 52 lire francesi) poteva essere anche eletto.
Così facendo però la rappresentanza del Paese era riservata solo ai borghesi benestanti e ai proprietari terrieri (i cosiddetti "notabili"): per questo si parla di "rivoluzione borghese".

### Riforma economica

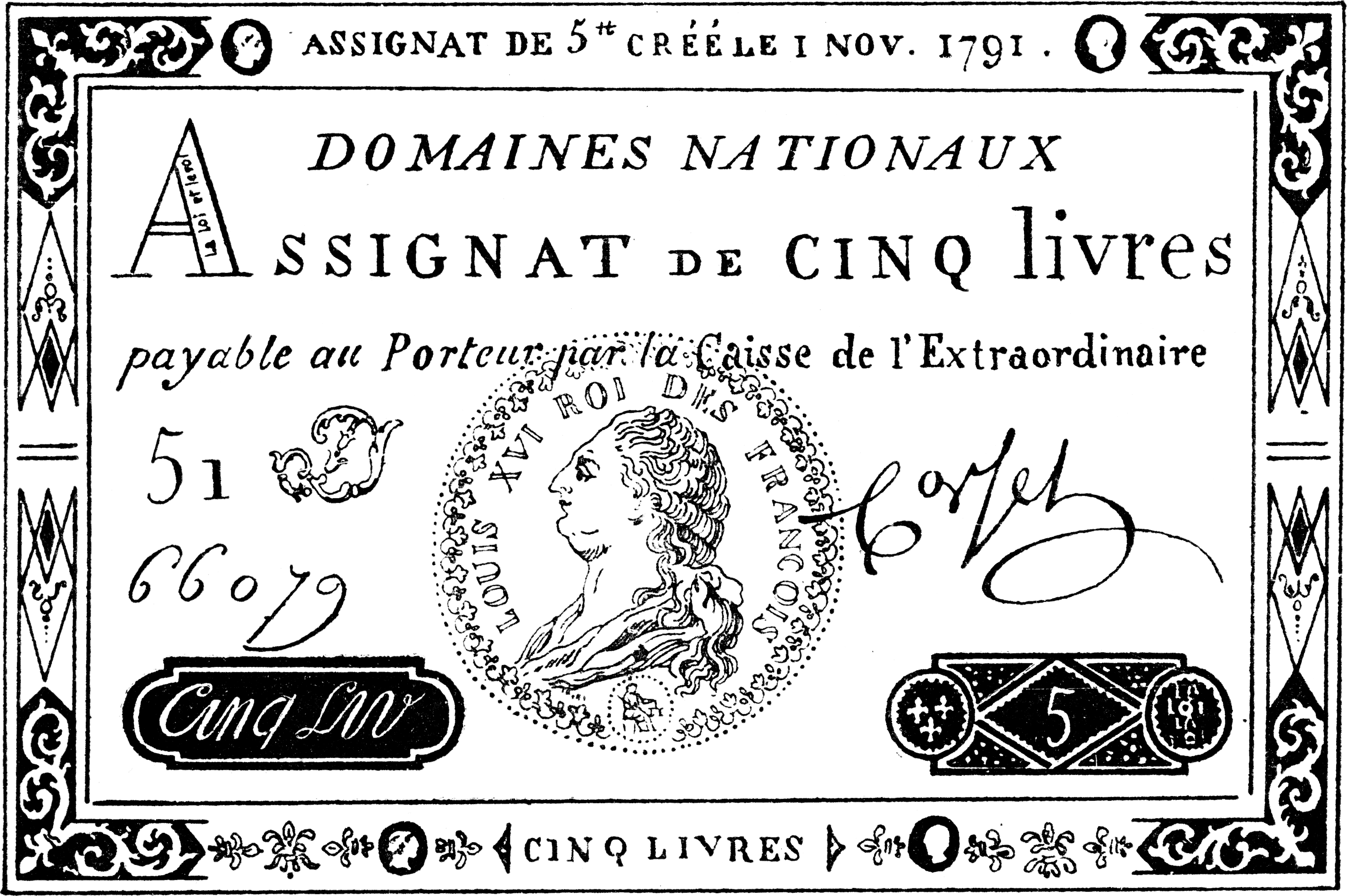
Assegnato di 5 livre del 1791

Sotto l'Ancien Régime le attività economiche erano state strettamente controllate dallo Stato, che con le sue regolamentazioni limitò gravemente la libertà di produzione agricola, artigianale e industriale. L'Assemblea rimosse tutti questi ostacoli e adottò il principio fisiocratico del laissez-faire (lasciar fare), basato sul liberismo economico formulato da Adam Smith, che favorì l'eliminazione delle dogane e l'applicazione di incentivi a favore di tutte le forme di produzione a scopo capitalistico.
Con la Legge Le Chapelier (ideata dal deputato Isaac René Guy Le Chapelier), votata il 14 giugno 1791, venne abolito il diritto di sciopero e furono vietate tutte le associazioni padronali e operaie (sindacati) con il pretesto che il nuovo regime, avendo distrutto le antiche corporazioni, non poteva permettere la ricostruzione di nuovi gruppi che si interponessero fra Stato e cittadini; il risultato fu che il movimento rivoluzionario, diffidando nei confronti delle associazioni ed esaltando le libertà individuali, mise gli operai nell'incapacità di difendere i loro diritti per quasi un secolo.
Se, nel corso dell'Ancien Régime, la chiesa aveva detenuto numerose proprietà mobili e immobili (circa il 10% del regno) con il privilegio di una esenzione dalle imposte statali e con il diritto di richiedere una decima (in danaro o in natura), la Rivoluzione mise fine a tutto ciò e determinò una fortissima riduzione del ruolo e del prestigio del clero nello stato. Infatti, il potere e le ricchezze del clero crearono un forte risentimento nella popolazione nei confronti della Chiesa che a sua volta indusse l'assemblea a sopprimere definitivamente la decima dall'11 agosto 1789; il 2 novembre, su proposta di Charles-Maurice de Talleyrand-Périgord (vescovo di Autun), l'Assemblea decise di usufruire della grande quantità di beni del clero per colmare il debito pubblico, mettendoli all'asta con l'intento di sanare il deficit dell'economia francese. Per vendere così tanti beni era necessario tempo, durante il quale le casse dello Stato avrebbero potuto svuotarsi; per evitare questo, il 19 dicembre si decise di creare dei biglietti il cui valore era assegnato in riferimento ai beni del clero: nacque così l'assegnato. Da quel momento, chiunque desiderava comprare dei beni nazionali doveva farlo attraverso gli assegnati emessi dallo Stato, permettendo a quest'ultimo di impossessarsi di moneta prima ancora dell'effettiva vendita del bene. Effettuata la vendita, gli assegnati sarebbero ritornati nelle mani dell'emittente per essere distrutti.
I primi biglietti avevano un elevato valore (1 000 livre) che non li rendeva idonei a essere messi in circolazione tra la popolazione, ma il loro scopo principale era di far rientrare la maggiore quantità possibile di moneta nelle casse dello Stato. Il valore totale della prima emissione fu di 400 milioni. Non tutti i deputati dell'Assemblea furono favorevoli a questa riforma (tra essi Talleyrand), sostenendo che il nuovo sistema avrebbe portato alla circolazione di un numero troppo elevato di assegnati rispetto al valore dei beni nazionali. Il 17 aprile 1790 l'assegnato venne convertito in cartamoneta (Necker, essendo contrario, si dimise in settembre) e lo Stato, sempre a corto di liquidità, lo utilizzò per fronteggiare tutte le sue spese; ne vennero messi in circolazione in una grande quantità che con il tempo superò il valore dei beni nazionali, avverando i timori dei deputati più scettici.
Tra il 1790 e il 1793 gli assegnati persero il 60% del loro valore ma, ciononostante, i prezzi di acquisto dei beni nazionali rimasero molto elevati per le classi popolari e solo la classe agiata poteva acquistarli e molte persone si arricchirono enormemente, acquistando grandi terreni e fabbricati per somme irrisorie rispetto al loro valore reale: tutto questo contribuì fortemente a dare inizio a un periodo di forte inflazione e l'Inghilterra, all'epoca il più grande nemico della Francia, cominciò a produrre dei falsi assegnati per accelerare la crisi economica francese.

### Questione religiosa

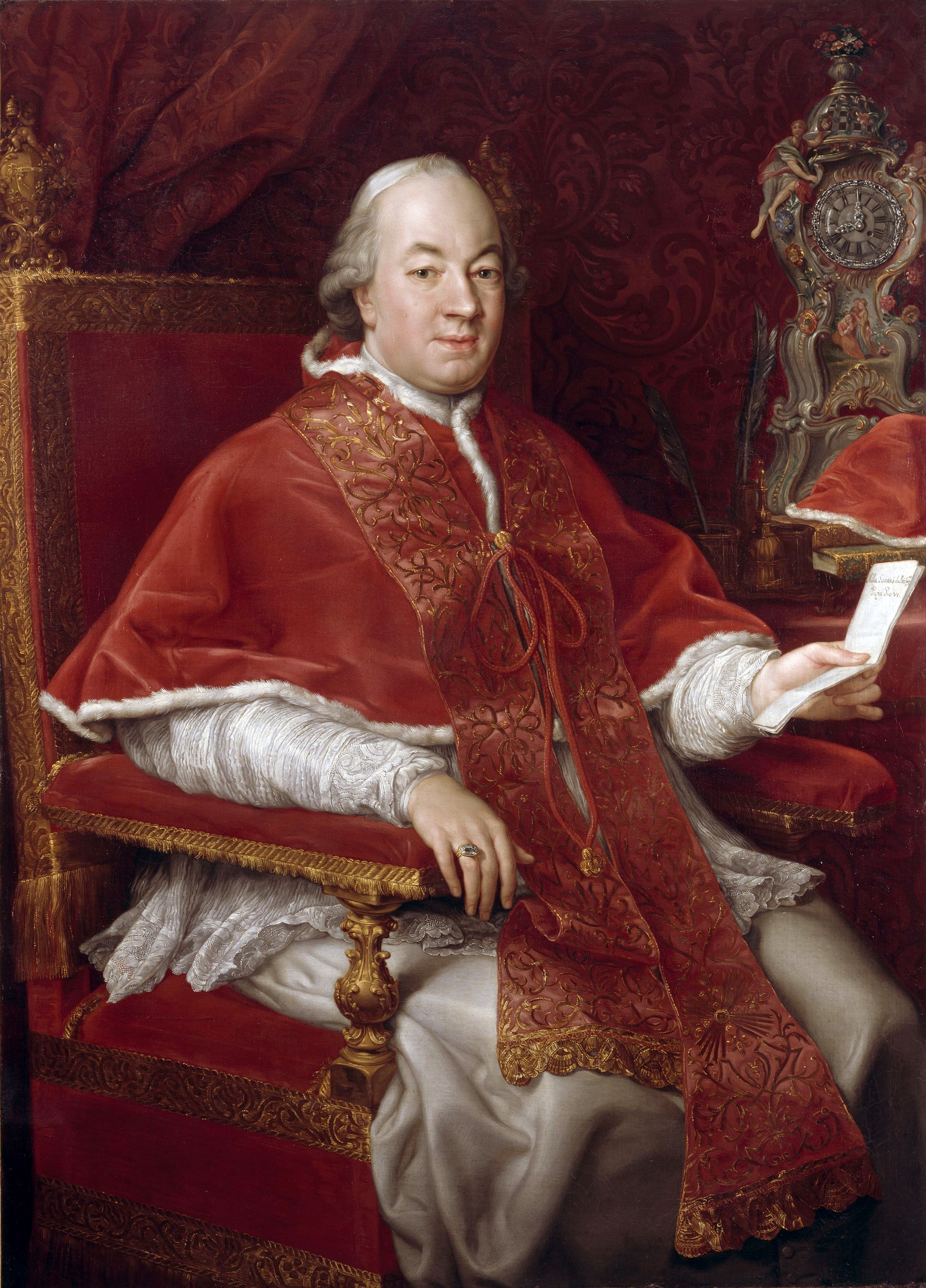
Pio VI ritratto da Pompeo Batoni nel 1775

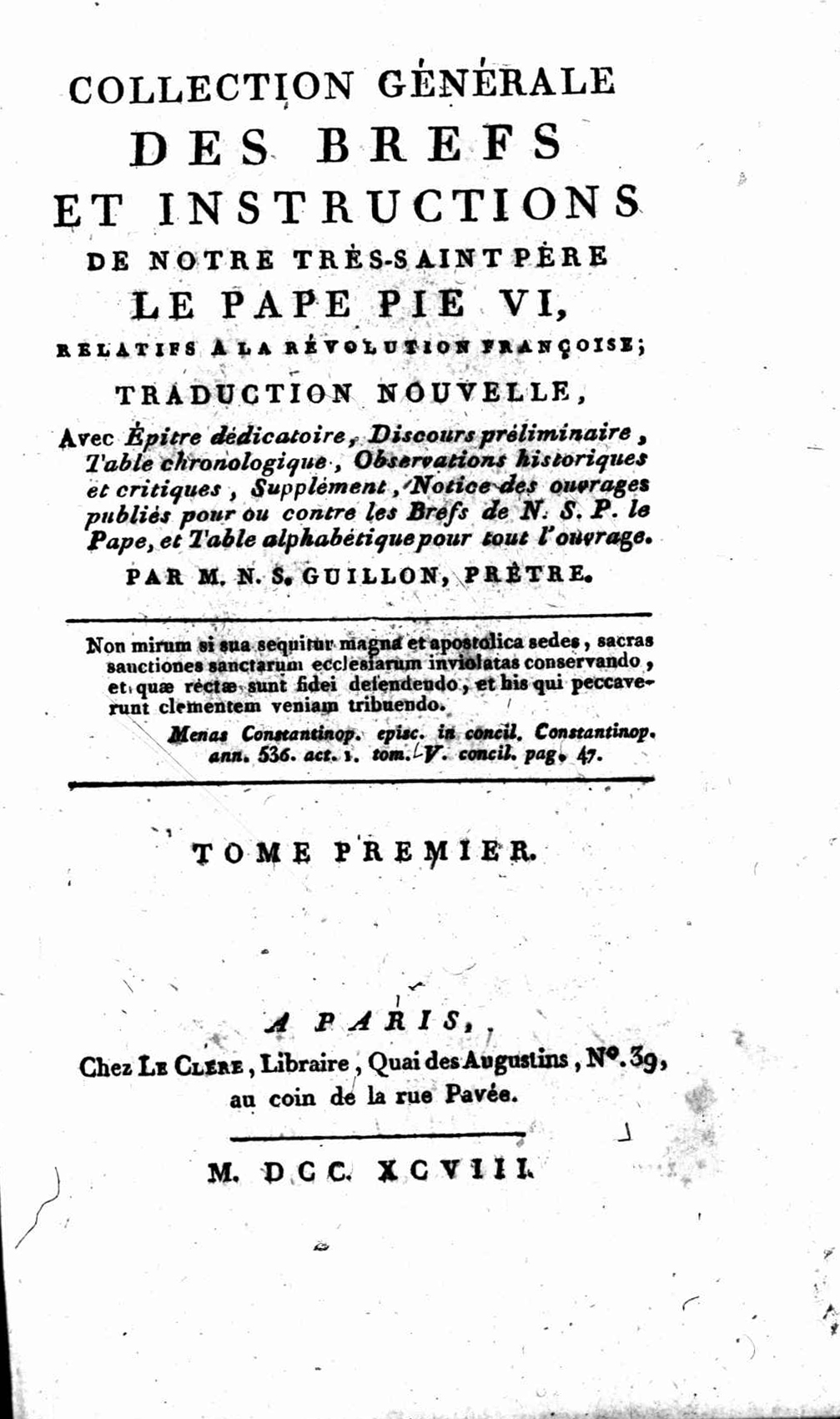
Raccolta generale di scritti e istruzioni di Pio VI relative alla Rivoluzione francese (Collection generale des brefs et instructions relatifs a la revolution francoise, 1798)

In ogni caso, la già citata eliminazione della decima e la nazionalizzazione dei beni della Chiesa (con conseguente abolizione degli ordini religiosi monastici, decisa il 13 febbraio 1790) costrinsero l'Assemblea a interessarsi direttamente del finanziamento del clero nonché delle attività assistenziali da esso gestite. Il 12 luglio 1790 venne approvata la Costituzione civile del clero, approvata da Luigi XVI il 26 dicembre. Con questo documento, ispirato ai principi gallicani (riconoscimento al papa del primato d'onore e di giurisdizione ma non del potere assoluto), venne attuata una riforma essenzialmente su quattro aspetti della Chiesa: riordinamento delle diocesi in base ai dipartimenti (furono soppresse 52 diocesi, da 135 a 83); retribuzione da parte dello Stato di vescovi, parroci e vicari; elezione democratica dei vescovi e dei parroci da parte delle assemblee dipartimentali; obbligo di residenza sotto pena di perdita della retribuzione; obbligo degli eletti di giurare lealtà alla costituzione civile e allo stato; in pratica, i membri del clero divennero così dei funzionari statali.
Il 1º agosto Luigi XVI incaricò l'ambasciatore a Roma di ottenere, da papa Pio VI, l'approvazione della nuova riforma. Il papa si era limitato a condannare segretamente la Dichiarazione dei Diritti dell'Uomo e del Cittadino e per valutare la Costituzione Civile del Clero istituì una speciale commissione, la quale, preoccupata di perdere Avignone (all'epoca faceva parte dello Stato Pontificio anche se gran parte degli Avignonesi erano favorevoli ad annettersi alla Francia) e di provocare una spaccatura tra i chierici, cercò di temporeggiare. I vescovi domandarono che si attendesse l'approvazione pontificia prima di mettere in vigore la nuova riforma, ma l'Assemblea insistette per una sua rapida applicazione e decise che per il 4 gennaio 1791 tutti i vescovi, parroci e vicari avrebbero dovuto prestare un giuramento di fedeltà come funzionari civili, pena la perdita delle funzioni e dello stipendio (nei casi più gravi anche l'esilio o la morte). I primi chierici cominciarono a prestare giuramento senza attendere il giudizio del pontefice ma i 2/3 degli ecclesiastici dell'Assemblea rifiutarono di giurare e pressoché la metà del clero parrocchiale fece altrettanto e, pertanto, l'Assemblea li destituì sostituendoli con coloro che prestarono giuramento).
Papa Pio VI fu costretto a prendere posizione e il 10 marzo 1791, con il Quod aliquantum, condannò la Costituzione Civile del Clero, in quanto danneggiava la costituzione divina della Chiesa. Il 13 aprile, con il Charitas quae, dichiarò sacrilega la consacrazione di nuovi vescovi, sospendeva ogni chierico costituzionale e condannava il giuramento di fedeltà allo Stato. I rivoluzionari, per rappresaglia, invasero Avignone dove ci fu lo scontro fra chi sosteneva l'annessione alla Francia e chi era fedele al pontefice; una sessantina di questi ultimi furono condannati a morte e uccisi in una delle torri del palazzo dei Papi (tale evento è ricordato come Massacri della Glacière).
Quando venne emanata la Dichiarazione dei Diritti dell'Uomo e del Cittadino nell'agosto del 1789, il piccolo gruppo dei deputati protestanti reclamò anche la piena uguaglianza dei culti religiosi, trovando un parziale sostegno da parte della maggioranza dell'Assemblea che dichiarò: «Nessuno deve essere inquisito per le sue opinioni, anche religiose». Successivamente i cattolici del sud della Francia (dove più vivo era il sentimento anti-protestante) contrattaccarono, invitando l'Assemblea a riconoscere il cattolicesimo come religione di Stato. La proposta fu rigettata, contribuendo ad allontanare parte del clero dalla rivoluzione.
Le condanne di Pio VI del 10 marzo e 13 aprile portarono al distacco di un'ulteriore parte del clero fedele al papa dall'Assemblea, dividendo profondamente la Chiesa francese e aggravando il malcontento della popolazione mentre la questione del giuramento degenerò in uno scontro violento nell'ovest della Francia, dove le città sostenevano i chierici costituzionali e le campagne appoggiavano i refrattari, ovvero quelli che rifiutavano il giuramento di fedeltà allo Stato.

## Caduta della monarchia e instaurazione della Prima Repubblica

### Fuga a Varennes
Da tempo erano stati preparati diversi piani per permettere alla famiglia reale di fuggire da Parigi, ma l'indecisione di Luigi XVI portò all'accantonamento di ognuno di essi. Grazie all'insistenza di Maria Antonietta, il re si decise ad agire e optò per un tentativo di fuga ideato da Hans Axel von Fersen, con il quale sarebbero rimasti in territorio francese, al fine di preservare ciò che restava del prestigio e dell'autorità della monarchia; la loro destinazione era Montmédy, una roccaforte nel nord-est della Francia, vicino al confine con il Lussemburgo, dove ad attenderli ci sarebbe stato il comandante François Claude de Bouillé con soldati fedeli alla causa monarchica. Qui Luigi XVI avrebbe potuto organizzare un tentativo di controrivoluzione.
Alcuni storici sostengono che La Fayette, al corrente del piano, favorì la fuga nella speranza di ottenere, in assenza del sovrano, la nomina di Capo dello Stato.

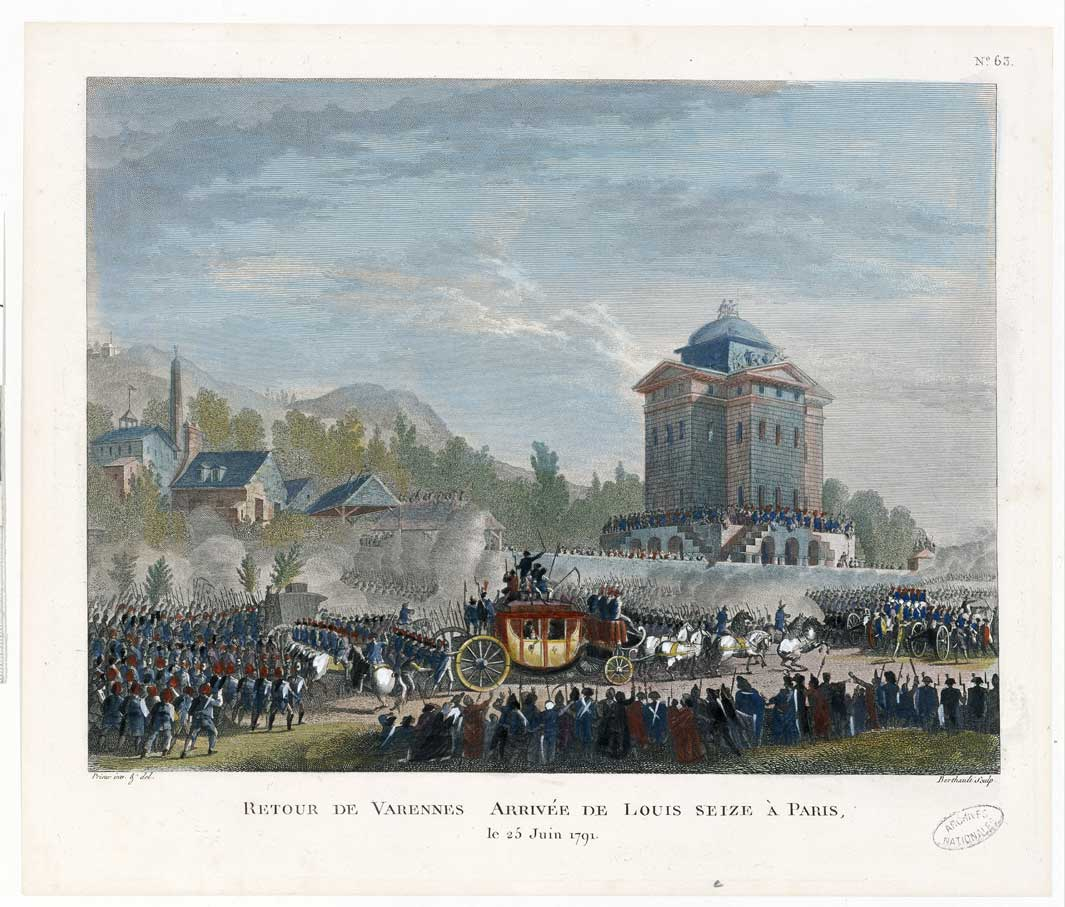
Luigi XVI ritorna da Varennes
(Jean Duplessis-Bertaux, 1791)

Il 14 luglio 1790, al Campo di Marte, era stato celebrato l'anniversario della Presa della Bastiglia con la Festa della Federazione e, dopo una celebrazione eucaristica sostenuta da Talleyrand, Luigi XVI e Maria Antonietta, accompagnati da La Fayette, avevano prestato giuramento al Paese e alla Costituzione (ancora in fase di revisione). Questo momento di unione nazionale aveva fatto credere tanto alla popolazione quanto all'assemblea che il re avesse accettato i cambiamenti sociali e politici appena instaurati, tanto che la popolazione presente al campo di Marte gridò "Viva il Re", testimoniando la propria fiducia nella lealtà della monarchia. Anche i rapporti tra sovrano e assemblea si erano fatti più distesi: infatti erano state conservate numerose prerogative della monarchia e gli ideali repubblicani, già deboli, si erano ulteriormente assopiti. Invece Luigi XVI aveva tentato di conservare la sua autonomia e di riconquistare il potere assoluto che aveva perduto, mantenendo contatti con le corti straniere, chiedendo loro supporto contro i rivoluzionari e, come sincero cattolico, appoggiando il papa e i preti refrattari: il re infatti sperava in un ritorno al passato, in una restaurazione (guidata però dall'estero e con l'aiuto di potenze straniere).
Il fallimento del suo tentativo di fuga a Varennes, che avvenne tra il 20 e il 21 giugno 1791, ebbe la conseguenza di svelare alla popolazione la sua ostilità nei confronti della rivoluzione e ruppe l'ideale di unità nazionale distruggendo ogni prestigio della monarchia.
La sera del 20 giugno 1791 tutte le porte del palazzo delle Tuileries erano sorvegliate da uomini della Guardia nazionale. Ancora oggi non è chiaro quale via di fuga abbia utilizzato la famiglia reale. I primi ad abbandonare il palazzo furono la governante Louise Elisabeth de Croÿ e sua figlia Pauline de Tourzel con i figli dei sovrani; successivamente uscirono il re, la regina e la sorella del re, Elisabetta; la famiglia si ricongiunse verso mezzanotte poco distante a bordo della carrozza di von Fersen; poco più avanti vennero raggiunti dalla carrozza reale, sulla quale si trasferirono per proseguire il viaggio; la stessa notte tentarono la fuga il conte e la contessa di Provenza, riuscendo a espatriare senza problemi.
La mattina del 21 giugno si diffuse la notizia della scomparsa del re e nella popolazione le reazioni furono miste, dalla sorpresa al risentimento. La Fayette, il sindaco Bailly e altri, decisero di far credere che il sovrano fosse stato rapito, con l'intento di salvare ciò che restava della credibilità della monarchia costituzionale francese. Tuttavia verso sera la carrozza reale venne riconosciuta da Jean-Baptiste Drouet, il mastro di posta di Sainte-Menehould che, montato a cavallo, riuscì a precederla a Varennes-en-Argonne allertando la popolazione locale che bloccò la fuga. Arrestata, la famiglia reale venne ricondotta a Parigi dove giunse al palazzo delle Tuileries il 25 giugno. Luigi XVI perse la stima di molti cittadini francesi e numerosi giornali rivoluzionari divennero sempre più ostili e irrispettosi nei confronti del re e della regina, ritraendoli in immagini caricaturali sotto forma di maiali.

### Costituzione del 1791 e strage del Campo di Marte

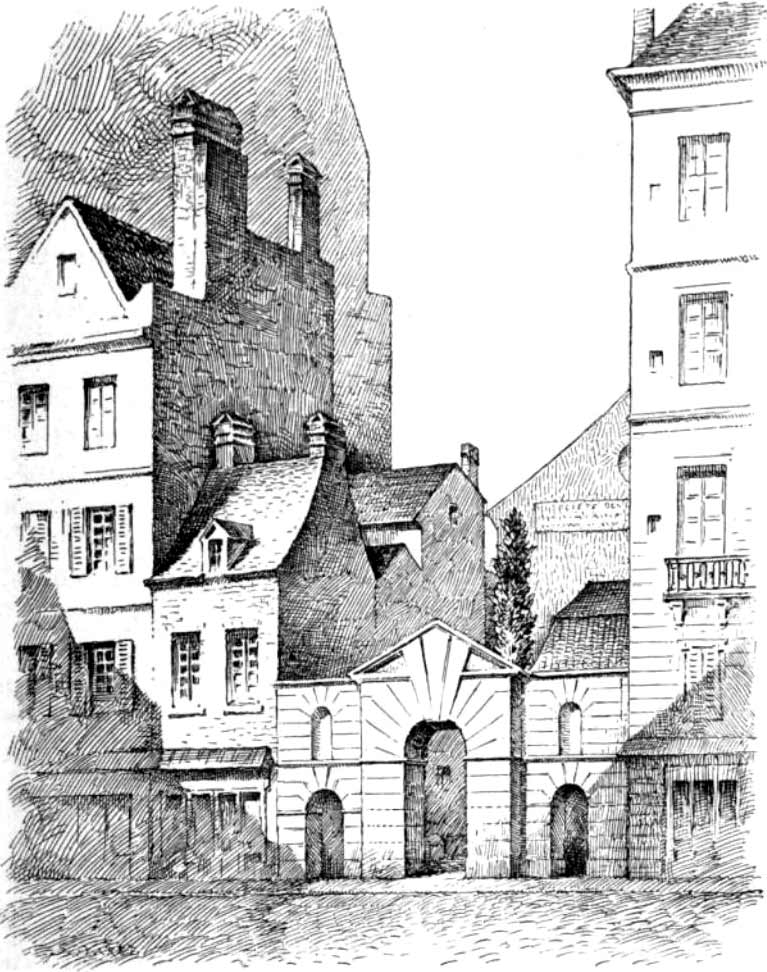
Club dei Giacobini

A meno di un mese dal fallito tentativo di fuga del re, il Club dei Cordiglieri (estremisti rivoluzionari) decise di redigere una petizione con la quale chiese la destituzione del re e l'instaurazione della repubblica. I difensori della monarchia costituzionale, tra i quali La Fayette e Bailly, a seguito di incidenti decretarono la legge marziale, vietando qualsiasi manifestazione. Tuttavia, il 17 luglio, i parigini si radunarono a Campo di Marte per manifestare, sostenendo l'iniziativa dei Cordiglieri. Quando la Guardia nazionale arrivò, guidata da La Fayette e Bailly, che portava con sé la bandiera rossa della legge marziale, fu ordinato alla folla di disperdersi. La folla reagì lanciando dei sassi contro i soldati. Un colpo di pistola partì da qualche parte, o dai soldati o dai manifestanti e i soldati incominciarono a sparare sulla folla e alcuni manifestanti armati risposero. La Guardia Nazionale contò in totale nove feriti, di cui due morirono nei giorni successivi; delle vittime fra i manifestanti non ci fu alcun rapporto ufficiale ma le stime effettuate danno 10 morti secondo la stampa fayettista, 12 secondo un resoconto di Bailly, fino ad arrivare a un massimo di 400 (probabilmente esagerati) per il giornalista radicale Jean-Paul Marat. Secondo la maggior parte delle stime però i morti furono verosimilmente una cinquantina. Questo evento (noto come Eccidio del Campo di Marte) portò a una rottura insanabile tra i rivoluzionari radicali e quelli moderati: La Fayette, Bailly e Antoine Barnave uscirono dal Club dei Giacobini (che aveva appoggiato il Club dei Cordiglieri durante la manifestazione del 17 luglio) e fondarono il più conservatore Club dei Foglianti, con il quale cercarono di limitare le conseguenze che la rivoluzione stava apportando, sostenendo la monarchia costituzionale.
La revisione della Costituzione terminò il 12 settembre 1791 e il giorno dopo il re la ratificò, diventando Luigi XVI Re dei Francesi. La nuova riforma, basata sulle idee di Montesquieu (separazione dei poteri) e Rousseau (sovranità popolare e supremazia del legislatore), prevedeva una monarchia dai poteri limitati nella quale al sovrano, che rimaneva il rappresentante della Nazione, competeva il solo potere esecutivo tramite la nomina di alcuni ministri (scelti all'esterno del parlamento per evitare conflitti di interesse); il potere legislativo venne affidato all'Assemblea Legislativa, che sostituì l'Assemblea nazionale costituente, formata da 745 deputati.
L'elezione dei deputati avvenne a suffragio censitario a due gradi: il corpo dei cittadini attivi (uomini al di sopra dei venticinque anni che pagavano tasse per un valore corrispondente ad almeno tre giornate lavorative) eleggeva gli elettori (uomini al di sopra dei venticinque anni che pagavano tasse per un valore di almeno dieci giornate lavorative), ai quali spettava la successiva elezione dei deputati; un candidato deputato doveva essere un proprietario terriero e contribuente per una somma prestabilita; infine, su proposta di Maximilien de Robespierre, nessun deputato della precedente Assemblea nazionale costituente poté presentarsi come candidato all'elezione della nuova Assemblea, che si riunì a partire dal 1º ottobre 1791. I più moderati formarono la destra, circa 260 monarchici di tendenza costituzionale iscritti al Club dei Foglianti, difensori della monarchia contro l'agitazione popolare; la sinistra con circa 135 deputati, per la maggior parte esponenti di idee illuministe della piccola borghesia, fu costituita da membri del Club dei Giacobini, dal Club dei Cordiglieri e dai Girondini; il centro, con circa 350 deputati, formava la cosiddetta Palude e rappresentava la maggioranza e difese gli ideali della Rivoluzione votando generalmente con la sinistra ma, non avendo una forte caratterizzazione politica, capitò che sostenne anche proposte provenienti da destra.
Al re non spettava più la nomina dei magistrati che vennero eletti con le medesime procedure previste per l'elezione dei deputati e la sua condotta in politica estera venne messa sotto controllo. Al sovrano tuttavia rimase la facoltà di nominare e revocare i ministri, i capi militari, gli ambasciatori e i principali amministratori; conservò inoltre il potere di veto sospensivo sui provvedimenti approvati dall'Assemblea Legislativa, ma questo non poté applicarsi alle leggi costituzionali, alle leggi fiscali e alle deliberazioni concernenti la responsabilità dei ministri, i quali avrebbero potuto essere messi in stato d'accusa dall'Assemblea. La Francia divenne così a tutti gli effetti una monarchia costituzionale.

### Le elezioni a Parigi
Dopo gli eventi avvenuti al Campo di Marte, il sindaco Bailly – da mesi oggetto di critiche feroci – si rese conto che le ultime vestigia della sua popolarità erano scomparse e che non era più una voce efficace per la rivoluzione e il 19 ottobre presentò le sue dimissioni da sindaco alla Comune in una lettera dal tono singolarmente scoraggiato e significativa per la sua mancanza di eloquenza rivoluzionaria:
(Bailly nella "Lettre aux officiers municipaux, 19 octobre 1791".)

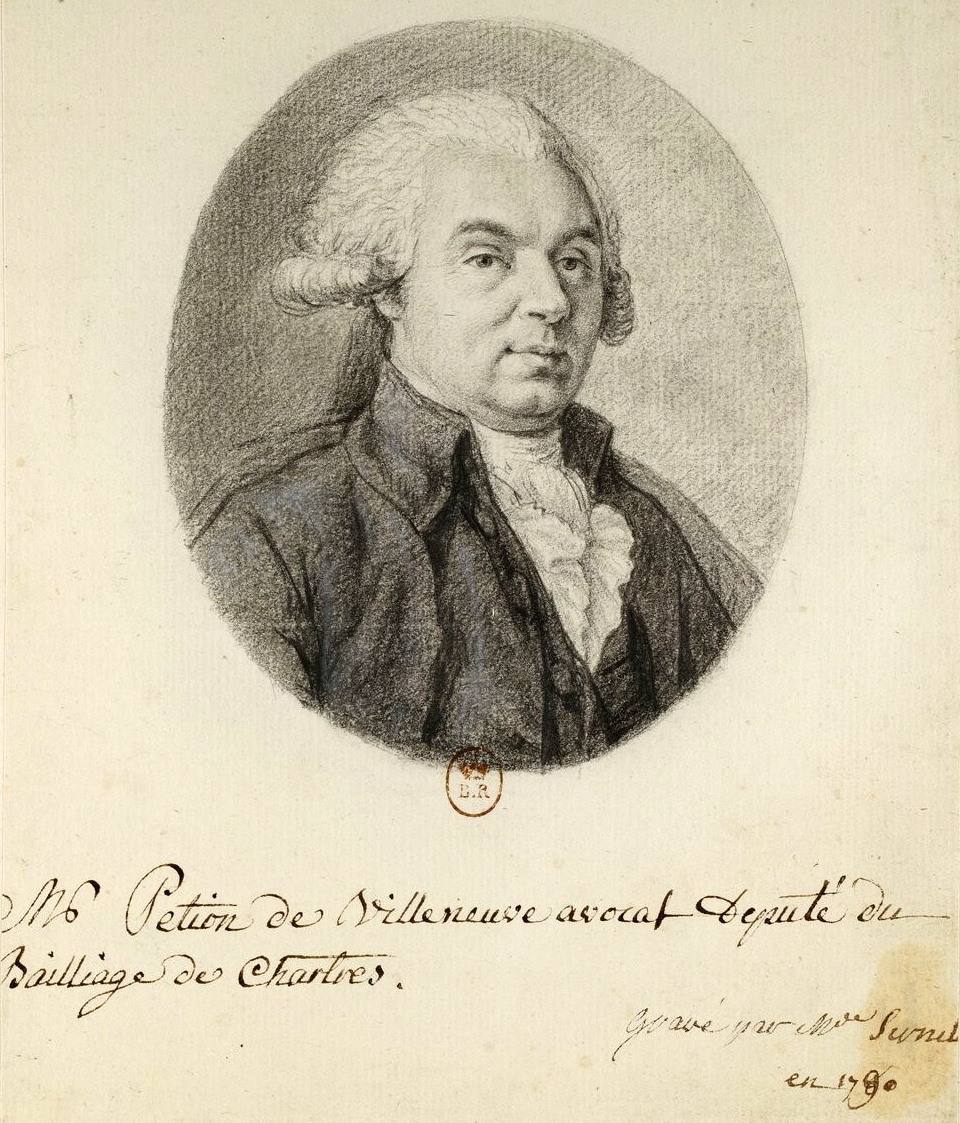
Jérôme Pétion de Villeneuve (1756–1794)

A Bailly fu chiesto di posporre le proprie dimissioni fino alla celebrazione di nuove elezioni, ma nessuno in realtà protestò per la sua decisione. Le elezioni si tennero il mese successivo, il 14 novembre 1791. Ad esse parteciparono La Fayette, che intanto si era dimesso dalla carica di comandante della Guardia Nazionale, e il giacobino Jérôme Pétion de Villeneuve il quale venne eletto sindaco di Parigi con il 60% dei voti, per un totale di 6708 voti su 10632 votanti, nonostante avesse votato solo il 10% degli aventi diritto al voto. Fondamentale per Pétion fu il mancato appoggio a La Fayette da parte della corte che senza questi voti non riuscì a vincere. Anche l'influenza di La Fayette, inviso sia alla sinistra radicale - che aveva ormai catalizzato la rivoluzione - sia alla corte e alla famiglia reale, era dunque tramontata.

### Guerra all'Austria
La situazione politica e sociale disastrosa favorì un forte incremento dell'emigrazione (in gran parte nobili), confermando la progressiva radicalizzazione della Rivoluzione. Per cercare di contenere questa espansione rivoluzionaria entro i confini francesi, il 27 agosto 1791 l'imperatore Leopoldo II e Federico Guglielmo II, re di Prussia, al termine di un incontro avvenuto a Pillnitz dal 25 al 27 agosto dove venne discusso principalmente il tema della spartizione della Polonia e la fine della guerra tra Austria e Impero ottomano, rilasciarono una dichiarazione (Dichiarazione di Pillnitz), con la quale invitarono le potenze europee a intervenire contro la Rivoluzione per restituire i pieni poteri a Luigi XVI. Negli stessi giorni, Leopoldo II dichiarò che l'Austria avrebbe mosso guerra solamente se tutte le potenze avessero fatto altrettanto, l'inglese William Pitt il Giovane, condivise tale condizione; dunque, la Dichiarazione di Pillnitz sarebbe dovuta servire unicamente allo scopo di intimorire i rivoluzionari francesi, facendoli desistere dal continuare a indebolire l'autorità di Luigi XVI ma sia la popolazione sia l'Assemblea Legislativa interpretò il documento come una reale dichiarazione di guerra, cosa che fece aumentare l'influenza dei deputati radicali, tra i quali Jacques Pierre Brissot, favorevoli all'intervento bellico per radicalizzare il movimento rivoluzionario e diminuire ulteriormente il potere del re.
Il 31 ottobre l'Assemblea votò un decreto volto a contrastare l'emigrazione, per il quale tutti gli emigrati francesi sarebbero dovuti tornare entro due mesi, pena la confisca delle loro proprietà; il 29 novembre venne promulgato un secondo decreto che imponeva il giuramento civile ai chierici refrattari, pena la privazione della pensione o addirittura la deportazione in caso di disturbo all'ordine pubblico; infine, fu richiesto ai sovrani stranieri di cacciare gli emigrati dai loro territori. Il clima di tensione, peraltro, era ulteriormente aggravato dal desiderio del Contado Venassino, una zona della Provenza appartenente storicamente allo Stato Pontificio, d'annettersi alla Francia e dai principi tedeschi che si considerarono lesi dall'abolizione francese dei diritti feudali, in quanto proprietari di alcuni territori in Alsazia.
Luigi XVI, consapevole della disorganizzazione che regnava nell'esercito francese, sperava segretamente nello scoppio di una guerra che avrebbe sconfitto i rivoluzionari e riportato i pieni poteri alla monarchia; dello stesso parere era il Club dei Foglianti. La sinistra, in particolare i Girondini, era anch'essa favorevole allo scoppio di un conflitto armato, con il quale avrebbe potuto tentare di esportare la rivoluzione nel resto d'Europa. Dunque ognuno, per diversi motivi, desiderava la guerra (tra i pochi contrari vi fu Robespierre che preferiva consolidare ed espandere la rivoluzione in Patria).

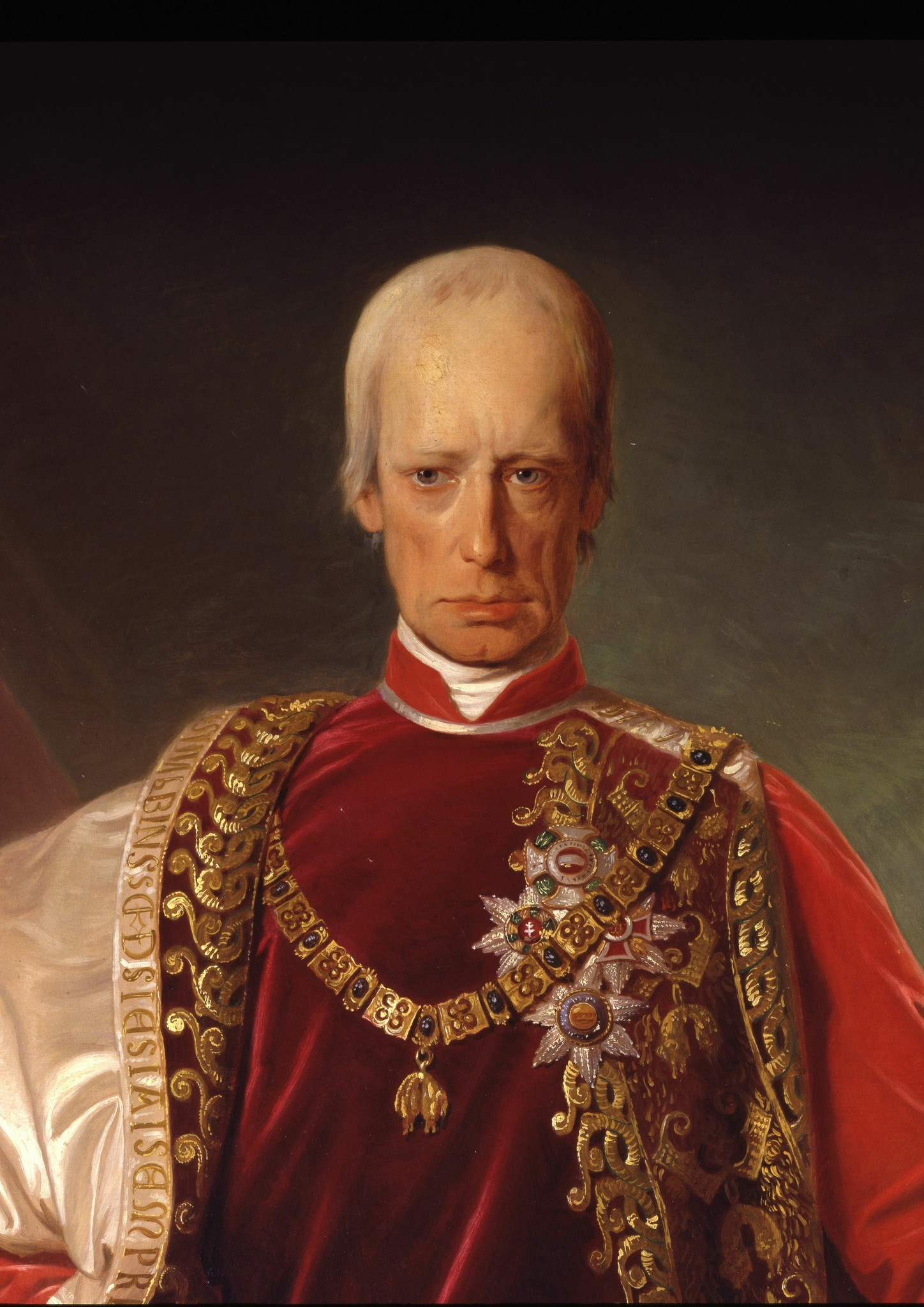
Francesco II
(opera di Friedrich von Amerling, 1832)

Il 20 aprile 1792, su proposta del re e dopo una votazione con una maggioranza schiacciante dell'Assemblea Legislativa, la Francia dichiarò guerra al re di Ungheria e di Boemia, Francesco II (appena succeduto al padre Leopoldo II, morto il 1º marzo): la guerra non venne dichiarata al Sacro Romano Impero e questo fu un escamotage per evitare di coinvolgere gli stati tedeschi a esso aderenti; la Prussia si alleò agli austriaci il 6 giugno. I Girondini definirono questo conflitto come una guerra dei popoli contro i sovrani, una crociata per la libertà.
In quel momento l'armata francese era in uno stato di totale disorganizzazione, con i soldati che avevano un morale piuttosto basso tanto che molti disertarono non appena seppero della dichiarazione di guerra, con i reggimenti stranieri di dubbia lealtà, con molti ufficiali che, essendo di estrazione nobile, erano emigrati e non erano stati rimpiazzati. Presto, tra i rivoluzionari cominciò a svilupparsi l'idea dell'esistenza di un complotto fra nobiltà, corte e chierici refrattari per abbattere la rivoluzione; questa convinzione regnava anche sul campo di battaglia e a testimoniarlo vi fu la morte del generale Theobald de Dillon, ucciso dai propri uomini in seguito a una sconfitta subita nei pressi di Lille il 29 aprile, accusato di essere stato il responsabile della ritirata.
L'Assemblea, su forte pressione dei Girondini, votò tre decreti volti a prevenire e contrastare un'eventuale controrivoluzione: deportazione dei preti refrattari (27 maggio), scioglimento della Guardia reale (29 maggio) e costituzione di una Guardia nazionale provinciale per la difesa di Parigi (8 giugno). L'11 giugno il re oppose il suo veto al primo e al terzo decreto, provocando una nuova agitazione rivoluzionaria che il 20 giugno sfociò nell'attacco della popolazione al palazzo delle Tuileries; durante l'insurrezione venne trascinato un cannone lungo la rampa delle scale del palazzo, il re venne obbligato ad affacciarsi al balcone, accettò impassibile di indossare il berretto frigio (simbolo di libertà e rivoluzione) e bevve vino alla salute del popolo, ma rifiutò di ritirare il veto sui decreti. L'entrata in guerra della Prussia il 6 luglio costrinse l'Assemblea Legislativa ad aggirare il veto reale, proclamando la Patria in pericolo l'11 luglio 1792 e chiedendo a tutti i volontari di affluire verso Parigi.

### Fine della monarchia
Il 25 luglio a Coblenza, su suggerimento del re e della regina, venne redatto da Jacques Mallet-du-Pan, Jérôme-Joseph Geoffroy de Limon e Jean-Joachim Pellenc un proclama destinato ai parigini. Attribuito al comandante dell'esercito austro-prussiano, Carlo Guglielmo Ferdinando di Brunswick-Wolfenbüttel, il documento minacciava sanzioni gravi in caso di attentato all'incolumità del sovrano e della famiglia reale (Manifesto di Brunswick).
(Carlo Guglielmo Ferdinando, duca di Brunswick-Wolfenbüttel, disposizione finale)
Il 1º agosto il manifesto venne affisso sui muri della città di Parigi ma, invece di spaventare i cittadini, contribuì ad aumentare in loro il sentimento di unione nazionale e l'odio nei confronti della monarchia. Per molti fu la prova definitiva dell'esistenza di un'alleanza tra il re e le nazioni nemiche che indusse i rivoluzionari a pretendere dall'Assemblea Legislativa la destituzione di Luigi XVI che venne però rifiutata.
La notte del 9 agosto si formò un corteo di insorti davanti al Municipio di Parigi. Al loro fianco si schierarono le truppe di volontari, provenienti principalmente dalla Provenza e dalla Bretagna, che da poco avevano formato la Guardia nazionale provinciale; si riunirono circa 20 000 dimostranti fra uomini, donne, operai, borghesi, militari, civili, parigini e provinciali. Questi, armati di fucili e guidati da militanti sanculotti (uomini del popolo di idee rivoluzionarie radicali) delle varie sezioni di Parigi, erano talmente organizzati da far capire che la sollevazione era stata premeditata e preparata, evidenziando la maturità raggiunta dal movimento popolare. I principali organizzatori di questa giornata rivoluzionaria furono Jean-Paul Marat, Georges Jacques Danton, Maximilien de Robespierre, Louis Antoine de Saint-Just, Jacques-René Hébert, Camille Desmoulins, Fabre d'Églantine e altri.

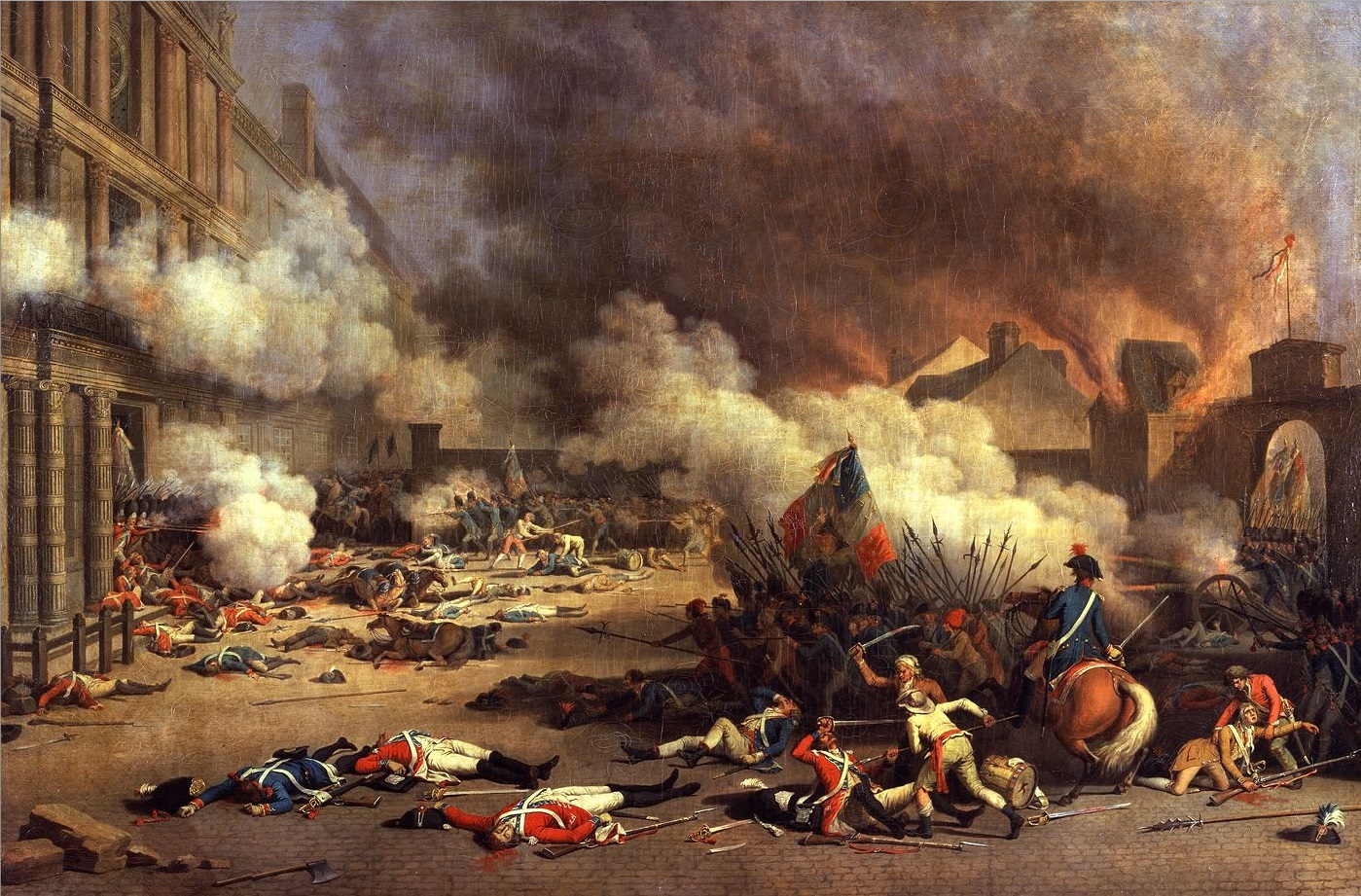
Presa del palazzo delle Tuileries
(Jean Duplessis-Bertaux, 1793)

Il corteo fece irruzione nel Municipio obbligando il consiglio comunale in carica a destituirsi; quest'ultimo venne sostituito da un consiglio rivoluzionario, la Comune Insurrezionale. Successivamente la folla si diresse verso il palazzo delle Tuileries, giungendo a destinazione alle prime luci dell'alba del 10 agosto. Questo era difeso dalla Guardia svizzera e da alcuni nobili, i quali portarono il re e la sua famiglia nella Sala del Maneggio (sede dell'Assemblea Legislativa) con l'intento di mettere i reali sotto la protezione dell'Assemblea, riunita in seduta straordinaria. Alle otto del mattino gli insorti decisero di penetrare nel palazzo; la Guardia svizzera reagì, provocando centinaia di morti, ma i manifestanti continuarono a giungere numerosi da ogni parte (soprattutto da Faubourg Saint-Antoine); il re, seguendo il consiglio dei deputati che volevano evitare un bagno di sangue, ordinò al comandante delle sue truppe di ritirarsi nella caserma e i soldati, eseguendo l'ordine appena ricevuto, vennero sorpresi e massacrati dalla folla; al termine degli scontri si contarono circa 350 morti fra gli insorti e circa 800 fra i monarchici, di cui 600 Guardie svizzere e 200 nobili. Con la presa del palazzo il potere passò di fatto nelle mani della Comune Insurrezionale che immediatamente obbligò l'Assemblea legislativa a dichiarare decaduta la monarchia e a convocare una nuova assemblea costituente (Convenzione nazionale) che avrebbe avuto il compito di stilare una nuova Costituzione a carattere democratico ed egualitario. Luigi XVI, privato dei suoi poteri, venne rinchiuso insieme alla sua famiglia nella prigione del Tempio in attesa di essere processato. La sera del 10 agosto, in seguito a una seduta durata nove ore, l'Assemblea legislativa designò per acclamazione un Consiglio Esecutivo provvisorio composto da sei ministri: Danton (ministro della Giustizia), Gaspard Monge (ministro della Marina), Pierre Henri Hélène Tondu (ministro degli Esteri), Jean-Marie Roland de La Platière (ministro degli Interni), Joseph Servan (ministro della Guerra) e Étienne Clavière (ministro delle Finanze). Segretario del Consiglio provvisorio fu nominato Philippe-Antoine Grouvelle.

### Elezione dei deputati della Convenzione nazionale e proclamazione della repubblica

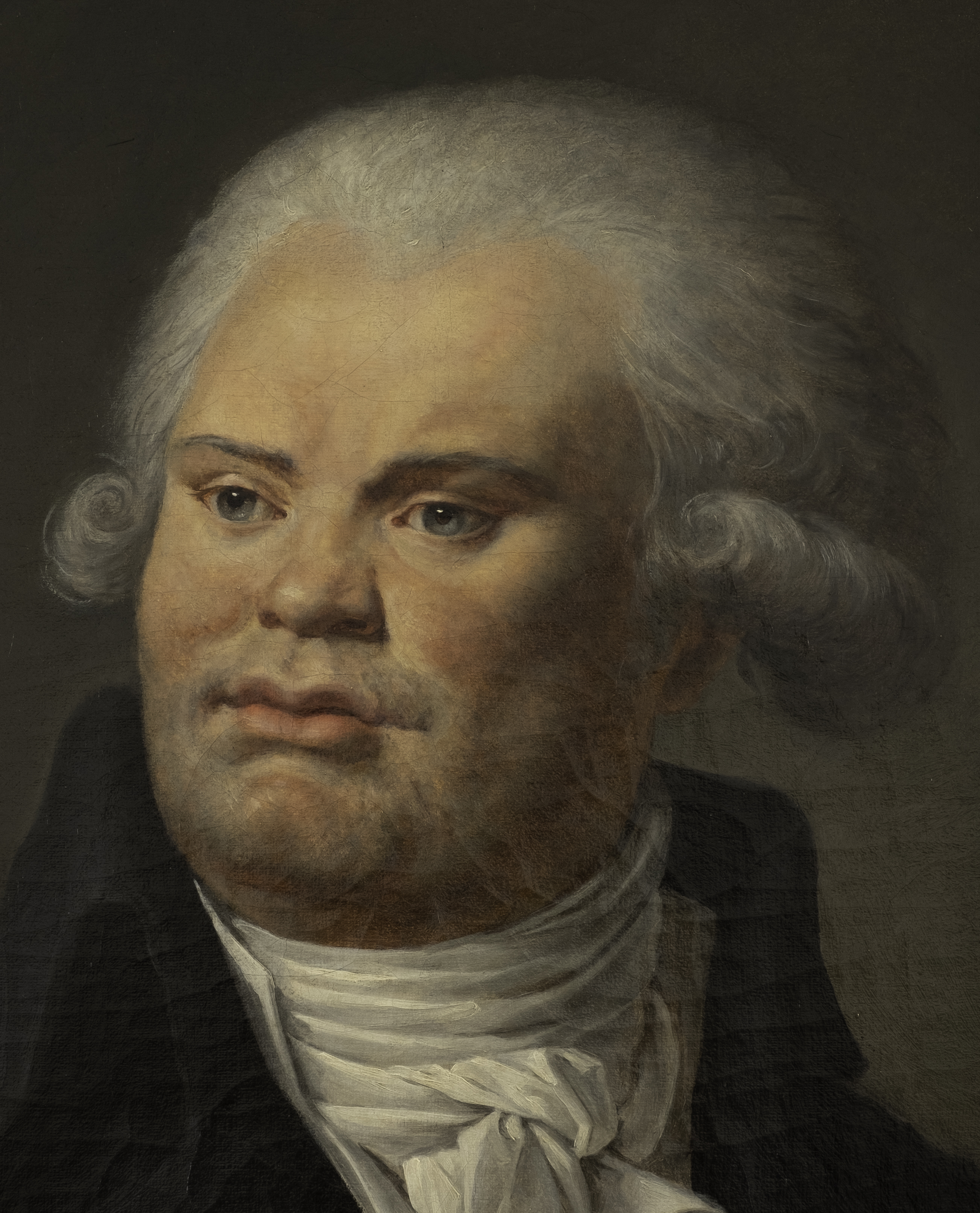
Georges Jacques Danton
(Constance-Marie Charpentier, 1792)

All'inizio di settembre 1792 l'esercito austro-prussiano proseguì il suo attacco, penetrando sempre più in territorio francese. Dopo la caduta della fortezza di Longwy il 23 agosto, rimaneva la fortezza di Verdun, assediata dal 20 agosto, come ultima difesa lungo la strada per Parigi; un attacco dell'esercito nemico la fece capitolare il 2 settembre, costringendo la Comune a chiamare alle armi un gran numero di cittadini per essere spediti al fronte. Tutto questo contribuì a diffondere nel popolo un'ondata di panico che, insieme alla convinzione generale dell'esistenza di un complotto controrivoluzionario, si trasformò in collera verso chi era ritenuto responsabile di questa critica situazione. Tutto questo indusse la popolazione ad assaltare le carceri di Parigi dal 2 al 7 settembre, noti poi come Massacri di settembre in quanto causarono la morte di tutte le persone ritenute colpevoli o sospette di atti controrivoluzionari. Processi sommari ebbero luogo in numerose carceri di Parigi e quasi 1 400 prigionieri furono condannati e giustiziati. Tra le vittime ci furono più di duecento chierici refrattari, un centinaio di Guardie svizzere, molti prigionieri politici e aristocratici; persero la vita anche numerose persone che erano state imprigionate ingiustamente o colpevoli di reati minori. Tra i massacri più celebri ci furono quelli all'abbazia di Saint-Germain-des-Prés, al carcere del convento dei Carmelitani, alla Conciergerie, alla Prigione di Saint-Firmin, al Grand Châtelet, alla prigione La Force e al carcere dell'ospedale della Salpêtrière. Simili insurrezioni, ma di minore entità, si verificarono nel resto del Paese, portando alla morte altre 150 persone circa. Queste uccisioni sommarie avvennero sotto gli occhi dell'Assemblea Legislativa che, non osando intervenire, evitò di condannarle.
L'elezione dei deputati della Convenzione nazionale si svolse dal 2 al 6 settembre 1792 in un'atmosfera molto tesa e si decise di abbandonare il sistema elettorale censitario utilizzato nel 1791 per usare per la prima volta quelle a suffragio universale maschile.

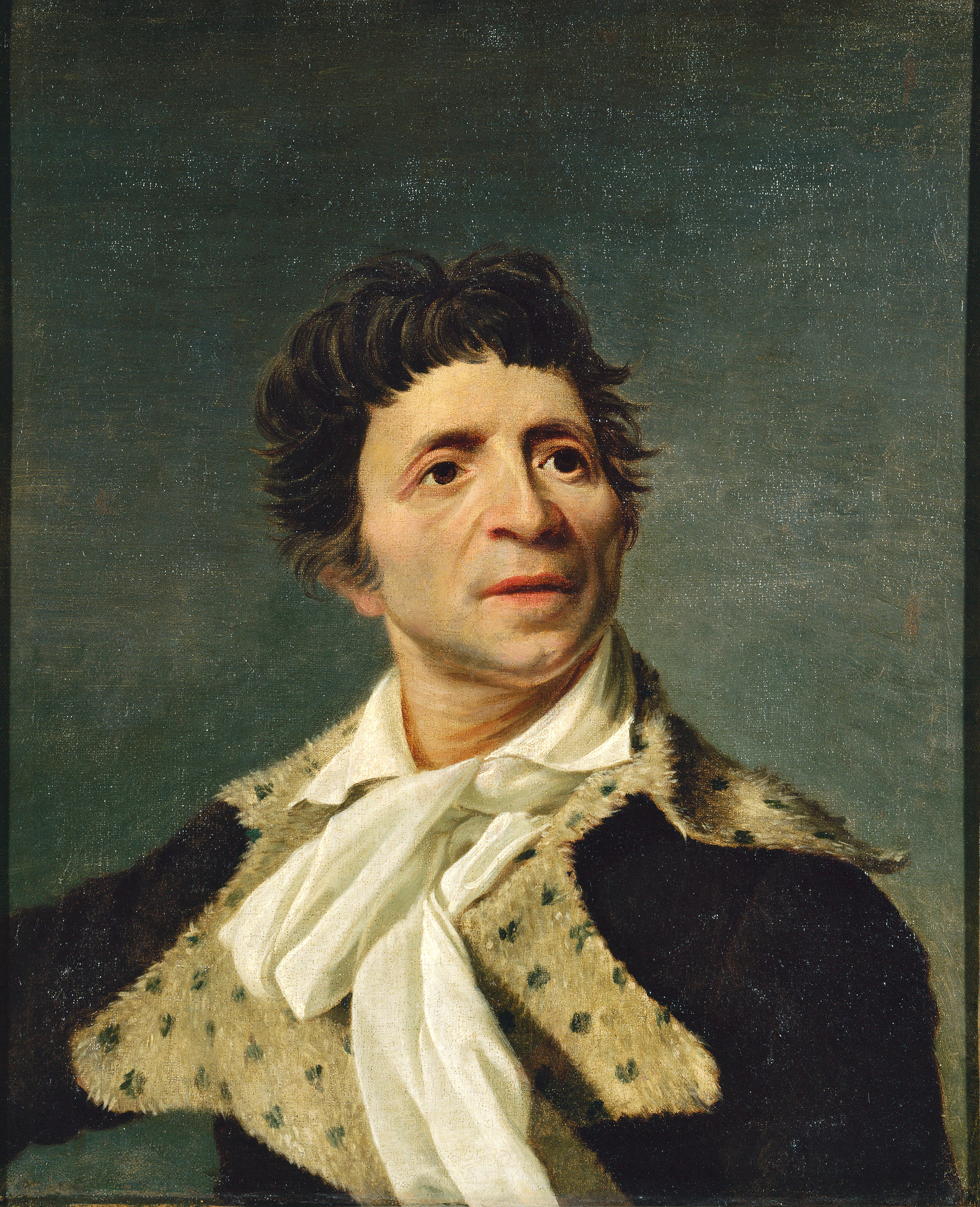
Jean-Paul Marat
(Joseph Boze, 1793)

Votò solo il 10% dei sette milioni di elettori a causa principalmente dell'allontanamento dei sostenitori della monarchia in seguito alla giornata del 10 agosto, al clima di terrore che regnava in quel periodo e alla paura generale di fare una scelta politica sbagliata che avrebbe comportato ritorsioni. La Convenzione venne così composta da 749 deputati repubblicani provenienti principalmente dalla borghesia. Questi si divisero in tre gruppi: a destra i Girondini, a sinistra i Montagnardi e al centro la maggioranza che non aveva ancora una linea politica ben definita.
I neo-formatisi Girondini, fra cui spiccavano Jacques Pierre Brissot, Pierre Victurnien Vergniaud, Jérôme Pétion de Villeneuve e Jean-Marie Roland, rappresentavano l'ala più moderata della Convenzione: diffidavano dalla gente comune ma avevano l'appoggio della borghesia provinciale che aveva fatto fortuna durante la rivoluzione: intendevano opporsi al ritorno dell'Ancien Régime per godersi in pace i frutti dei loro successi ma erano restii a prendere decisioni di emergenza per soccorrere il Paese; i Girondini ottennero fin dal principio la direzione all'interno della Convenzione nazionale ma, sostenendo fermamente la lotta della rivoluzione contro il potere dei sovrani, dovettero sperare nella vittoria in guerra per evitare di essere travolti dal loro stesso programma politico.
I Montagnardi (da "montagna", in quanto occupavano i banchi posti più in alto) provenivano principalmente dal Club dei Giacobini e rappresentavano l'ala più radicale della Convenzione: sensibili ai problemi della gente comune, erano disposti ad allearsi con i sanculotti o ad adottare misure di emergenza per salvare la Patria in pericolo. Alla guida dei Montagnardi ci furono Robespierre, Danton, Marat e Louis Antoine de Saint-Just.
I deputati di centro, chiamati anche Pianura (in quanto occupavano i banchi posti più in basso) o in modo dispregiativo Palude, non avevano dei rappresentanti di spicco e dunque non possedevano una precisa linea politica: appoggiarono i Girondini quando si trattavano argomenti inerenti alla proprietà e la libertà, mentre sostennero i Montagnardi quando al centro degli interessi c'era il bene della Nazione.
L'ultimo atto dell'Assemblea Legislativa fu decidere, il 20 settembre 1792, che i registri delle nascite e dei decessi da quel momento avrebbero dovuto essere tenuti dai comuni; l'indomani la Convenzione nazionale si riunì per la prima volta e il 21 settembre abolì la monarchia, proclamando la repubblica.

### Prime vittorie in guerra
A seguito della sconfitta a Verdun, i comandanti delle tre armate francesi che fronteggiarono l'esercito austro-prussiano (La Fayette, Luckner e Donatien de Vimeur de Rochambeau) vennero sostituiti dalla Convenzione con i generali Dumouriez e Kellermann. Il 20 settembre 1792, nella battaglia di Valmy, l'armata francese riportò una vittoria, inducendo Austria e Prussia a ritirarsi dalla Francia; in agosto Federico Guglielmo II aveva concluso un accordo segreto con la Russia per la spartizione della Polonia, problema che gli stava più a cuore rispetto alla difesa dei diritti della monarchia francese e ciò contribuì al rientro delle truppe della coalizione in Patria.
Sul piano militare si trattò di una vittoria poco rilevante ma l'importanza storica fu di grande portata, come sottolineò Goethe, fisicamente presente alla battaglia come osservatore prussiano, che scrisse: «Di qui e oggi comincia una nuova epoca della nostra storia del mondo». Il fatto che un esercito raccogliticcio, indisciplinato, di scarsa esperienza militare e per di più in sensibile inferiorità numerica fosse riuscito a sconfiggere l'esercito di due potenze coalizzate, infiammò l'opinione pubblica francese e ridiede credibilità all'esercito, mettendo in dubbio le capacità militari dei comandanti avversari.
L'avanzata delle truppe francesi proseguì con il generale de Custine che conquistò Spira (30 settembre), Worms (5 ottobre), Magonza (21 ottobre) e Francoforte sul Meno (22 ottobre), ottenendo l'occupazione della riva sinistra del Reno. Durante queste avanzate venne occupato anche il Ducato di Savoia. L'8 ottobre Dumouriez entrò in Belgio con l'intento di togliere l'assedio alla città di Lilla e il 6 novembre riportò un'importante vittoria nella battaglia di Jemappes che gli permise di occupare i Paesi Bassi austriaci che comprendevano gran parte degli attuali Belgio e Lussemburgo.
Ovunque i francesi riuscirono a diffondere i loro ideali rivoluzionari: la Convenzione enunciò l'idea che le Alpi e il Reno erano le frontiere naturali della Francia, decretando nel dicembre 1792 l'annessione di tutti i Paesi occupati; questo approccio in politica estera fu poco coerente con gli ideali della rivoluzione, la quale voleva la liberazione dei popoli; l'Inghilterra, che già in passato aveva contrastato fortemente la politica imperialista di Luigi XIV, successivamente assumerà la guida nella lotta alla Rivoluzione francese.

### Processo ed esecuzione di Luigi XVI

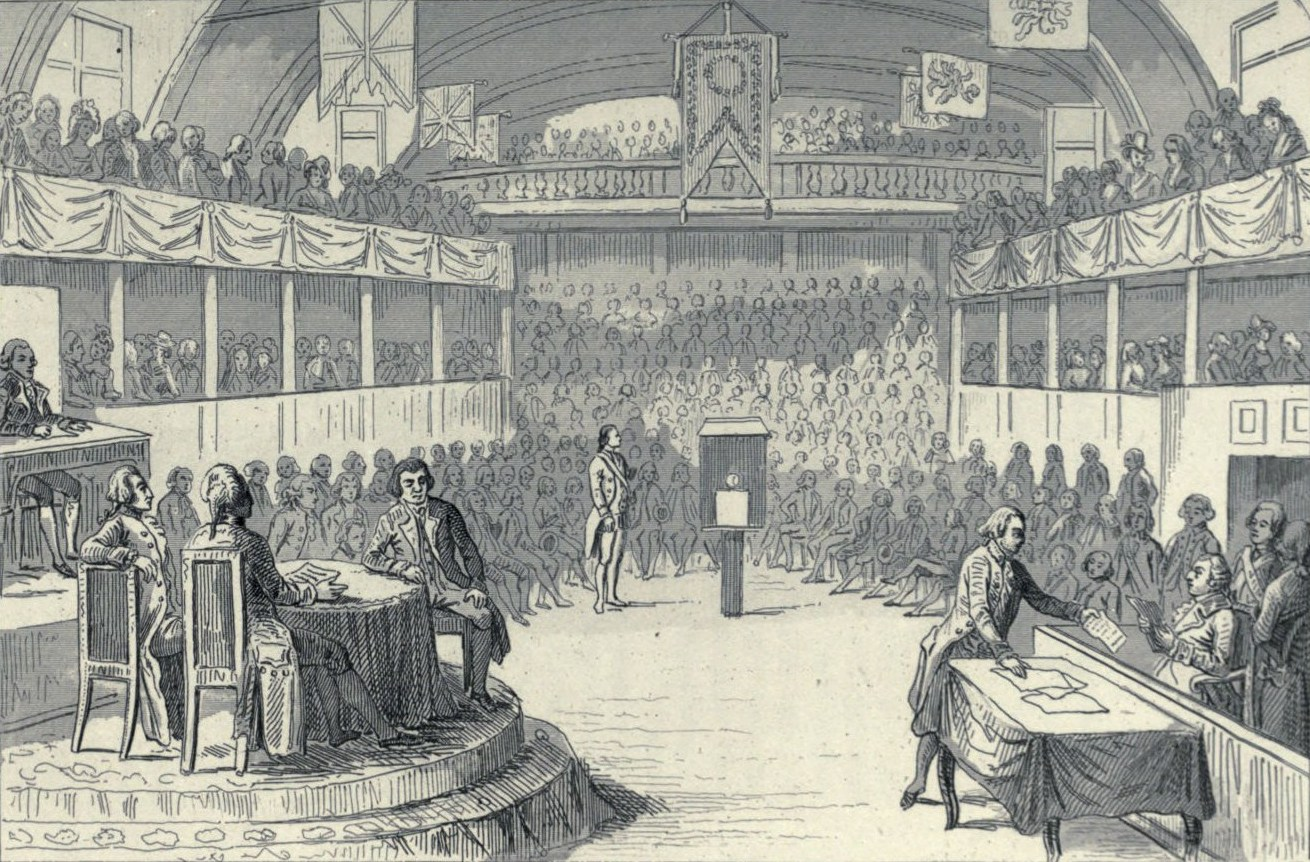
Processo a Luigi XVI

Dopo l'arresto del re, i Girondini cercarono in ogni modo di evitare il suo processo temendo che questo potesse rianimare e rinforzare l'ostilità delle monarchie europee nei confronti della Francia. La scoperta dell'armadio di ferro al palazzo delle Tuileries, il 20 novembre 1792, rese il processo inevitabile in quanto i documenti reali rinvenuti provarono il tradimento del re e il 3 dicembre la Convenzione nazionale dichiarò che il procedimento penale sarebbe cominciato la settimana successiva. Per la sua difesa il re, accusato di tradimento verso la nazione e di cospirazione contro le libertà pubbliche, chiese l'assegnazione del più celebre avvocato dell'epoca, Target, ma quest'ultimo rifiutò l'incarico; la Convenzione decise allora di assegnare all'imputato gli avvocati Tronchet, de Lamoignon de Malesherbes e de Sèze. Il processo, presieduto da Bertrand Barère, cominciò il 10 dicembre e nei giorni seguenti gli avvocati difensori esposero le loro arringhe, sostenendo l'inviolabilità del sovrano prevista dalla Costituzione del 1791 e chiedendo che fosse giudicato come un normale cittadino e non come un Capo di Stato; i Girondini, che volevano condannare la carica del monarca ma non la persona, si trovarono in forte contrasto con i Montagnardi, i quali desideravano una netta separazione con tutto ciò che rappresentava il passato monarchico attraverso la condanna a morte. 

Il 15 gennaio 1793 il re fu riconosciuto colpevole con la schiacciante maggioranza di 693 voti contro 28. Il giorno seguente, su forte pressione dei Girondini, venne chiesto di decidere se la condanna di colpevolezza adottata dalla Convenzione nazionale avrebbe dovuto passare attraverso un referendum popolare; questo estremo tentativo di salvare la vita al re venne rifiutato con 424 contrari, 287 favorevoli e 12 astenuti; sempre nella giornata del 16 gennaio si proseguì con la votazione sul tipo di pena da adottare nei confronti del sovrano; infine, alle nove della sera venne data lettura della sentenza: Luigi XVI sarebbe stato giustiziato il 21 gennaio alle 11, in Place de la Révolution. Il 17 gennaio, su richiesta di alcuni Girondini, venne eseguito uno scrutinio di controllo dove risultò che 387 deputati votarono la morte e 334 la detenzione o la morte con rinvio.

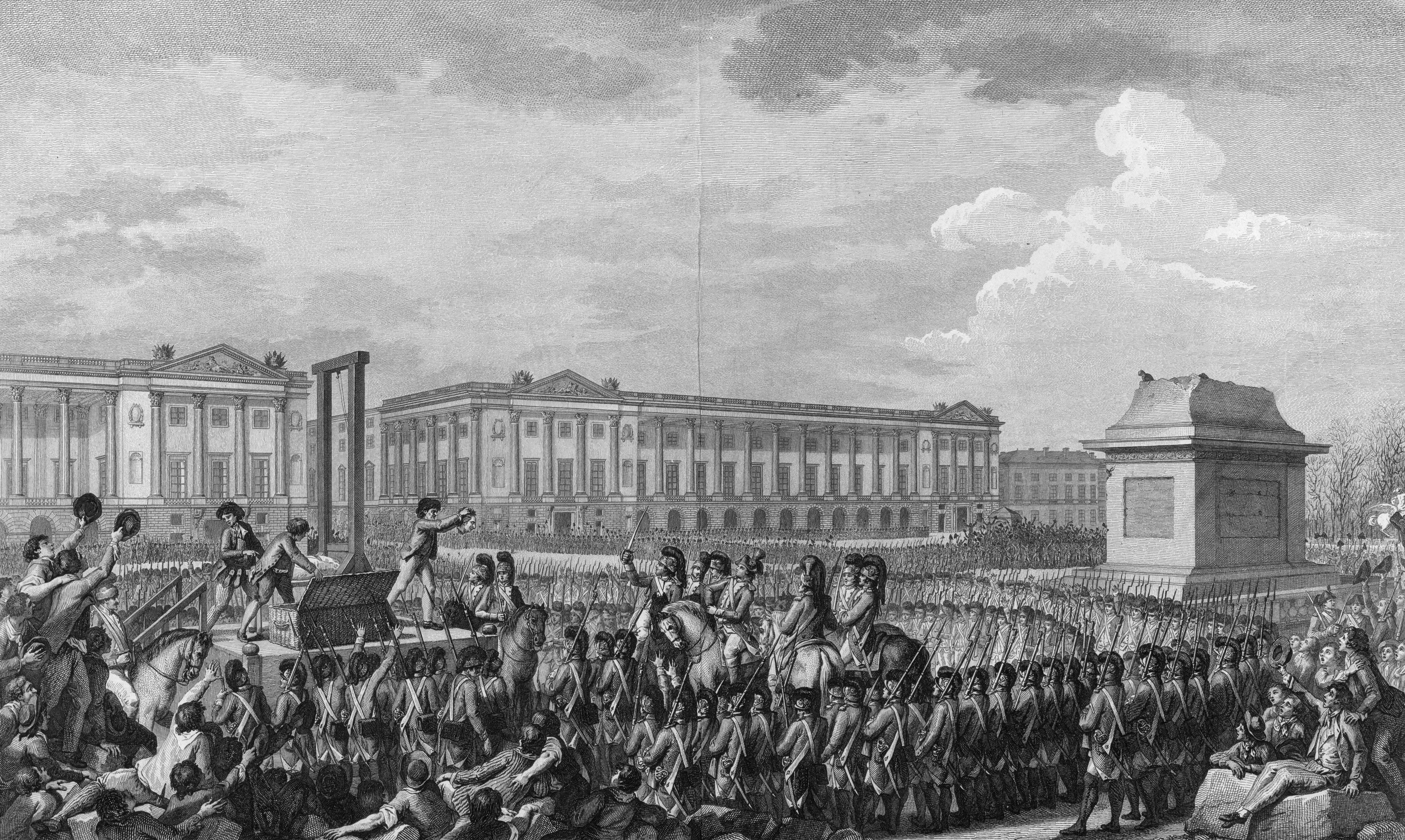
Esecuzione di Luigi XVI

Luigi XVI fu condotto in carrozza al patibolo un'ora prima dell'esecuzione, dopo avere ricevuto la comunione in prigione. Quando arrivò in piazza, indossando una camicia bianca di lino e una giacca che dopo l'esecuzione furono venduti all'asta, i soldati provarono a legargli le mani, ma il sovrano si sottrasse. Le mani, comunque, gli furono legate sul patibolo dal boia Charles Henri Sanson, che gli tagliò il codino. Il resto del cerimoniale fu seguito dal re con freddezza, nonostante la fama di uomo codardo che gli si attribuiva. Prima di essere ucciso, sebbene i soldati cercassero di impedirglielo, Luigi XVI si rivolse ai parigini per pronunciare un breve discorso: "Muoio innocente dei delitti di cui mi si accusa. Perdono coloro che mi uccidono. Che il mio sangue non ricada mai sulla Francia!". Secondo le testimonianze di alcune persone presenti, la ghigliottina scattò prima che Luigi fosse messo in posizione, e dunque la lama non tagliò del tutto il collo.
Alla morte del re, sancita dalla testa mostrata alla folla da un membro della Guardia nazionale, i parigini festeggiarono ballando al suono dell'inno nazionale e, secondo le testimonianze dell'epoca, addirittura assaggiarono il sangue del re. La festa durò a lungo, e uno dei testimoni, Louis-Sébastien Mercier, la descrisse così: «Vidi gente che passeggiava sottobraccio ridendo e scherzando amabilmente, come se si trovassero a una festa». Alla fine il cadavere - trasportato in un cesto di vimini fino al Cimitero della Madeleine - finì in una bara aperta che fu calata in una fossa del cimitero e ricoperto di calce viva. Luigi Carlo divenne automaticamente, per i monarchici e gli Stati internazionali, re Luigi XVII.

### Prima coalizione e controrivoluzione interna
Conseguentemente all'esecuzione di Luigi XVI, il Regno di Gran Bretagna assunse la guida della Prima coalizione, alla quale aderirono l'Arciducato d'Austria, il Regno di Prussia, l'Impero russo, il Regno di Spagna, il Regno del Portogallo, il Regno di Sardegna, il Regno di Napoli, il Granducato di Toscana, la Repubblica delle Sette Province Unite e lo Stato Pontificio. La Francia regicida venne così accerchiata da una forte coalizione di potenze avversarie e il 1º febbraio 1793 dichiarò guerra a Gran Bretagna e Paesi Bassi: il 24 febbraio i girondini imposero il reclutamento di massa della popolazione abile al servizio militare per incrementare di 300 000 uomini le file dell'esercito; l'annuncio di questa decisione provocò diverse sollevazioni popolari in tutto il Paese, aggravate dalla successiva votazione della Convenzione nazionale che impose che tutti quelli che avessero rifiutato di impugnare le armi sarebbero stati giustiziati immediatamente e senza processo. L'impopolarità dei girondini si accrebbe ulteriormente in seguito alla loro cattiva condotta in politica economica, incapaci di sanare la grave crisi inflazionistica. I produttori alimentari immagazzinarono i loro prodotti piuttosto di scambiarli sul mercato con assegnati ormai privi di valore. La popolazione, spinta dalla fame e dalla miseria, reclamò misure di emergenza contro il mercato nero, chiese l'abbassamento dei prezzi, la requisizione di viveri presso i produttori e la condanna degli speculatori. Nonostante questo quadro sociale disastroso, la Convenzione proseguì la sua tipica politica liberista, favorendo gli interessi dei benestanti e peggiorando sempre più la condizione di vita della gente comune. I Montagnardi, diversamente dai Girondini, appoggiarono le rivendicazioni dei cittadini, guadagnandosi il loro favore.
Fin dai primi attacchi la Prima coalizione riuscì a espellere i francesi dai Paesi Bassi, ristabilendo poco alla volta tutti i confini prebellici. È in questo contesto che nel marzo del 1793 scoppiò un'insurrezione nel dipartimento francese della Vandea e nei territori adiacenti contro il governo rivoluzionario, che degenerò in una guerra civile. In questa zona, da sempre sostenitrice della monarchia, già da tempo si era diffuso un certo malcontento nei confronti della repubblica, dovuto principalmente alla politica anticlericale (in Vandea la fede cattolica era particolarmente radicata), all'aumento delle tasse e alla leva obbligatoria. La Vandea non era intenzionata a partecipare alle guerre causate dalla rivoluzione e dunque a morire per una Nazione che non la rappresentava, per cui preferì insorgere contro di essa con l'intento di provare a restaurare la monarchia; venne quindi organizzato un esercito cattolico e reale, costringendo la Convenzione ad attuare seri provvedimenti repressivi e a inviare un maggiore numero di soldati per contrastare queste violente insurrezioni.
Questo portò alla repressione attuata dal governo nella quale diverse migliaia di persone vennero uccise, numerosi villaggi vennero distrutti e, secondo alcuni storici, tra l'inverno del 1793 e l'estate del 1794 in questo territorio si compì il primo genocidio della storia contemporanea in quanto i repubblicani non vollero solo fermare l'insurrezione, ma anche evitare che le idee controrivoluzionarie si diffondessero e questo significò non solo un massacro e la distruzione su scala fino ad allora sconosciuti ma anche una zelante volontà di cancellare parte dell'identità culturale delle regioni in rivolta. Il numero delle vittime della repressione viene stimato tra i 117 000 e i 170 000 morti.
Una tregua vera e propria si ebbe solo nella primavera del 1795, ma lo stato insurrezionale rimase sempre presente nella regione e la rivolta si riaccese più volte negli anni seguenti, soprattutto nei momenti di crisi dei successivi governi repubblicani e napoleonici. Il successo delle guerre di Vandea fu dovuto al fatto che a insorgere fu il popolo, il quale sceglieva i propri comandanti tra gli stessi contadini e tra la nobiltà esiliata, a volte costringendoli con la forza; in quel periodo si verificarono altre insurrezioni piuttosto improvvisate e organizzate da nobili, più interessati a riconquistare le proprie terre che a ripristinare la monarchia; per questo motivo venivano spesso abbandonati dai propri uomini che combattevano solo dietro compenso, tanto che l'esercito repubblicano non ebbe difficoltà a sopprimere queste rivolte.

### Fine dei Girondini

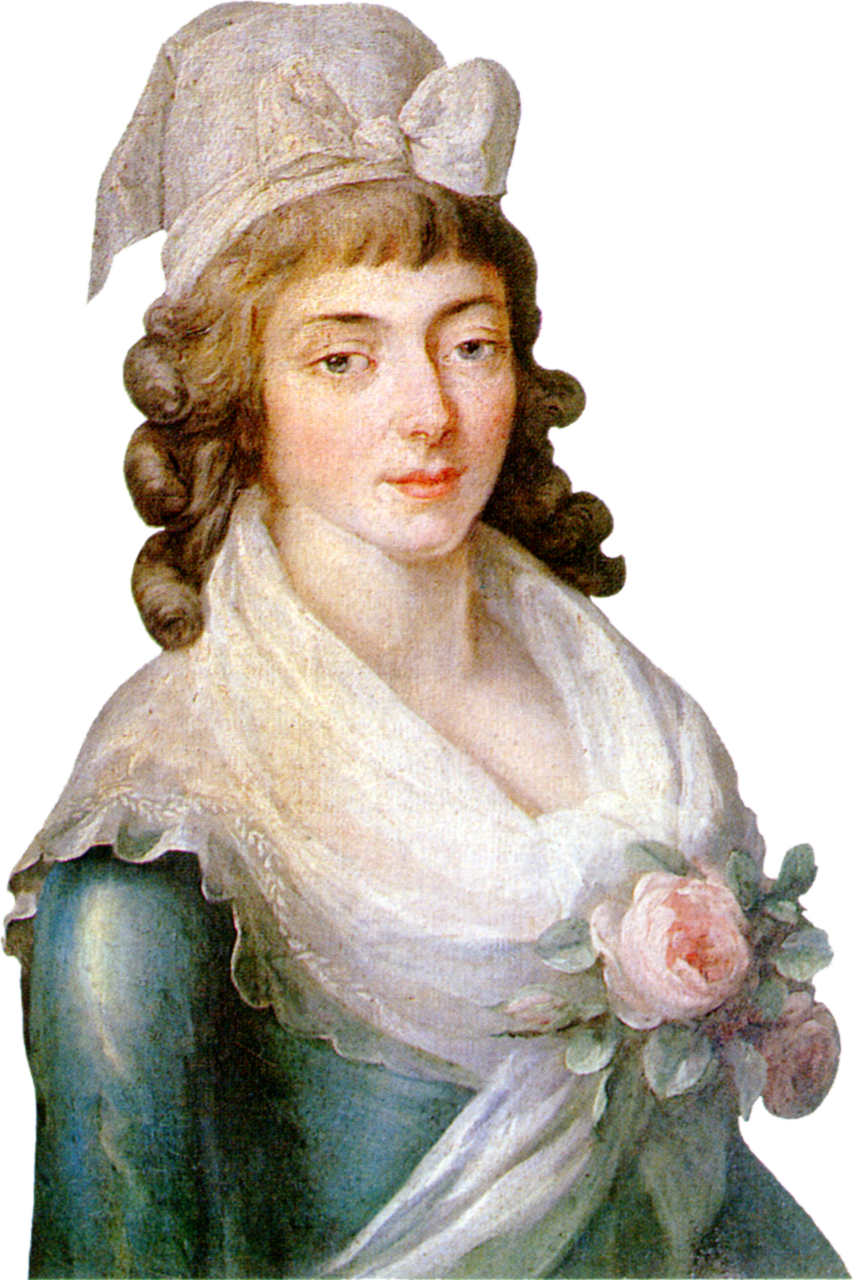
Marie-Jeanne Roland de la Platière

Il 10 marzo 1793 la Convenzione istituì il Tribunale rivoluzionario (denominazione che assunse ufficialmente nell'ottobre dello stesso anno), mediante il quale vennero giudicati tutti gli oppositori politici. Il 18 marzo il deputato di centro Bertrand Barère propose la creazione di un nuovo comitato, da affiancare al Comitato di sicurezza generale (istituito ufficialmente nell'ottobre del 1792, agiva come organo di polizia proteggendo la repubblica rivoluzionaria dai nemici interni), con lo scopo di contrastare tutte le minacce rivolte alla repubblica, sia dall'interno sia dall'esterno del Paese. La proposta fu accolta e il 6 aprile venne istituito il Comitato di salute pubblica, formato da nove membri (allargato nel settembre 1793 a dodici) provenienti dalla stessa Convenzione che venivano rinnovati mensilmente mediante elezione: l'incarico presso il nuovo organo, che ebbe sede al palazzo delle Tuileries negli ex appartamenti della regina, fu preso da Danton; la Convenzione nazionale mantenne la suprema autorità e il Comitato di salute pubblica dovette rendere conto a essa delle proprie decisioni. Con il nuovo sistema di governo la Convenzione eleggeva i rappresentanti del Comitato di sicurezza generale e del Comitato di salute pubblica. Quest'ultimo proponeva le leggi e nominava i rappresentanti per le missioni di guerra al fronte e all'interno dei dipartimenti, ma l'approvazione finale delle decisioni spettava alla Convenzione.
L'esclusione dei girondini dal Comitato di salute pubblica fu causa di tensioni tra i rivoluzionari. Il conflitto tra la Gironda e la Montagna era scoppiato durante il processo al re, nel corso del quale i girondini avevano tentato la carta della clemenza, attirandosi sospetti di realismo. La loro politica moderata li rendeva sospetti soprattutto ai sanculotti e al Comune, che era più radicale; questo clima di ostilità a Parigi alimentò la convinzione dei girondini di favorire un decentramento territoriale del potere per impedire che la Convenzione cadesse nelle mani delle folle rivoluzionarie, che sempre più stavano influenzando con le loro insurrezioni la politica rivoluzionaria. I montagnardi, dal canto loro, erano ostili al federalismo, considerandolo una minaccia all'unità della repubblica.
La miccia dello scontro finale fu accesa dalla notizia della defezione del generale Dumouriez il 4 aprile e, il giorno seguente, i giacobini, su proposta di Marat, avanzarono una petizione per chiedere la destituzione dei deputati girondini della Convenzione, considerati complici di Dumouriez; Danton, sebbene fosse stato un tempo un attivo sostenitore riuscì a far ricadere tutte le accuse sui girondini; in un ultimo tentativo di reazione, la Gironda riuscì a mettere in stato di accusa Marat in quanto ispiratore della petizione, ma senza successo. I girondini avevano ormai perso il controllo di Parigi.
Il 31 maggio ci fu una manifestazione di sanculotti contro i girondini, seguita il 2 giugno da un'imponente insurrezione. Davanti al palazzo delle Tuileries, dove era riunita da tre giorni la Convenzione nazionale, si schierano circa 80 000 manifestanti, sostenuti dalla Guardia nazionale al comando di François Hanriot. I deputati non poterono uscire e uno dei collaboratori di Robespierre, Georges Couthon, chiese l'arresto dei due ministri (Clavière e Pierre Lebrun) e di ventinove deputati girondini. La Convenzione, sotto assedio, fu obbligata ad approvare.
Brissot, Lebrun, Vergniaud e altre diciotto figure di spicco dei Girondini, dopo un breve processo tenutosi a Parigi dal 24 al 30 ottobre, finirono ghigliottinati. L'8 novembre madame Roland venne condannata e giustiziata il giorno stesso. Suo marito, Jean-Marie Roland, rifugiato in Normandia, si trafisse il cuore con un pugnale, lasciando un messaggio scritto: «Nel conoscere la morte di mia moglie, non ho voluto restare un giorno di più sopra una terra macchiata di delitti». Clavière si suicidò in carcere, così come Condorcet, catturato mentre si allontanava da Parigi dopo cinque mesi di latitanza. Preferirono uccidersi nella latitanza anche l'ex sindaco Pétion e François Buzot. Con la caduta della Gironda, la guida della Convenzione nazionale passò ai Montagnardi, appoggiati esternamente dai sanculotti, sebbene in alcune province francesi il sostegno ai girondini sopravvivesse.

## Governo rivoluzionario dei Montagnardi

### Costituzione Montagnarda

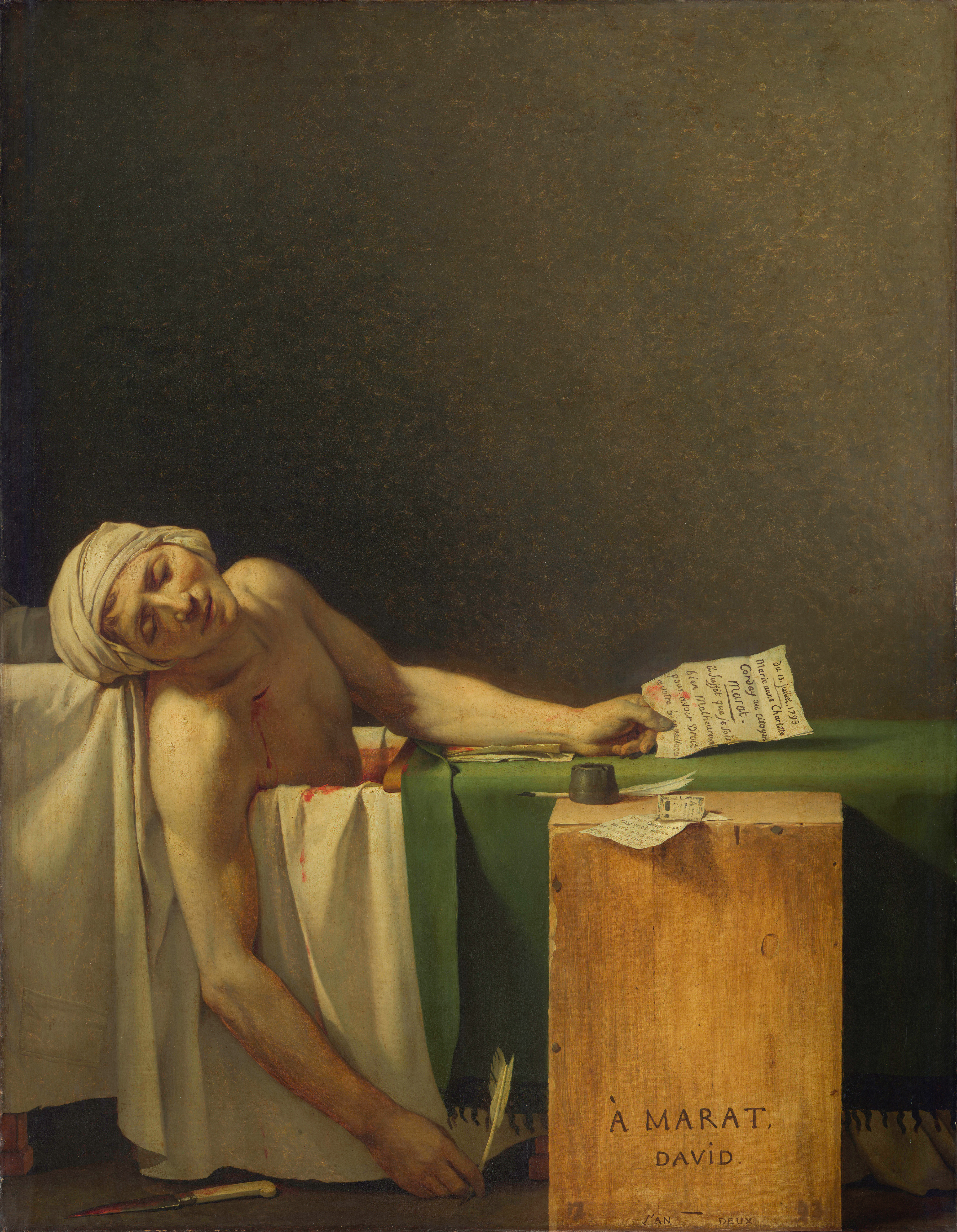
La morte di Marat
(Jacques-Louis David, 1793)

Con l'eliminazione dei Girondini, i Montagnardi si trovarono soli alla guida della Convenzione nazionale con il compito di condurre la guerra e risanare la grave situazione sociale, politica ed economica. Le frontiere nazionali vennero invase dalle potenze della Prima Coalizione: gli spagnoli penetrarono a sud-ovest, i piemontesi a sud-est, i prussiani, gli austriaci e gli inglesi a nord e a est oltre a numerose insurrezioni popolari contro la repubblica.
Il 13 luglio 1793, a Parigi, venne ucciso Marat, da Charlotte Corday, una sostenitrice dei Girondini che in seguito alla giornata del 2 giugno si convinse di doverlo uccidere in quanto ritenuto il principale responsabile della guerra civile; dopo una breve conversazione, la donna estrasse un coltello che conficcò nel petto di Marat, recidendo l'aorta e penetrando fino al polmone destro. Corday, arrestata e condannata a morte dal Tribunale Rivoluzionario, venne messa alla ghigliottina quattro giorni dopo. Questo avvenimento contribuì ad aggravare pesantemente la già critica situazione politica.

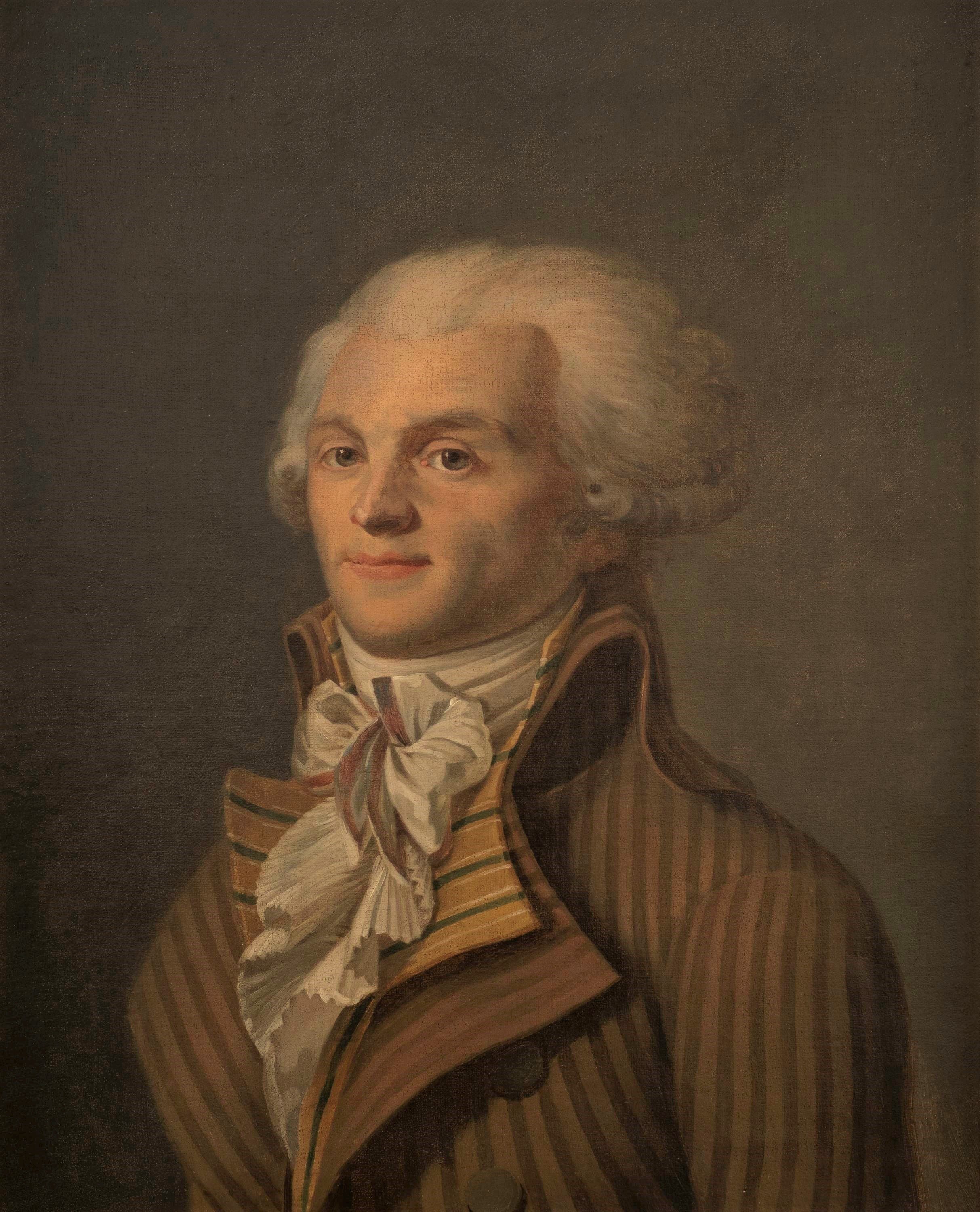
Maximilien de Robespierre
(anonimo, 1790 circa)

Nel Comitato di salute pubblica, Danton si rifiutò di approvare riforme di emergenza per sanare la difficile situazione e, conducendo una politica moderata, si oppose all'adozione di un'economia di guerra e alla leva obbligatoria, tentando accordi segreti con le potenze europee con l'intento di creare spaccature tra i membri della coalizione nemica. Sospettato di fare il doppio gioco, accusato di attuare una politica troppo cauta e malvisto dai sanculotti, il 10 luglio 1793 non venne rieletto membro del Comitato di salute pubblica. Robespierre, entrato nel Comitato il 27 luglio, intraprese fin dall'inizio una politica volta ad alleviare la miseria delle classi più umili, accogliendo le indicazioni fornite dai sanculotti e, seppure contrario alla guerra, fu tra i più attivi nel rafforzare militarmente l'esercito repubblicano attraverso provvedimenti di controllo dell'economia; preoccupato dagli eventi bellici, dai tentativi controrivoluzionari e deciso a estirpare ogni residuo della monarchia e dell'Ancien Régime, decise di sostenere la politica del cosiddetto Terrore, nel corso del quale si procedette all'eliminazione fisica di tutti i possibili rivali della rivoluzione.
Adottata dalla Convenzione il 24 giugno e approvata da un referendum popolare, il 4 agosto venne promulgata una nuova Costituzione (Costituzione dell'Anno I o Costituzione Montagnarda), basata principalmente sulla Dichiarazione dei Diritti dell'Uomo e del Cittadino del 1789. Con l'intento di calmare il clima di tensione, essa venne formulata per stabilire una vera sovranità popolare grazie a frequenti elezioni a suffragio universale che avrebbero permesso una consultazione popolare delle leggi varate dal potere legislativo e riconosceva vari diritti economici e sociali (associazione, riunione, assistenza pubblica e istruzione), concedeva il diritto di ribellione (in caso il governo avesse violato i diritti del popolo) e l'abolizione della schiavitù. Nonostante i buoni propositi, questi provvedimenti non entrarono mai in vigore in quanto il 10 ottobre la Convenzione nazionale decretò che il governo sarebbe rimasto rivoluzionario fino all'ottenimento della pace, sospendendo così l'applicazione della nuova Costituzione.
Dinanzi alla continua avanzata in territorio francese della Prima Coalizione e sperando di soffocare i moti controrivoluzionari presenti in diverse province francesi, la Convenzione ratificò tutte le leggi che le vennero presentate dal Comitato di salute pubblica. Fra queste, la legge del 23 agosto applicò la leva di massa che permise di inviare tra le file dell'esercito tutti gli uomini celibi o vedovi di età compresa fra i diciotto e venticinque anni, mentre l'economia francese venne totalmente riconvertita per scopi bellici e chi non arruolato dovette partecipare agli sforzi di guerra adattandosi alla rigida economia di risparmio.

### Regime del Terrore

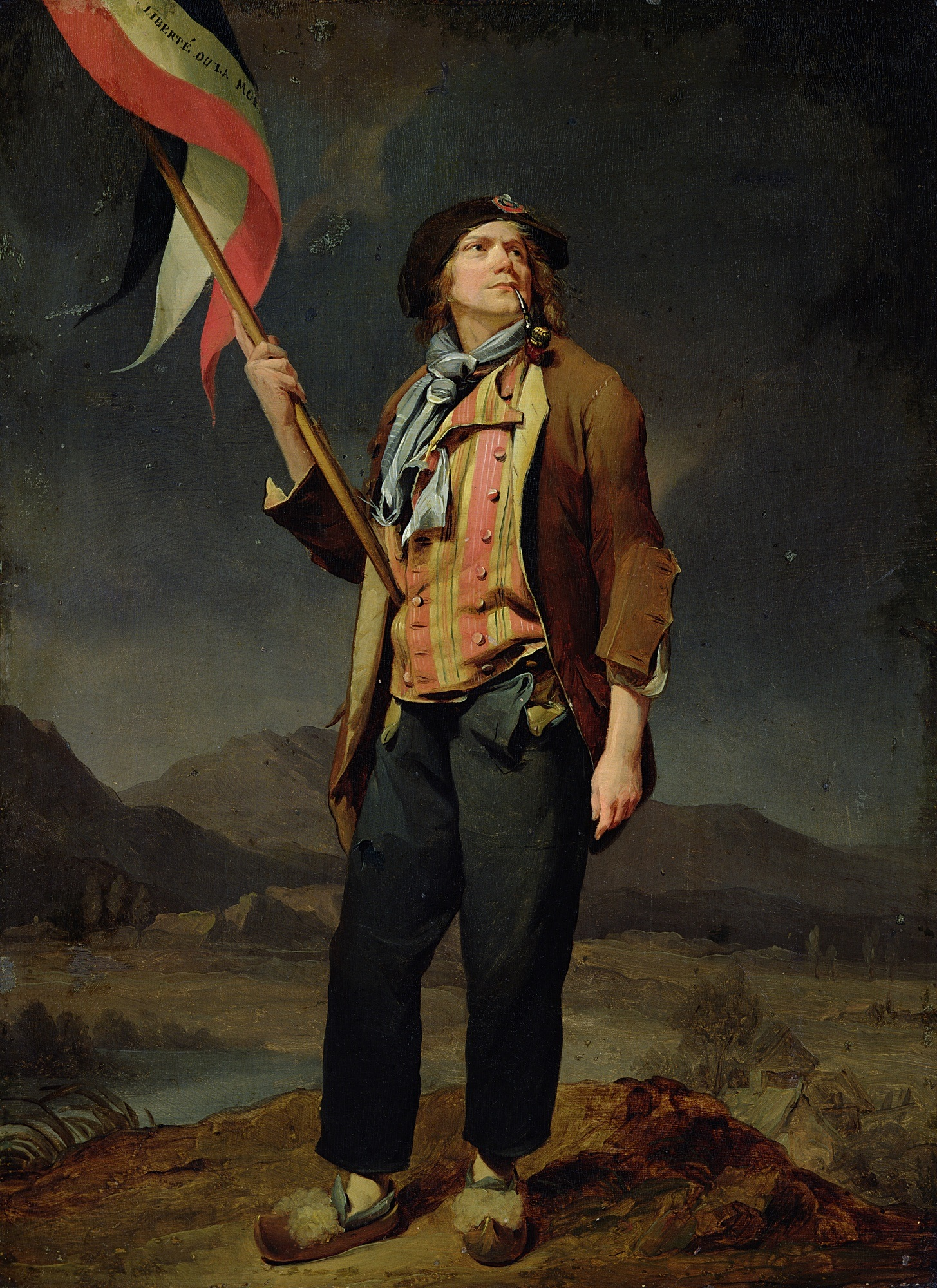
Sanculotto
(Louis-Léopold Boilly, 1793)

Il 5 settembre 1793 un folto gruppo di sanculotti armati manifestò per indurre la Convenzione ad assicurare il pane a prezzi più bassi e ad approvare dei provvedimenti drastici nei confronti di chiunque si fosse opposto agli ideali della rivoluzione. Guidata dal Comitato di salute pubblica, la Convenzione cercò di calmare l'agitazione popolare promulgando varie riforme. Il 9 settembre venne approvata la formazione dell'Armata rivoluzionaria che, sotto il comando del generale Charles Philippe Ronsin ebbe il compito di requisire il grano nelle campagne a discapito dei contadini e commercianti accaparratori (coloro che preferivano immagazzinare i loro prodotti piuttosto che immetterli sul mercato per essere scambiati con assegni senza valore). Il 17 settembre fu approvata la legge dei sospetti, proposta da Philippe-Antoine Merlin de Douai e Jean-Jacques Régis de Cambacérès, con la quale ogni nemico, o presunto tale, della rivoluzione venne incarcerato o giustiziato sommariamente. Questa riforma definì sospetti tutti i nobili e i loro parenti (senza definire il grado di parentela), tutti i preti refrattari e i loro parenti (senza definire il grado di parentela), tutte le persone che per condotta, atteggiamenti, relazioni, opinioni verbali o scritte, si erano dimostrati nemici della libertà e, con una definizione così vasta e poco dettagliata, i Montagnardi abusarono della legge, condannando chiunque fosse d'intralcio. Monarchici, chierici refrattari, nobili emigrati, accaparratori, speculatori, evasori fiscali, estremisti e moderati furono i gruppi maggiormente colpiti dalla nuova legge del Terrore.
Durante questo periodo di pesante inflazione, le merci furono gli unici prodotti, oltre ai beni immobili, a mantenere il loro valore reale. Cominciarono così a manifestarsi fenomeni di accaparramento e, per contrastarli, la Convenzione il 26 luglio 1793 approvò, su consiglio di Collot d'Herbois, la legge contro gli accaparramenti che stabilì il divieto di conservare in luogo chiuso derrate ritenute di prima necessità senza che fossero state sottoposte a vendita giornaliera; le pene per i trasgressori erano pesanti e potevano giungere fino alla ghigliottina; infine furono costituite, nelle municipalità, speciali commissioni di controllo i cui membri avevano accesso, con il supporto della forza pubblica, a qualsiasi luogo o residenza. Questa legge portò scarsi risultati e il perdurare dell'incremento dei prezzi (non trattati dalla legge contro gli accaparramenti) indusse la Convenzione ad approvare, il 29 settembre, la legge del maximum la quale, per tutte le merci previste, stabiliva che il prezzo massimo era quello raggiunto nell'anno 1790 maggiorato di un terzo, mentre per i salari veniva consentita una maggiorazione del 50%; la pena prevista per i trasgressori andava da dieci anni di carcere alla condanna a morte. Le nuove norme sull'accaparramento e sui prezzi non intervennero sulle cause ma solo sugli effetti e i risultati furono deludenti in quanto al mercato ufficiale, dal quale le merci sparirono immediatamente, si sostituì un mercato illegale al quale ci si doveva rivolgere per riuscire ad avere qualcosa a prezzi elevati; i salariati che fornivano la mano d'opera e tutti gli altri operatori indipendenti sui quali il controllo della remunerazione era impossibile, si rifiutarono di lavorare ai prezzi orari stabiliti dalla legge del maximum; i fornitori di beni, come i coltivatori, si trovarono nella condizione di non poter continuare l'attività produttiva a causa della scarsa remunerazione rispetto ai costi, per cui molti raccolti furono abbandonati; le autorità reagirono inasprendo le pene e istituendo commissioni incaricate di procedere alla coazione ma tale misura non fece altro che alimentare la corruzione.

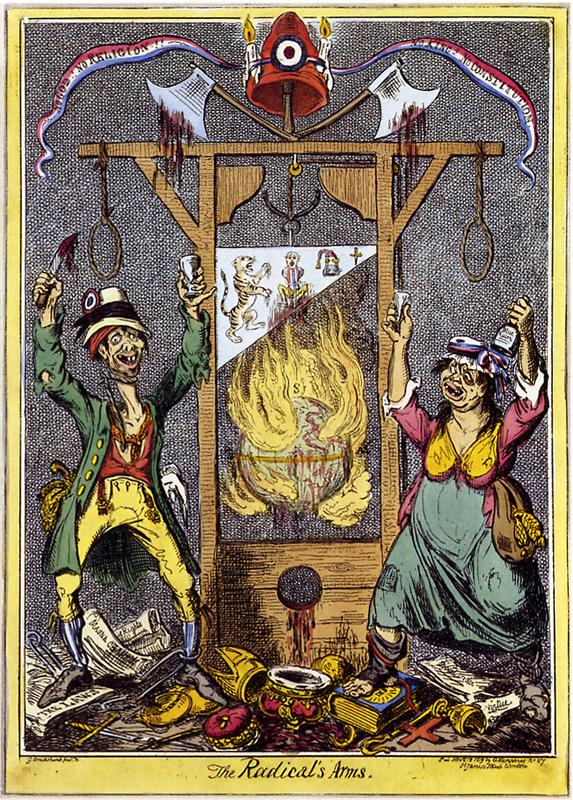
Caricatura inglese
(George Cruikshank, 1819)

In questo periodo venne ideata e messa in pratica la figura del Rappresentante in missione, inviato straordinario della Convenzione per il mantenimento dell'ordine e il rispetto della legge nei dipartimenti e negli eserciti. A questi uomini vennero conferiti poteri praticamente illimitati che permisero loro di supervisionare le azioni militari con la facoltà di giudicare l'operato dei generali e fu concesso loro di dirigere comandi militari locali in caso di disordini e di istituire tribunali rivoluzionari; divennero l'espressione materiale del Terrore, specialmente in Vandea, ove organizzarono processi sommari.
Durante il regime del Terrore si verificò un grande processo di scristianizzazione in quanto i rivoluzionari più estremisti ritenevano la religione cattolica superstiziosa e tirannica, sostenendo che ogni essere umano si sarebbe dovuto ispirare a ideali come la ragione, la libertà e la natura; tutte le chiese cattoliche vennero chiuse e si cominciò a predicare la religione rivoluzionaria, un numero elevato di chierici refrattari venne condannato a morte, numerosi beni della Chiesa furono requisiti, si celebrarono feste in onore della libertà e della ragione, si praticò il culto dei martiri della rivoluzione e fu ideato il calendario rivoluzionario (l'inizio dell'anno era il 22 settembre, anniversario della proclamazione della repubblica), in quanto quello gregoriano ruotava intorno alla suddivisione e alla scansione del tempo basato su cicli settimanali in uso nella religione ebraica e cristiana. I sostenitori di questa ideologia come Jacques-René Hébert vollero rompere ogni legame con il passato, pensando che la responsabilità di tutti i mali era della Chiesa ma il processo di scristianizzazione fu talmente improvviso, irruente e irrazionale che indusse il deista Robespierre a porre un freno a questa situazione, approvando una commissione per la libertà di culto.

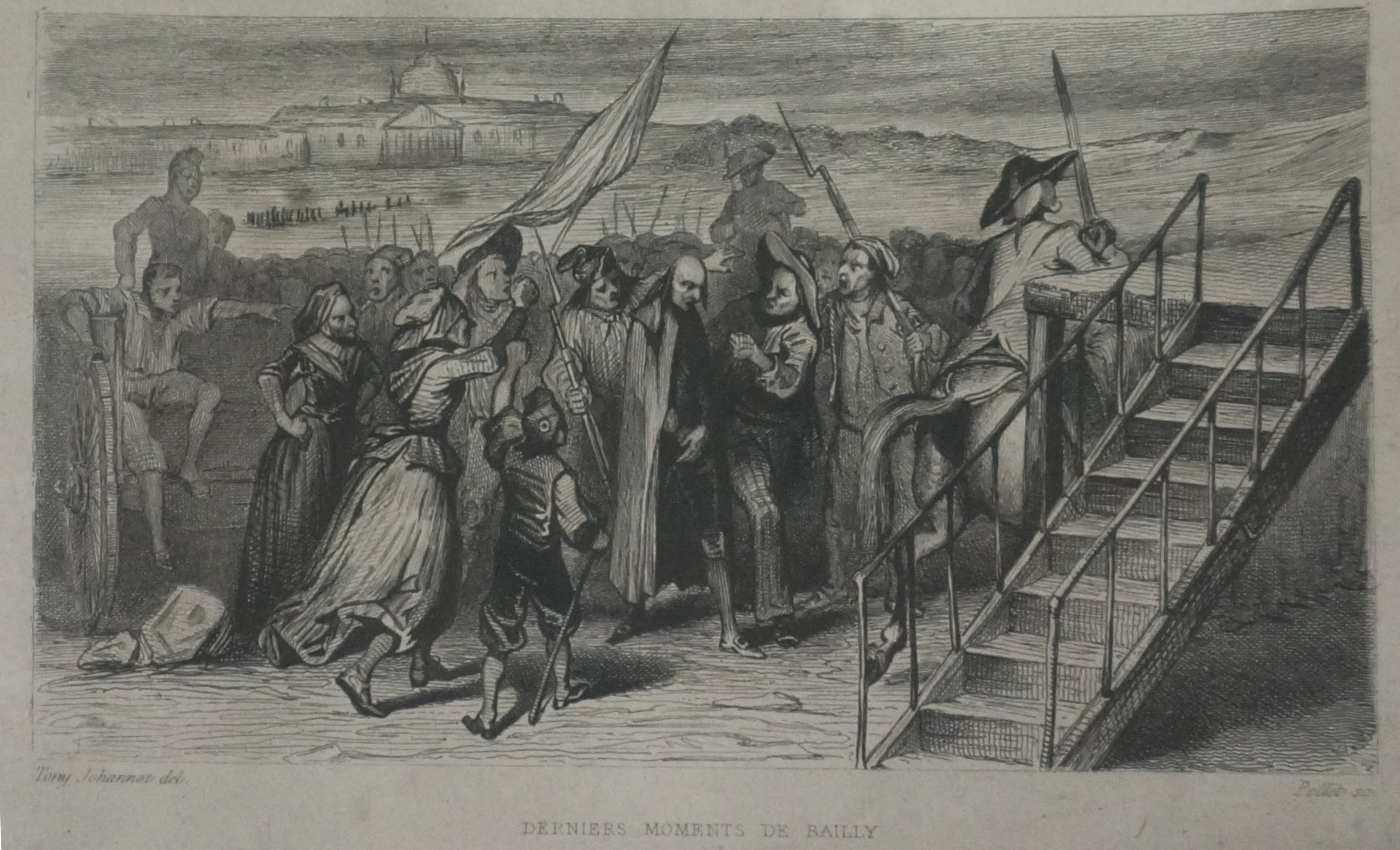
Bailly condotto al patibolo

Nello stesso periodo furono decapitati anche i Foglianti rimasti in patria. La Fayette, considerato nemico dai Giacobini, ricercato per ordine di Danton, fu costretto a fuggire in Belgio. Il 21 novembre fu ghigliottinato uno dei padri della rivoluzione, anch'egli fondatore dei Foglianti, l'astronomo Jean Sylvain Bailly, primo presidente dell'Assemblea nazionale e primo sindaco di Parigi, ritenuto colpevole dei tragici eventi a Campo di Marte del luglio 1791. Anche l'ex-leader dei foglianti all'Assemblea legislativa, Antoine Barnave fu condannato a morte per la sua compromettente corrispondenza, e fu ghigliottinato il 29 novembre 1793.
Nel frattempo, nella primavera del 1794 (febbraio-marzo), furono approvati due decreti (Decreti Ventosi, dal nome del mese del calendario rivoluzionario in cui entrarono in vigore) che inasprirono ulteriormente il controllo sull'economia e la repressione disponendo la confisca dei beni degli emigrati (emigré) e degli oppositori affinché fossero ridistribuiti agli indigenti; in ogni caso, nonostante l'appoggio dei gruppi più radicali tra i giacobini, tali decreti non furono sostanzialmente applicati da Robespierre.

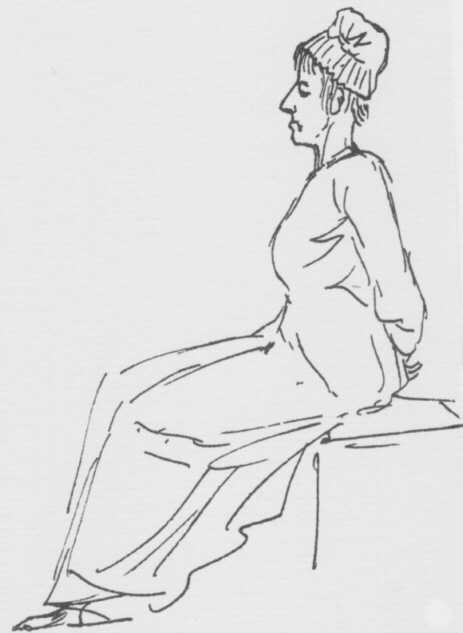
Maria Antonietta condotta al patibolo
(Jacques-Louis David, 1793)

Verso la fine del 1793 e l'inizio del 1794 la politica economica francese adattata agli scopi bellici dal Comitato di salute pubblica, permise all'esercito repubblicano di bloccare l'avanzata della Prima Coalizione e di soffocare la controrivoluzione interna. Le vittorie a Hondschoote (8 settembre), Wattignies (16 ottobre), Wissembourg (26 dicembre) e Landau (28 dicembre) permisero di giungere alla grande offensiva della primavera del 1794, con la quale i nemici vennero scacciati oltre i confini nazionali. L'armata rivoluzionaria riuscì a rioccupare il Belgio, la regione della Renania e i Paesi Bassi che nel gennaio del 1795 vennero trasformati nella Repubblica Batava. L'Europa in quel periodo pullulava di simpatizzanti della rivoluzione, in particolar modo tra gli intellettuali formati dall'Illuminismo che talvolta trasformarono la lotta contro la Prima Coalizione in una guerra civile europea in cui i francesi poterono contare su larghe simpatie all'interno degli Stati contro cui combattevano. I Montagnardi condussero sin qui una politica d'emergenza volta a supportare i sanculotti a discapito della borghesia. Quest'ultima, davanti al pericolo di invasione della Prima Coalizione con la conseguente reintroduzione dell'Ancien Régime, non si oppose alla condotta politica montagnarda, ma con l'affievolirsi del pericolo chiese un allentamento delle azioni di emergenza e la fine del Terrore; i borghesi, d'altro canto, trovarono i propri interpreti negli Indulgenti (provenienti dal Club dei Cordiglieri, tra i quali Danton e Desmoulins), che misero in dubbio l'utilità del Terrore. Se la borghesia protestò contro la dittatura di Robespierre appoggiandosi agli Indulgenti, gli Arrabbiati e gli Hebertisti (gruppi di agitatori radicali, tra i quali rispettivamente Jacques Roux e Jacques-René Hébert) minacciarono sollevazioni popolari contro il Comitato di salute pubblica, reclamando la spoliazione di tutti i ricchi e spingendo la politica anticlericale della rivoluzione a una vera e propria scristianizzazione totale della Francia.

#### Culto dell'Essere supremo

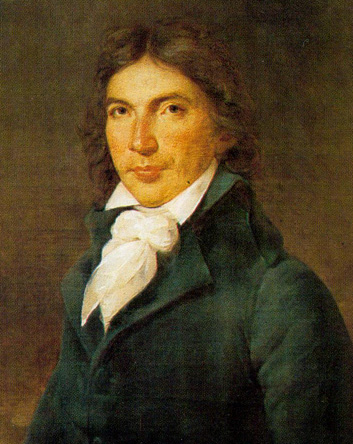
Camille Desmoulins
(Jean-Sébastien Rouillard)

Per un breve periodo Robespierre sembrò cedere alle richieste di questi gruppi radicali ma in seguito, non condividendo né l'ateismo né l'estremismo sociale degli Arrabbiati e degli Hebertisti, decise di ideare un piano per eliminare tutte le correnti politiche che minacciavano la sua popolarità e il suo potere, con il quale avrebbe mandato ogni esponente politico nemico alla ghigliottina: dopo un tentativo di sollevazione contro il governo (peraltro con l'opposizione dello stesso Hébert), il 13 marzo vennero arrestati con l'accusa di complotto numerosi Hebertisti, tra i quali lo stesso Hébert; furono giustiziati il 24 marzo. La stessa sorte toccò agli Indulgenti, tra i quali Danton e Desmoulins, arrestati il 30 marzo e durante il processo, Danton si difese con veemenza insultando i giudici; fu allora approvato un decreto, su proposta di Saint-Just, che ordinò l'esclusione dai dibattiti processuali di chiunque avesse insultato la giustizia o i suoi rappresentanti; costretto al silenzio, Danton fu condannato a morte insieme ai suoi sostenitori (60 di cui 11 deputati della Convenzione), il 4 aprile.

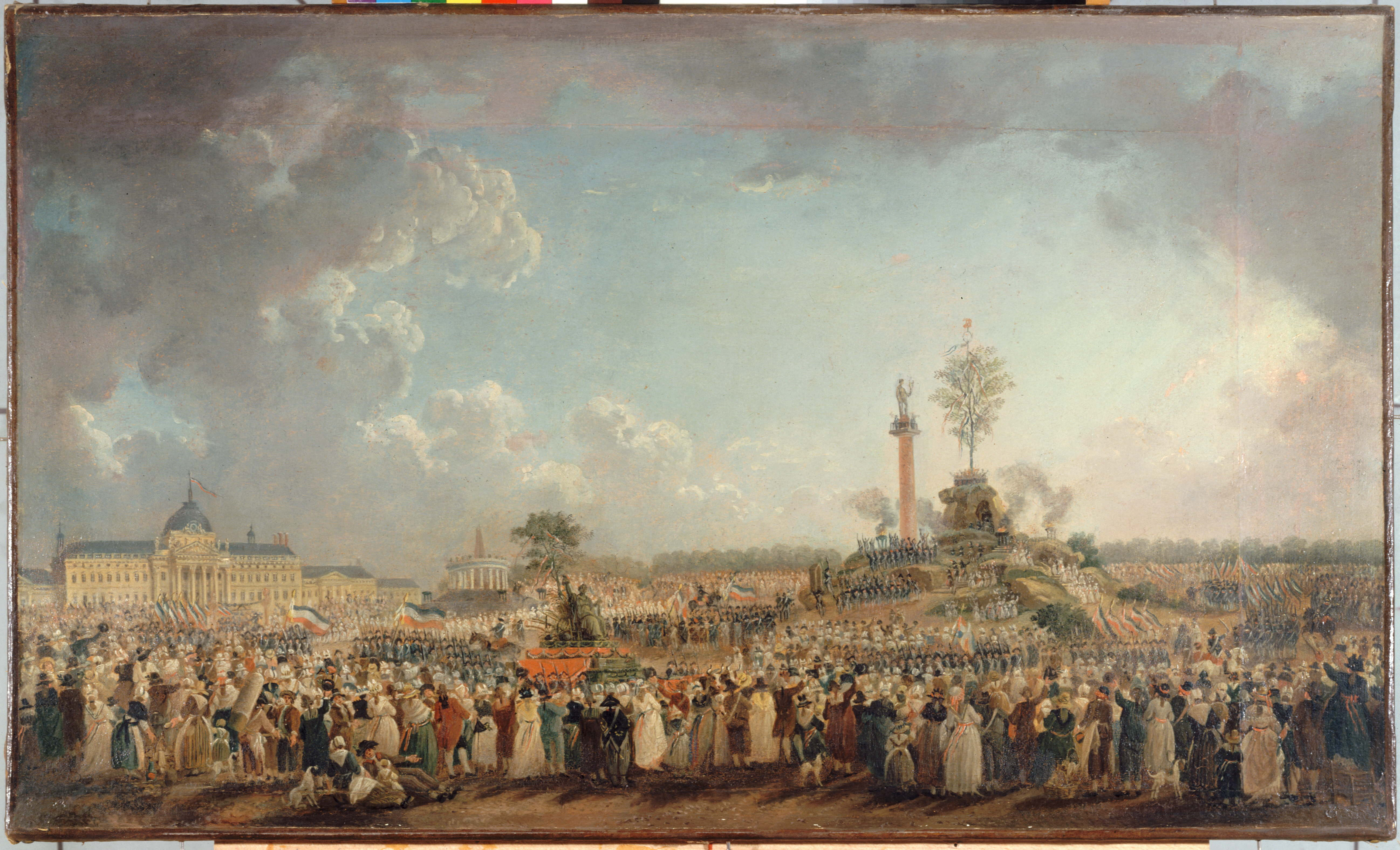
Festa dell'Essere Supremo
(Pierre-Antoine Demachy, 1794)

Un decreto del 7 maggio, emanato dalla Convenzione nazionale su istanza del Comitato di salute pubblica, stabilì il culto dell'Essere Supremo, con il quale si cercò di sostituire il culto della Ragione ideato dagli Hebertisti. Robespierre fu un deista, colui che ritiene l'uso corretto della ragione un mezzo per elaborare una religione naturale e razionale completa ed esauriente, che tuttavia riconosce l'esistenza della divinità come base indispensabile per spiegare l'ordine, l'armonia e la regolarità nell'universo. Basandosi su questa ideologia, aveva fortemente attaccato le tendenze atee e la politica di scristianizzazione degli Hebertisti e decise di opporre al loro culto il riconoscimento dell'esistenza dell'Essere supremo e dell'immortalità dell'anima; il culto dell'Essere supremo concepì una divinità che non interagiva con il mondo naturale e non interveniva nelle faccende terrene degli uomini e si concretizzò in une serie di feste civiche, destinate a riunire periodicamente i cittadini attorno all'idea divina, promuovendo valori come l'amicizia, la fraternità, il genere umano, l'uguaglianza, la virtù, l'infanzia, la gioventù e la gioia. La festa dell'Essere supremo venne celebrata l'8 giugno. Dal palazzo delle Tuileries al Campo di Marte l'inno all'Essere supremo, scritto dal poeta rivoluzionario Théodore Desorgues, fu cantato dalla folla su musica di François-Joseph Gossec. Robespierre precedette i deputati della Convenzione, avanzando solo e indossando per la circostanza un abito celeste cinto da una fascia tricolore. La folla immensa, venuta per il grande spettacolo, fu incitata da Louis David. Davanti alla statua della Saggezza, Robespierre diede fuoco a manichini che simboleggiavano l'ateismo, l'ambizione, l'egoismo e la falsa semplicità. Alcuni deputati derisero la cerimonia, chiacchierarono e si rifiutarono di marciare al passo. Nonostante l'impressione profonda prodotta da questa festa, il culto dell'Essere Supremo fallì nel creare l'unità morale fra i rivoluzionari e contribuì anzi a suscitare una crisi politica in seno al governo rivoluzionario.

### La caduta di Robespierre e la fine del Terrore
Con l'eliminazione di tutti i suoi grandi oppositori Robespierre restò il solo dominatore della Francia. La dura politica di epurazione di ogni nemico della rivoluzione proseguì e il Tribunale rivoluzionario perse anche l'ultima parvenza di regolarità, concedendo ai giudici la condanna degli imputati sulla base di semplici prove morali. Infatti, venne emanata la legge del 22 pratile anno II (10 giugno 1794), chiamata Loi de Prairial (legge del pratile) la quale, privando gli accusati del diritto di difesa e di ricorso in appello, accentuava il ruolo del Tribunale rivoluzionario e inaspriva il Terrore giacobino. Durante questo periodo, noto come "Grande Terrore", a Parigi persero la vita circa 1 400 persone in meno di due mesi; tra di essi Antoine-Laurent de Lavoisier e André Chénier. Venuto meno il pericolo di un'invasione straniera, le misure eccezionali emanate durante il Terrore cominciarono a sembrare eccessive e conseguentemente all'esecuzione di Danton, una delle figure più popolari, molti cominciarono a sentirsi possibili vittime e dunque il Terrore cominciò a perdere il sostegno popolare e dunque la sua ragion d'essere.
Fra i membri della Convenzione, con la paura per la propria incolumità, cominciò a delinearsi un gruppo di oppositori a Robespierre guidati principalmente da Joseph Fouché, Jean-Lambert Tallien e Paul Barras. Il 26 luglio 1794, dopo una breve assenza dalla scena politica, Robespierre si presentò alla Convenzione, dove tenne un lungo e violento discorso con il quale ammonì sulla possibilità di una cospirazione contro la repubblica e minacciò di condannare alcuni deputati che avevano a suo parere agito ingiustamente e suggerì che il Comitato di salute pubblica e il Comitato di sicurezza generale avrebbero dovuto sottoporsi a un rinnovamento dei propri membri. Tali minacce crearono grande agitazione all'interno della Convenzione e molti cominciarono a immaginare chi potessero essere i deputati destinati a essere puniti, in quanto Robespierre non menzionò alcun nome. La maggioranza dei deputati, convinta dalla grande eloquenza di Robespierre, inizialmente approvò il discorso ma in seguito ad alcune proteste ritirò i suoi voti.
Il giorno successivo Saint-Just, portavoce di Robespierre, cominciò a parlare alla Convenzione, venendo continuamente interrotto da violente proteste. Qualcuno gridò: «Abbasso il tiranno!». Robespierre esitò nel replicare a questi attacchi e dagli astanti si alzò un grido: «È il sangue di Danton che ti soffoca!». Nel pomeriggio Robespierre, suo fratello Augustin, Saint-Just, Georges Couthon e Philippe-François-Joseph Le Bas furono arrestati. Vennero liberati poco dopo da un gruppo di uomini della Comune e condotti al Municipio di Parigi, dove furono raggiunti dai loro sostenitori; alla notizia della liberazione la Convenzione si riunì nuovamente e dichiarò fuori legge i membri della Comune e i deputati da questi liberati mentre la Guardia nazionale, fedele alla Convenzione, venne affidata al comando di Barras.
La mattina del 28 luglio la Guardia nazionale si impadronì del Municipio senza troppe difficoltà. I sanculotti reagirono fiaccamente in quanto erano stanchi, affamati e convinti che la fine del Terrore avrebbe posto rimedio al blocco dei salari imposto dalla legge del maximum. Su quello che successe a Robespierre durante questo episodio le opinioni degli storici divergono: qualcuno sostiene che cercò di opporre resistenza e venne colpito da un proiettile sparato dal soldato Charles-André Merda, che gli fracassò la mascella; altri sostengono la tesi del tentato suicidio; un'altra ipotesi è quella dello sparo accidentale dell'arma impugnata dallo stesso Robespierre nel momento in cui cadde per terra durante i momenti concitati della tentata fuga. Comunque siano andate le cose, Robespierre venne arrestato insieme con numerosi suoi fedeli, tra cui Saint-Just, Couthon, Le Bas e suo fratello Augustin; quest'ultimo, nel tentativo di sfuggire alla cattura si gettò dalla finestra sul selciato, dove venne raccolto moribondo, mentre Le Bas si suicidò sparandosi un colpo di pistola.
Il colpo di Stato del 9 termidoro che pose fine al periodo del Terrore, che culminò all'indomani, con l'esecuzione alla ghigliottina di Robespierre e dei suoi collaboratori il 28 luglio 1794, è noto anche come "Termidoro" o "Reazione termidoriana". Durante il Terrore, che ebbe fine nell'estate del 1794, furono ghigliottinate circa 17 000 persone, 25 000 subirono esecuzioni sommarie, 500 000 vennero imprigionate e 300 000 furono poste agli arresti domiciliari: tra le vittime più significative ci furono la regina (16 ottobre 1793), Brissot e Vergniaud (31 ottobre 1793), Bailly (12 novembre 1793), Barnave (28 novembre 1793), Hébert (24 marzo 1794), Condorcet (suicida in prigione il 29 marzo 1794), Danton, Desmoulins, d'Églantine (5 aprile 1794), gli stessi Robespierre e Saint-Just, insieme a Couthon, come atto finale (28 luglio 1794).
La nuova Costituzione dell'anno III fu votata dalla Convenzione il 17 agosto 1795 e ratificata per plebiscito a settembre. Essa fu effettiva a partire dal 26 settembre dello stesso anno e fondò il nuovo regime del Direttorio.
Caduto Robespierre, il principale pericolo per la stabilità politica (e per la stessa esistenza in vita dei deputati moderati) era rappresentato dall'eventuale reazione montagnarda e giacobina, che si concretizzò nelle due grandi insurrezioni del 12 germinale e 1 pratile (1º aprile e 20 maggio 1795) alla cui repressione diedero un contributo decisivo i realisti e le loro sezioni armate di Parigi. Dopodiché l'alleanza fra repubblicani e realisti si estese nel resto della Francia, con la repressione ricordata come Terrore bianco.

### Il tentativo realista del 13 vendemmiaio
La definitiva repressione dei montagnardi aveva reso i termidoriani liberi dalla necessità di assicurarsi l'alleanza con i realisti, dei quali temevano la grande forza elettorale (questi erano, sicuramente, maggioranza nel Paese, ancorché non nell'esercito e alla Convenzione). Ciò, nell'agosto 1795, indusse la maggioranza termidoriana della Convenzione all'approvazione del Decreto dei due terzi: i due terzi degli eletti ai nuovi consigli avrebbero dovuto essere attribuiti a membri della Convenzione. In tal modo, di fatto si negava ai realisti la possibilità di assicurarsi democraticamente la maggioranza parlamentare nelle elezioni generali programmate per il 12 ottobre. Era una manovra probabilmente indispensabile, in quanto molte regioni del Paese (in particolare l'Ovest, la valle del Rodano e l'Est del Massiccio Centrale) elessero deputati realisti. Il partito monarchico, così rinforzato, reagì con la fallimentare insurrezione del 13 vendemmiaio (5 ottobre 1795), segnata dal grande massacro, nel centro di Parigi, delle milizie legittimiste ribelli, operato dall'esercito fedele alla convenzione termidoriana. La conseguente repressione anti-monarchica fu, tuttavia, relativamente blanda.

## Il Direttorio

Barras con la divisa da "Direttore"

### La costituzione dell'anno III
Il Direttorio fu il secondo tentativo di creare un regime stabile in quanto costituzionale. La pacificazione dell'ovest e la fine della prima coalizione permisero di stabilire una nuova costituzione; per la prima volta in Francia il potere legislativo fu affidato a un Parlamento bicamerale, composto da un Consiglio dei Cinquecento, formato da 500 membri e da un Consiglio degli Anziani di 250 membri (Art. 82). Il potere esecutivo venne affidato a un Direttorio di cinque persone nominate dal Consiglio degli Anziani su una lista fornita dal Consiglio dei Cinquecento; i ministri e i cinque direttori non erano responsabili davanti alle assemblee ma essi non potevano più scioglierle; infine, il suffragio universale maschile fu sostituito da un suffragio censitario. Tale sistema di governo dimostrò subito i suoi limiti: infatti, come nella costituzione francese del 1791, mancava una procedura per la soluzione dei conflitti istituzionali; il principale leader fu il termidoriano Barras, ma dei cinque membri del direttorio, solo uno, Lazare Carnot era dotato di carisma e autorevolezza, inoltre, mancando di una solida base di appoggio popolare, fu contestato tanto dai sostenitori del Terrore quanto dai Realisti; in sintesi, secondo Brown, fu un periodo caratterizzato da "violenza cronica, ambivalenti forme di giustizia, ricorso ripetuto alla spietata repressione del dissenso".

### La ripresa realista e il colpo di Stato del 18 fruttidoro
Durante tutta la durata del Direttorio, l'instabilità politica fu incessante. Le "reti di corrispondenza" realiste, appoggiate ai deputati realisti e moderati del Club di Clichy e in parte coordinate con i due fratelli del sovrano decapitato, Luigi e Carlo (e con le potenze nemiche), svolgevano un'efficace azione di propaganda. Tanto efficace da consentire loro la vittoria alle elezioni del marzo-aprile 1797, per il rinnovo di un terzo dei seggi ai due consigli. La nuova maggioranza doveva affrontare l'opposizione del Direttorio, ove solo due dei cinque 'direttori' propendevano dalla loro parte. I restanti tre, Barras in testa, reagirono assicurandosi l'appoggio dell'esercito e organizzando, nel settembre 1797, il Colpo di Stato del 18 fruttidoro, che portò alla cacciata di due dei cinque direttori (de Barthélemy e Carnot) e alla destituzione di 177 deputati, molti dei quali condannati alla deportazione in Guyana.

### La congiura degli Eguali
Nel maggio 1796, la società degli Eguali, gruppo radicale, erede degli Enragés, organizzò una congiura di tipo socialista-comunistico contro il Direttorio, che, tuttavia, fallì completamente. Lo scopo era quello di abolire, anche con la forza, la proprietà privata, sostenendo esplicitamente che i frutti della terra appartengono a tutti, in modo da far scomparire ogni differenza sociale fra gli uomini. Gli organizzatori, tra cui François-Noël Babeuf detto Gracco, l'italiano Filippo Buonarroti e Augustin Darthé furono arrestati e condannati a varie pene. Gracco Babeuf e Darthé vennero condannati a morte nel 1797. Buonarroti fu condannato all'esilio perpetuo, ma continuò l'attività cospirativa, fondando diverse società segrete e facendo opera di proselitismo.

### Gli ultimi anni del direttorio
Le successive elezioni del 1798 sembrarono dare il favore ai Giacobini: i consigli si concessero allora il diritto di designare i deputati nella metà delle circoscrizioni, fatto che permise ai Termidoriani di mantenersi il potere, ma furono totalmente screditati.
La situazione economica contribuì anche a distogliere i francesi dal regime: infatti, non bastando il gettito delle imposte e con il valore degli assegnati praticamente nullo, il governo istituì una nuova moneta, il "mandato territoriale", che, tuttavia, si svalutò ben presto.
A partire dal 1797, lo Stato chiese ai contribuenti di pagare le imposte in denaro contante, ma con la crisi finanziaria la moneta metallica si era rarefatta. Dopo gli anni dell'inflazione legata all'assegnato, la Francia conobbe un periodo di abbassamento dei prezzi che toccò soprattutto il mondo rurale: incapace di far fronte all'enorme debito accumulato dalla monarchia assoluta e in otto anni di rivoluzione, le assemblee si rassegnarono alla bancarotta dei "due terzi": la Francia rinunciò a pagare i due terzi del suo debito pubblico ma consolidò l'ultimo terzo iscrivendolo nel gran libro del debito; infine, per sembrare credibile agli occhi dei creditori, nel 1798 venne creata una nuova imposta sulle porte e sulle finestre. I gendarmi furono precettati per coprire l'imposta.
Nel giugno 1799 i "neogiacobini" conquistarono regolarmente di nuovo numerosi seggi che - nonostante il nuovo tentativo da parte del Direttorio con il colpo di Stato del 30 pratile anno VII - vennero ratificate. Si ebbe così una nuova breve parentesi di governo giacobino "moderato" con la nomina nel Direttorio e nei ministeri di ex dirigenti del Terrore o militari ad essi vicini, tra cui due dei cinque posti di Direttore, la massima carica, Louis Gohier e il generale Jean-François Moulin, accanto a Barras e al ritornato al potere Sieyès, ideologo del Terzo Stato e padre della Costituzione del 1795.

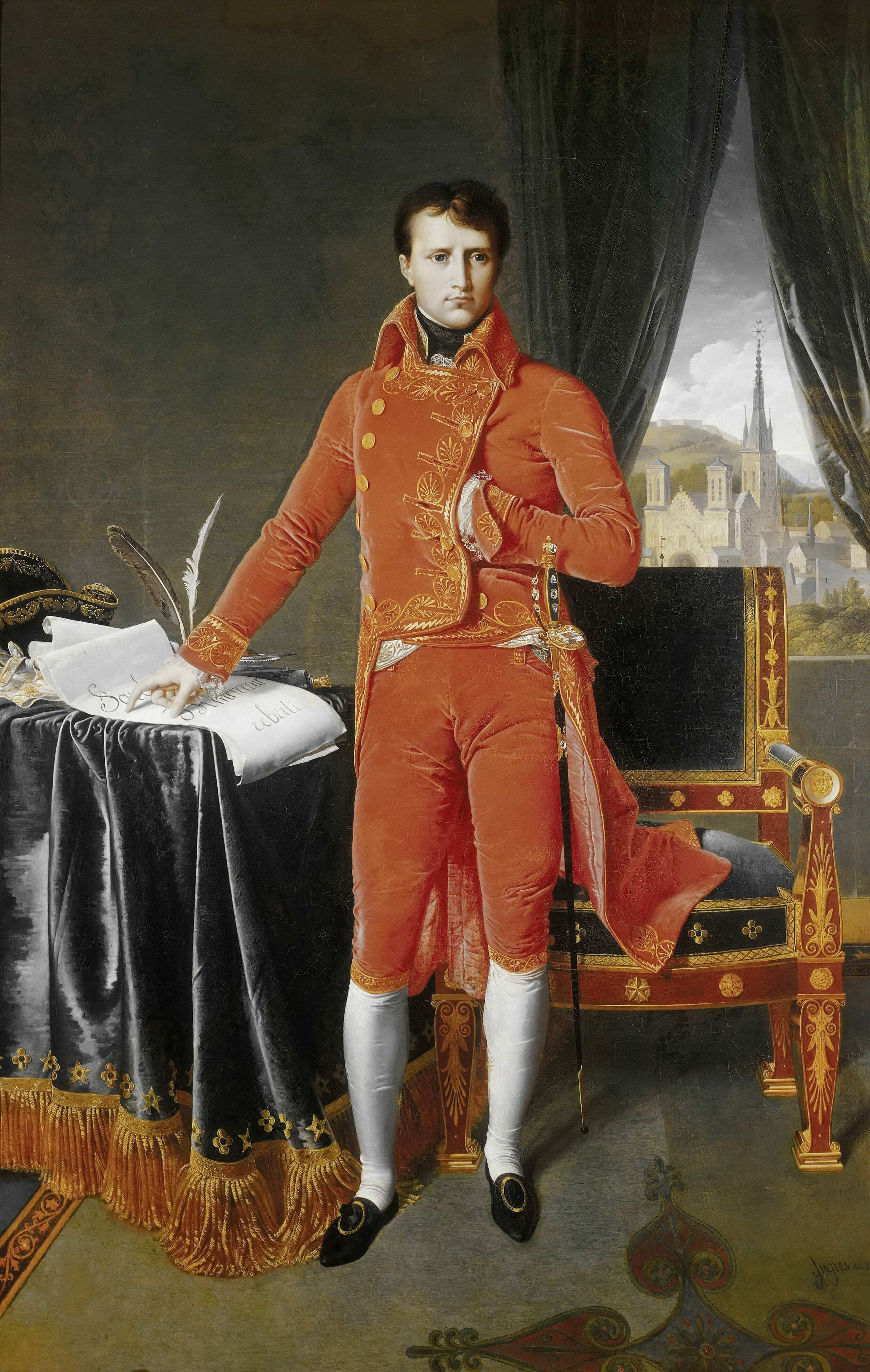
Napoleone Bonaparte, primo console

## L'avvento di Napoleone e la fine della rivoluzione
Grazie agli sforzi del Comitato di salute pubblica, le armate francesi riuscirono a contrattaccare e, nella primavera del 1796, una grande offensiva attraversò la Germania per costringere l'Austria alla pace. Tuttavia fu l'armata d'Italia, comandata dal giovane generale Napoleone Bonaparte, che fece la differenza grazie a sempre nuove vittorie e costringendo l'Austria a firmare la pace col Trattato di Campoformio del 17 ottobre 1797. Tra il 1797 e il 1799 quasi tutta la penisola italiana fu trasformata in repubbliche sorelle (in Italia chiamate anche "repubbliche giacobine") con dei regimi e delle istituzioni ricalcate su quelle francesi. Se le vittorie giovarono alle finanze del Direttorio, esse resero il potere sempre più dipendente dall'esercito e così Bonaparte divenne l'arbitro del dissenso politico interno. La spedizione in Egitto aveva l'obiettivo di impedire la via delle Indie al Regno Unito, ma i Direttori furono contenti di togliere il loro sostegno a Napoleone, che non nascondeva di ambire al potere.
La moltiplicazione delle repubbliche sorelle inquietò le grandi potenze, Russia e Regno Unito in testa. Esse temevano il contagio rivoluzionario e una troppo forte dominazione della Francia sull'Europa. Questi due Stati furono all'origine della seconda coalizione del 1798. Le offensive inglesi, russe e austriache furono respinte dalle armate francesi dirette da Brune e Masséna, ma l'Italia fu in gran parte persa e i risultati della campagna di Bonaparte resi vani. Era ormai chiaro che il popolo francese cercava un nuovo uomo forte per difendere le sorti della Repubblica poiché il Direttorio era inesorabilmente corrotto e cominciava a tramare con Luigi XVIII per restaurare il trono dei Borbone. Allarmato da queste notizie e conscio che la sua ora era giunta, Napoleone tornò dall'Egitto e assunse il comando del complotto che mirava a rovesciare il Direttorio e tessuto tra gli altri da Sieyès e dal fratello di Napoleone, Luciano Bonaparte, presidente dell'Assemblea dei Cinquecento.
Il 9 novembre 1799 il colpo di Stato detto "del 18 Brumaio" rovesciò il Direttorio e instaurò un triumvirato retto dai consoli Bonaparte, Sieyès e Ducos. Napoleone proclamò in quella sede l'atto di chiusura della rivoluzione: «Citoyens, la révolution est fixée aux principes qui l'ont commencée, elle est finie» (Cittadini, la rivoluzione è fissata ai principi che l'hanno avviata, essa è conclusa). Fu messo in piedi il Consolato: un regime autoritario diretto da tre consoli, di cui solo il primo deteneva realmente il potere.
Nel 1804 Napoleone ruppe gli indugi facendosi plebiscitariamente nominare "imperatore dei francesi", con il nome di Napoleone I, di fatto restaurando la monarchia, anche se costituzionale e di tipo nuovo. La Francia cominciò un nuovo periodo della sua storia apprestandosi a consegnare il proprio destino a un imperatore. La Rivoluzione, di fatto già terminata nel 1799, poté dirsi conclusa e cominciava l'epoca napoleonica.

## Eredità e conseguenze
Nonostante l'alto costo umano - stimato in circa 600 000 morti - e materiale di quella che fu anche una vera e propria guerra civile, la rivoluzione ottenne significativi risultati nell'eliminare un sistema secolare, resistente a tutto se non a un enorme sconvolgimento come quello rivoluzionario, l'Antico Regime. Il giudizio della maggioranza degli storici odierni vede la rivoluzione come necessità storica, dato che si era giunti alle soglie del XIX secolo con privilegi medievali garantiti a una minoranza della popolazione, pur riconoscendo i molti eccessi che la caratterizzavano. Tra gli obiettivi raggiunti e i principi giuridici, etici e sociali fissati dalla rivoluzione si possono annoverare:
- Abolizione della schiavitù;
- Abolizione dei "reati immaginari";
- Abolizione della segregazione delle comunità ebraiche;
- Abolizione della tortura;
- Abolizione dei diritti feudali;
- Abolizione delle dogane interne;
- Adozione del sistema metrico decimale;
- Abolizione delle corporazioni e libera concorrenza;
- Abolizione delle decime e dei privilegi clericali;
- Abolizione della religione di Stato;
- Affermazione del principio della separazione dei poteri;
- Elezione dei rappresentanti e sovranità popolare;
- Giustizia gratuita, amministrata da un solo potere;
- Poteri locali uniformi;
- Imposte dirette a carico di tutti i cittadini;
- Istruzione laica e pubblica;
- Separazione totale tra Stato e Chiesa;
- La Dichiarazione dei diritti dell'uomo e del cittadino;
- Misure per le classi più deboli;
- Norme giuridiche e pene uguali per tutti;
- Norme di diritto uniformi in tutto il paese;
- Uguaglianza sociale di tutti i cittadini di fronte alle imposte;
- Una Costituzione scritta;
- Uniformità di applicazione del carico fiscale in tutto il paese.

Bisogna tener presente però che questi risultati non vennero confermati da tutti gli stati restaurati e che la riaffermazione di tali risultati fu graduale e con differenze tra stato e stato.